# Plougastel-Daoulas
Ne doit pas être confondu avec Plogastel-Saint-Germain.
Plougastel-Daoulas (/plu.gas.tɛl da.u.las/) est une ville du département du Finistère, dans la région Bretagne, en France. Ses habitants sont appelés les Plougastels et pour les femmes, on utilise le mot breton Plougastellenn.

## Géographie
| - Localisation de Plougastel-Daoulas sur une carte des communes du Finistère. - Carte de la commune de Plougastel-Daoulas (tracé en orange de la limite communale). |

| Brest Rade de Brest | Le Relecq-Kerhuon Rade de Brest | Loperhet                      |
| Rade de Brest       | Plougastel-Daoulas              |                               |
| Rade de Brest       | Rade de Brest                   | Rade de Brest Logonna-Daoulas |

### Un littoral très découpé
Plougastel-Daoulas est une ville de la rade de Brest, située sur une presqu'île au sud-est du chef-lieu d'arrondissement dont elle est séparée par l'embouchure de l'Élorn. La commune fait partie de l'ancien évêché de Cornouaille.
La longueur de son littoral atteint 37 km car il est très découpé sur sa façade ouest et sud-ouest, alternant caps (pointe Marloux, pointe du Corbeau, pointe du Caro, pointe de l'Armorique, pointe Doubidy) et anses (anse du Caro, anse de Lauberlac'h, anse du Moulin Neuf, anse de Penfoul) et quatre ports (Tinduff, Caro, Passage, Four-à-Chaux-Lauberlac'h) y sont implantés. Une île de la rade de Brest dépend aussi administrativement de Plougastel : l'île Ronde. L'étang du Caro, site naturel protégé, est un lieu de nidification pour les oiseaux migrateurs. Le poulier de l'anse de Lauberlac'h, pointe libre longue de 370 mètres, barre presque complètement le fond de cette anse, l'eau de mer y accédant seulement par un grau étroit.
Dominique Cap, alors premier édile de Plougastel-Daoulas, décida de remettre en cause la « loi littoral » de 1986, qui régit l'urbanisation de la côte. Celle-ci autorise des constructions dans les zones urbaines existantes, pas dans les hameaux. Or le bourg compte près de 9 000 habitants répartis dans 162 hameaux. Le maire réclama un assouplissement de la loi. L'Association des maires de France lui demanda de faire l'état des lieux.

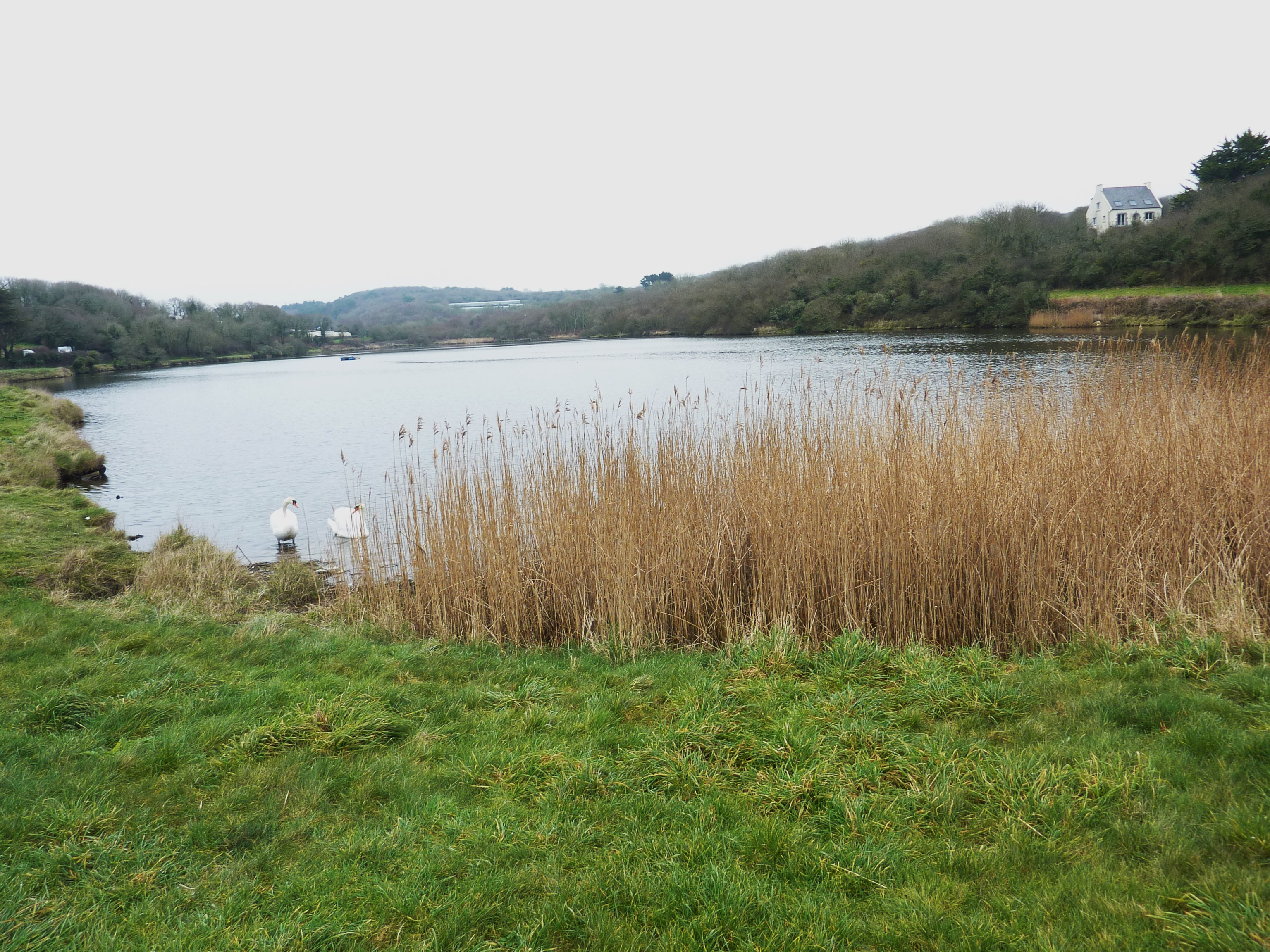
L'étang de l'anse du Caro.
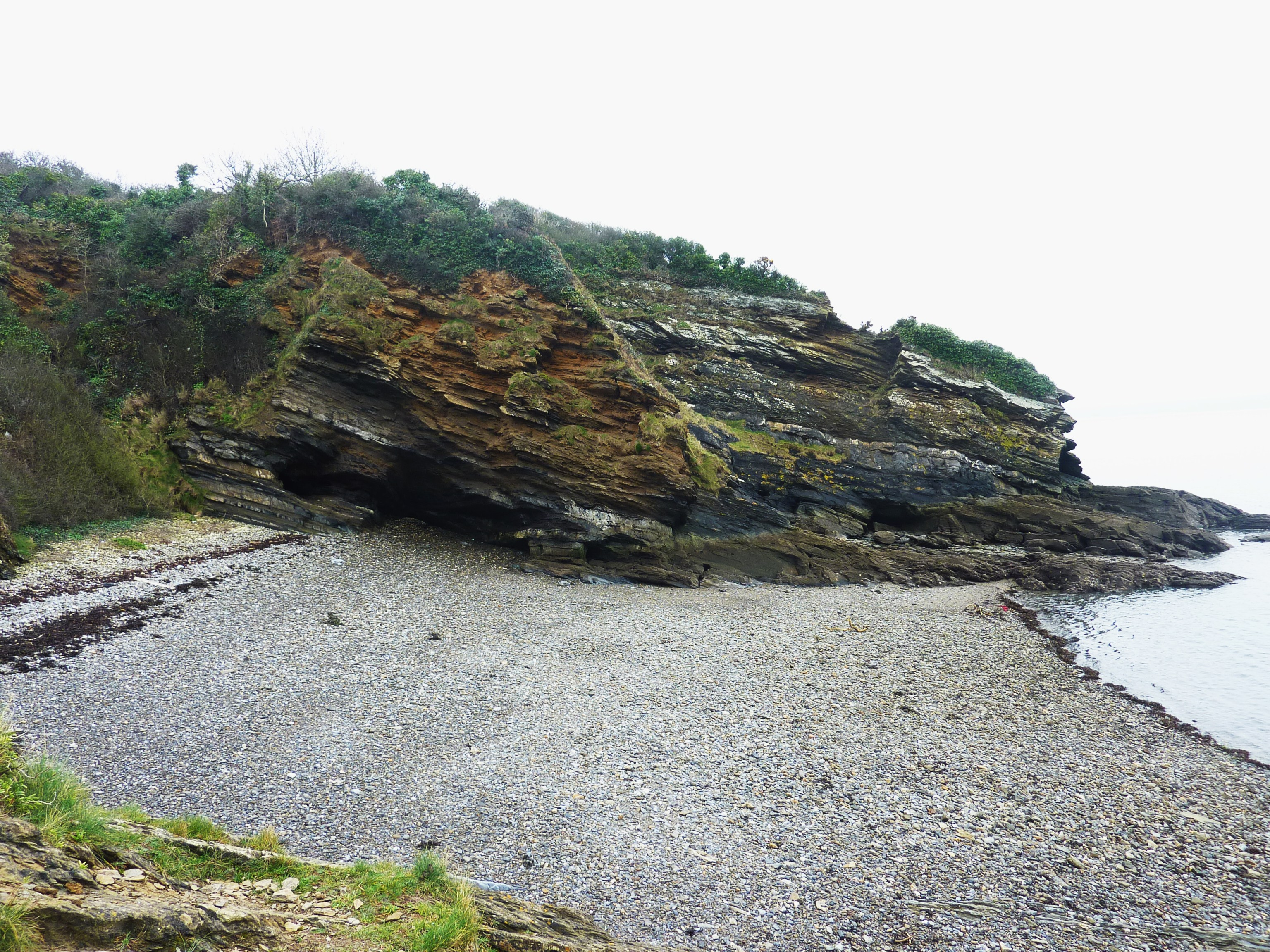
La grève de Porsmeur.
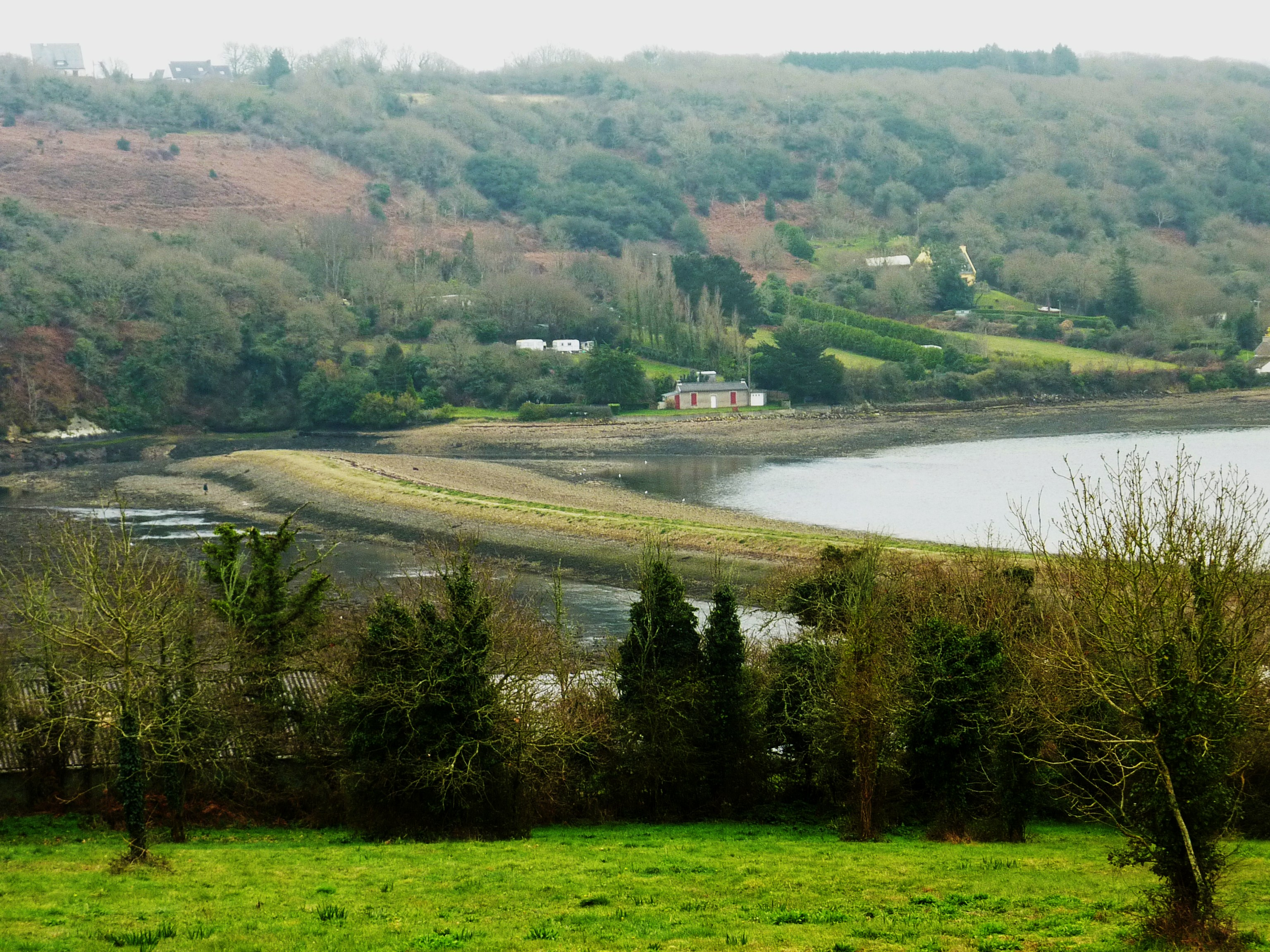
Le poulier de l'anse de Lauberlac'h.
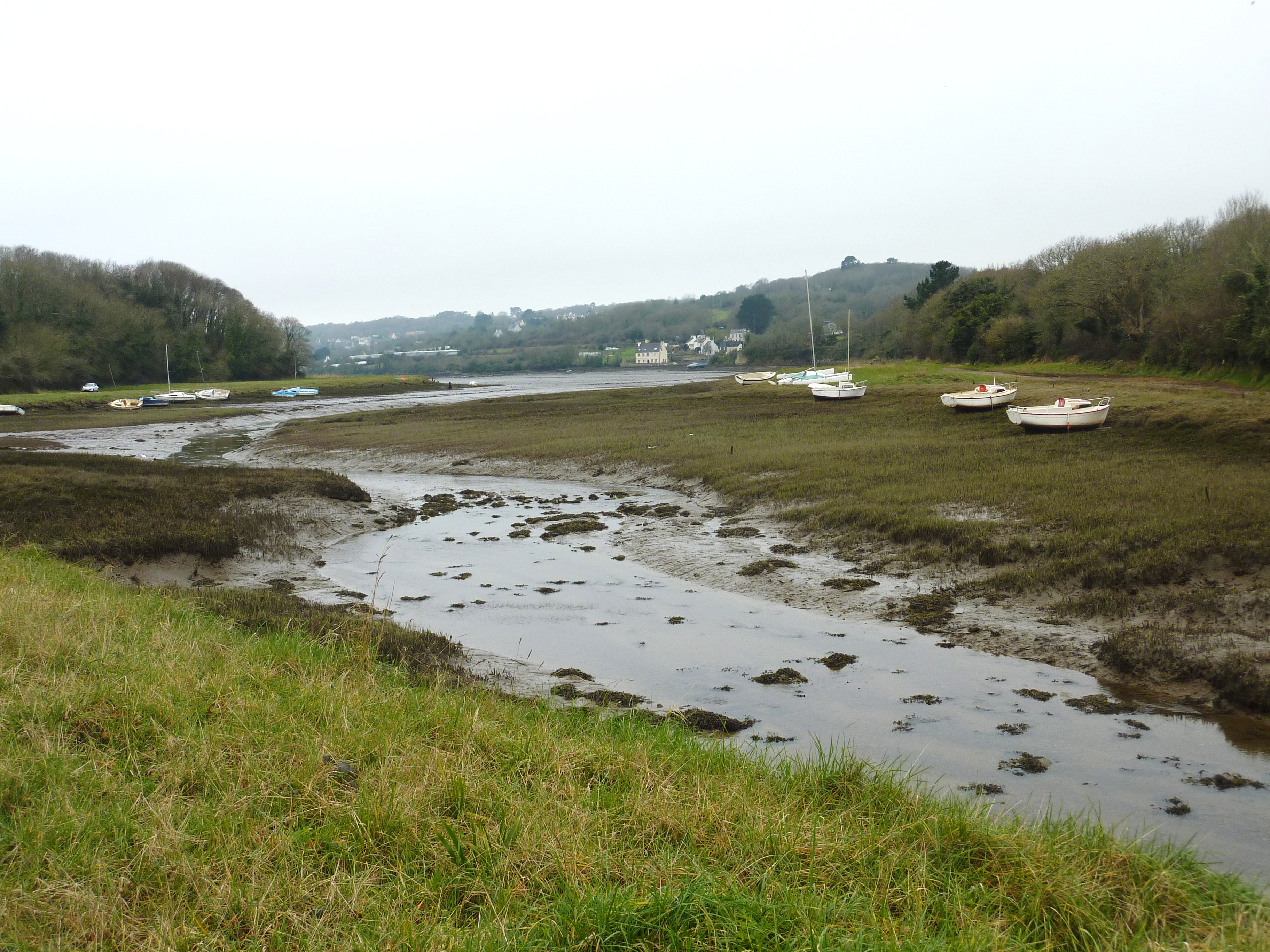
L'aber du ruisseau de Saint-Guénolé (à marée basse).
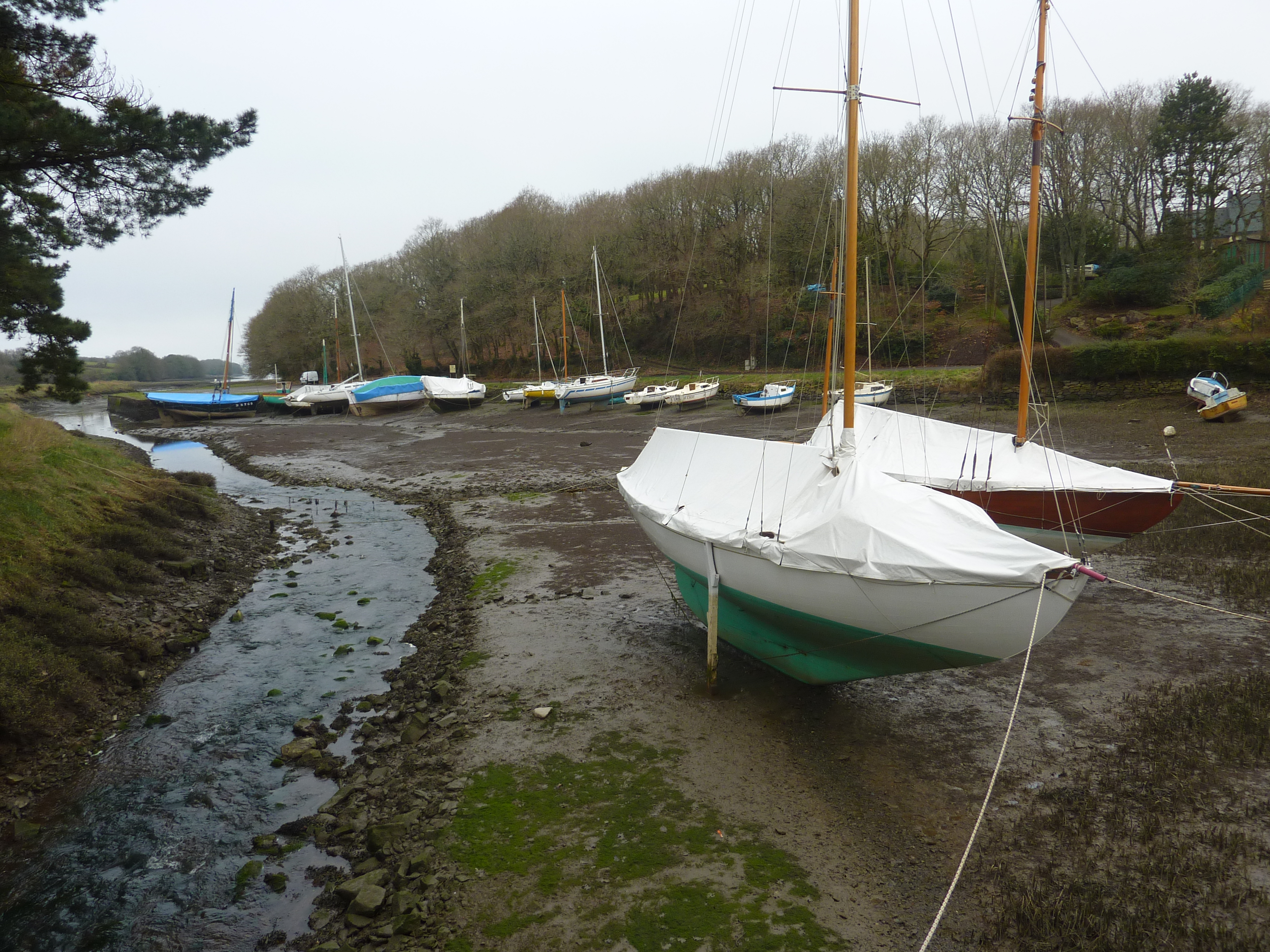
L'aber de l'anse du Moulin-Neuf à Pont-Kalleg.

### Cadre géologique

Carte géologique du Massif armoricain.

La presqu'île de Plougastel correspond, comme celle de Crozon, à la terminaison occidentale du synclinorium médian armoricain.
Géologiquement, les quartzites de Plougastel, le granite et les schistes sont les affleurements prédominant. Les schistes et quartzites de Plougastel datent du gédinnien ; ils sont caractérisés par une alternance des bancs épais de dizaines de mètres de quartzites et de schistes et forment des points hauts du relief, d'aspect déchiqueté ; ils sont aussi fréquents dans la presqu'île de Crozon.
Quelques petits gisements de calcaire existent, par exemple à l'île Ronde, ce qui explique la présence d'anciens fours à chaux. Un ancien récif corallien datant du Praguien (Dévonien inférieur), situé à la pointe de l'Armorique, montre des bancs de calcaire bleu, riches en fossiles marins (le prélèvement de fossiles y est interdit par arrêté municipal).

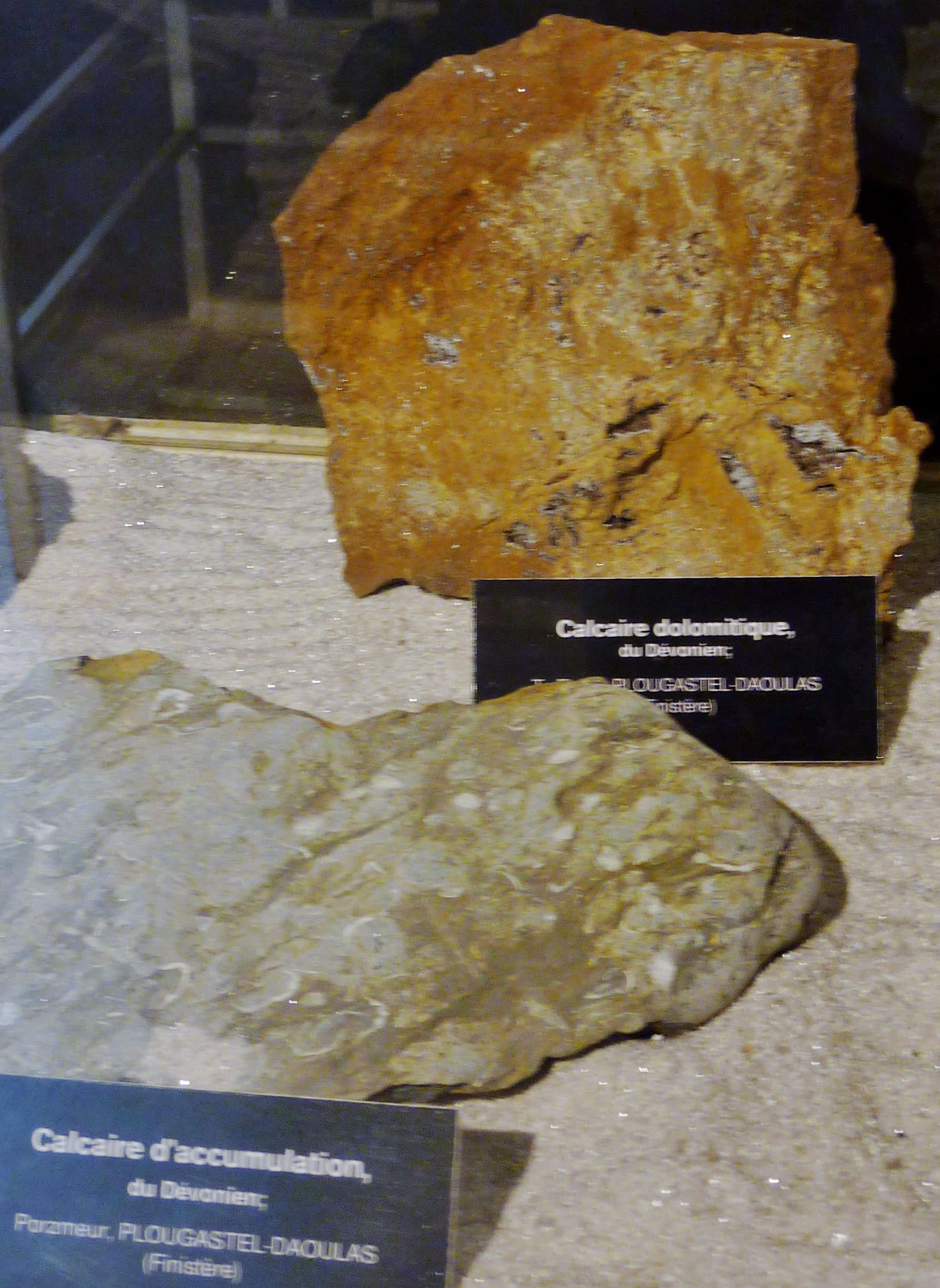
Deux types de calcaire du Dévonien trouvés à Plougastel-Daoulas.

Y. Plusquellec a décrit la Géologie de la presqu'île de Plougastel dans un article publié dans la revue Penn ar Bed.

### Presque une île

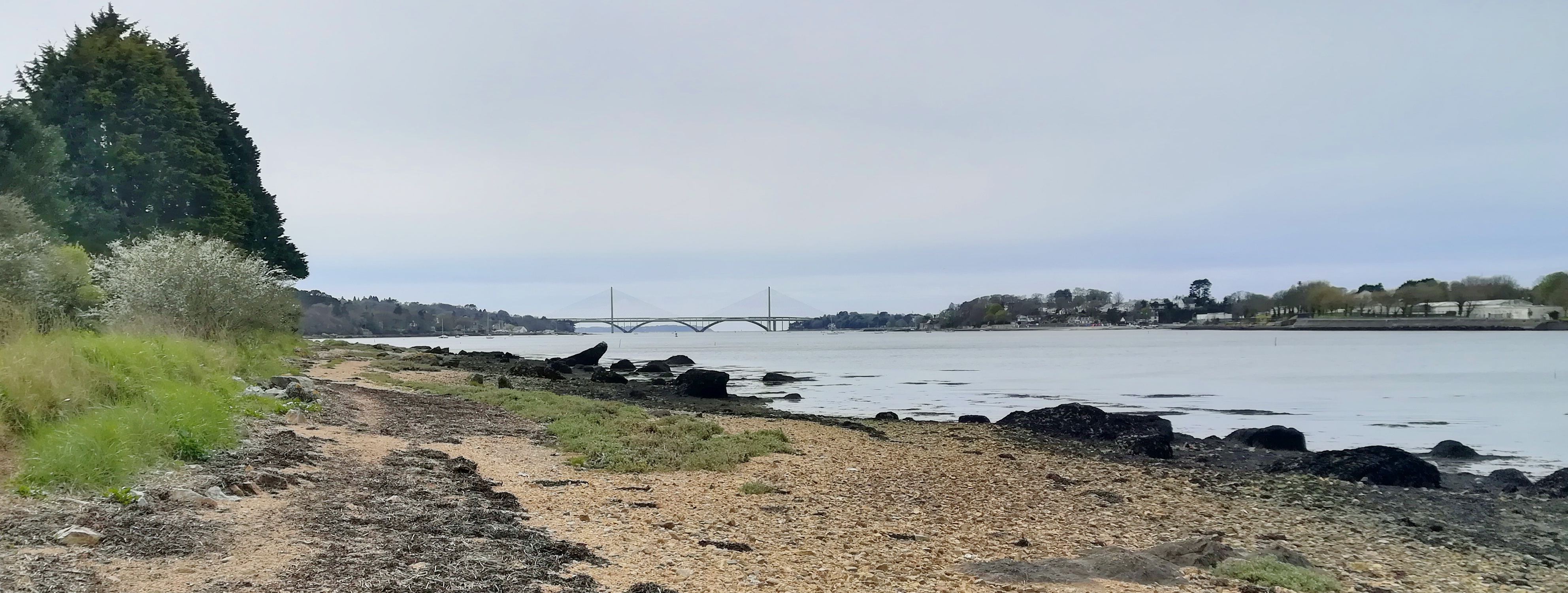
La partie aval de la ria de l'Élorn vue depuis la rive gauche, côté Plougastel-Daoulas ; à l'arrière-plan le pont de l'Iroise.

Plougastel-Daoulas est restée longtemps très isolée, l'Élorn étant un obstacle à ses relations avec l'évêché de Léon et particulièrement avec Brest : avant la construction du pont Albert-Louppe en 1930, seul un bac permettait de franchir l'estuaire (partant du lieu-dit « Le Passage » pour aboutir à un lieu-dit du même nom situé sur l'actuelle commune du Relecq-Kerhuon). La voie terrestre la plus directe vers le Léon demandait alors un long détour par le pont de Rohan à Landerneau. Côté terre, vers l'est, Plougastel-Daoulas n'est limitrophe que d'une seule autre commune : Loperhet. De plus, écrit Le Petit Parisien en 1934 : « La route départementale va jusqu'à Plougastel-Daoulas. À partir de là, on ne trouve plus que des chemins vicinaux si étroits que la petite charrette doit reculer, l'âne ou le veau s'écraser contre la haie, pour que l'auto passe ». De cet isolement séculaire, la commune a conservé de forts particularismes et traditions. Elle a aussi constitué longtemps un isolat démographique (« C'est un fait rare de voir un habitant de Plougastel se marier en dehors de la commune ; si l'un transgresse cette coutume, il est mal vu des autres » écrit le même journal en 1895), d'où la prédominance de certains noms de famille comme Le Gall, Lagathu et Kervella particulièrement (en 1836 la fréquence de certains patronymes était grande : 20 % de "Le Gall", 12 % de "Kervella"), bien décrit dans cet article de 1928 :

« Les habitants de Plougastel, les Plougastel, vivent fort repliés sur eux-mêmes et ne se mêlent guère à ceux des environs. Ils se marient entre eux et les mariages se célèbrent par groupes à des dates traditionnelles. Il en résulte que certains noms, comme par exemple  [sic] Lagathu ou Kervella, sont extrêmement fréquents, et que le nom, le prénom et l'identification du village sont parfois insuffisants pour identifier une personne. Les femmes ne se placent guère en dehors de la presqu'île et il est très rare de voir une domestique porter, en ville, la coiffe de Plougastel. C'est une population riche, ingénieuse, ardente au travail. La culture des primeurs, des fraises surtout, dont le commerce s'étend avec l'Angleterre, constitue sa principale occupation. »

Bien que située en Cornouaille, les Plougastell parlent comme variante de la langue bretonne le dialecte du Léon alors que ceux de Daoulas par exemple parlent le dialecte cornouaillais.
| - Carte topographique de la commune de Plougastel-Daoulas. |

### Passage Saint-Jean et bac de Plougastel
En 1399, les droits du Passage sont cédés par l'abbaye de Daoulas, qui les détenait précédemment, à M. Le Heuc, cette donation étant confirmée en 1407 par Olivier du Chastel.
Un aveu du 3 avril 1670 indique que l'abbaye Notre-Dame-de-Daoulas disposait du tiers des revenus du passage de Treisguinec « servant pour passer et repasser entre les paroisses de Daoulas, Plougastel et Guipavas sur la rivière et bras de mer qui dévalle de la ville et port de Landerneau à Mulgun, le dit passage estant indivis o messire Robert du Louet, seigneur de Coët-Junval, Guillaume de Penencoët, seigneur de Keroual et Jean de la Marre, seigneur de Kereraut, sous la charge de 18 sols de chevrente solidaire due à la seigneurie du Chastel sur le total du dit passage par chacun an ». Le passage était alors affermé « par Alain Piriou, du village de Lesquivit, Guillaume Calvez et Béatrice Kerdoncuff, veuve Hiérome Cavez, demeurant au village du passage de Plougastel, pour en payer par an 27 livres tournois ».
Un texte de 1748 indique que l'abbaye Notre-Dame-de-Daoulas percevait les revenus des dimanche, lundi et mercredi de chaque semaine, mais que le dimanche et le mercredi, peu de monde fréquente le Passage alors que « tous les mardis, il passe beaucoup de monde avec chevaux et charges pour le marché de Brest, le jeudi pour le marché de Gouesnou, le vendredi et samedi pour le marché de Brest-Recouvrance ».
En 1865 est demandée l'amélioration de la route menant du bourg de Plougastel au Passage Saint-Jean en raison « de la complète insuffisance de cette voie, par suite du grand nombre de voitures et de charrettes qui viennent apporter à Kerhuon les produits agricoles de tout le canton ». En 1880, un quai, ainsi que des travaux de déroctage, sont financés par le département. En 1886, le prix du passage est alors de 10 centimes pour les piétons et de 50 centimes pour les voitures : on ne peut passer que deux voitures à la fois.
Le franchissement de l'Élorn était souvent périlleux :

« Comme la rivière est orientée à l'ouest, dans la direction du goulet, la mer y est grosse dans les tempêtes de l'ouest et du sud-ouest, et le passage du bac souvent impossible : les grands vents d'est produisent aussi un ressac assez violent pour empêcher parfois l'accostage des cales et compromettre la sécurité des bateaux dans la crique, qui a 100 m de longueur sur 50 m de largeur. Cette crique sert d'abri aux bateaux dits de Plougastel qui font exclusivement, dans la rade de Brest, le service des transports. [...] Ce batelage [...] emploie une centaine de bateaux. »

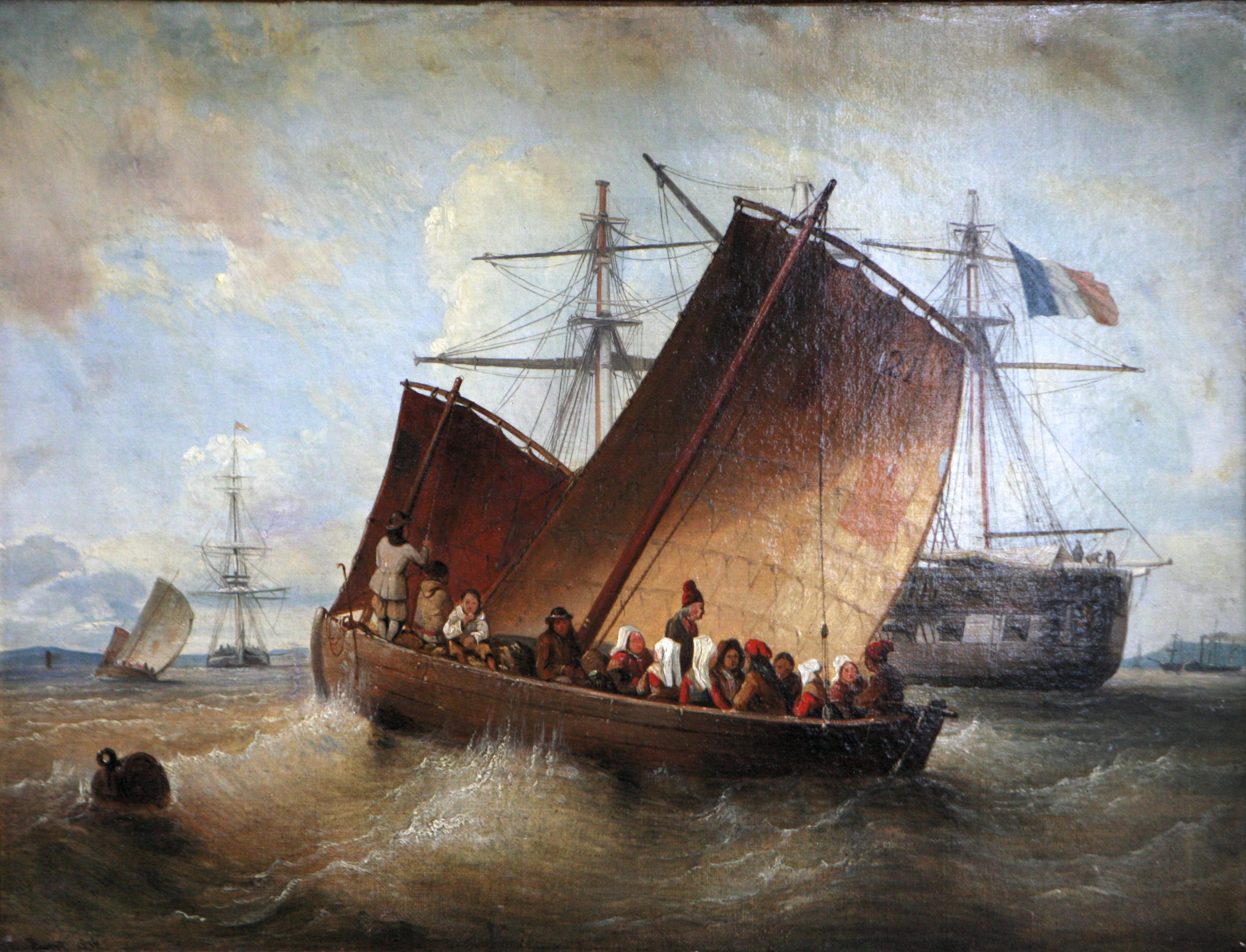
La barque de Plougastel (Ferdinand Perrot, 1808-1841).

Le 24 juin 1890, jour du pardon de la Saint-Jean, un dramatique accident survint : la foule des pèlerins vers 5 h de l'après-midi, se pressait sur la passerelle en bois, longue de 50 mètres environ, qui servait à l'embarquement au Passage Saint-Jean, prenant d'assaut les vapeurs au fur et à mesure qu'ils se présentaient. La passerelle s'effondra et une centaine de personnes tombèrent à l'eau. Il y eut au moins 7 noyés.

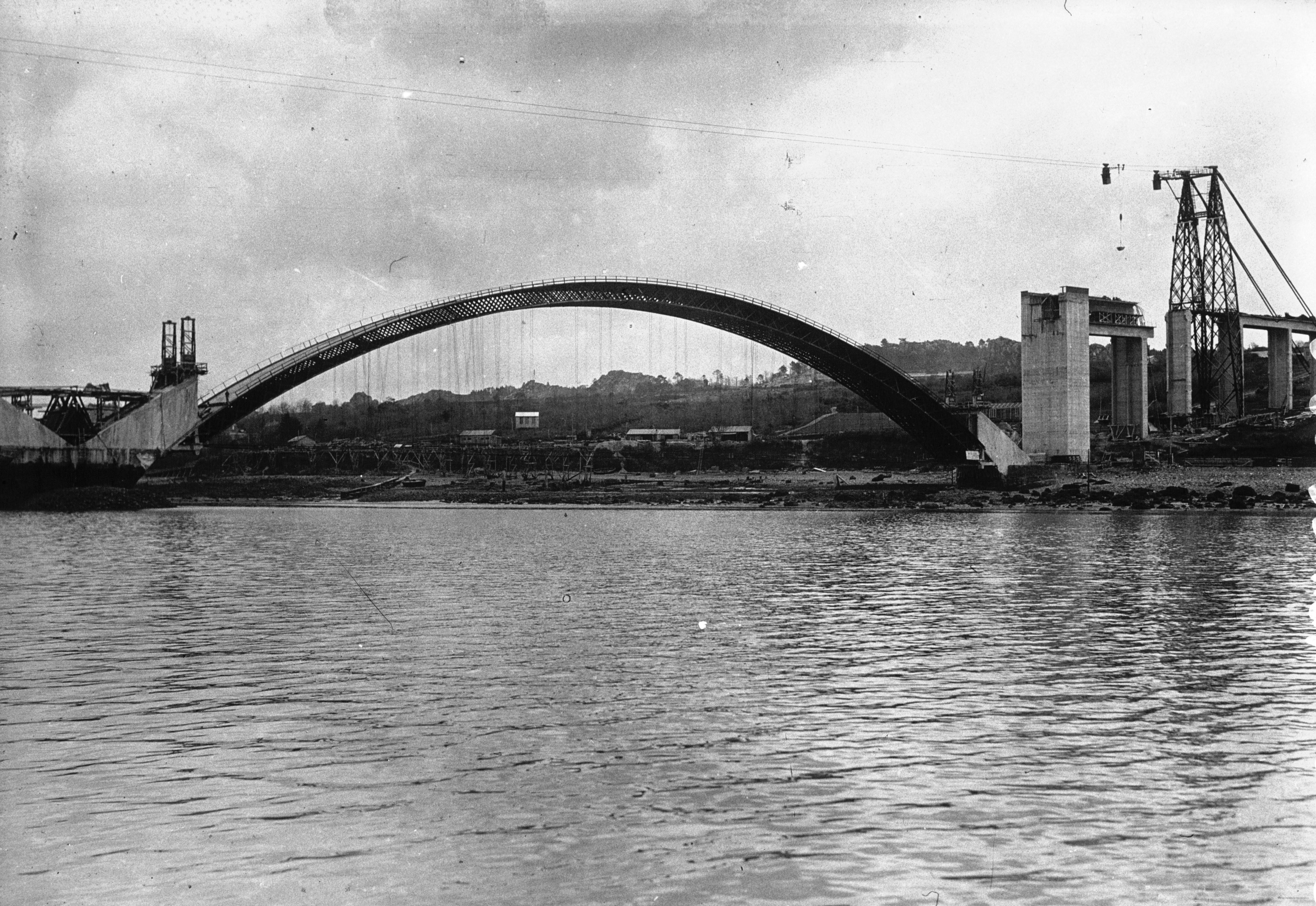
Le pont de Plougastel en construction (1928).

Albert Clouard décrit comme suit la traversée en 1892 :

« Débarqués à la station de Kerhuon, nous gagnons les bords de l'Élorn et montons dans un bac près de quitter le bord. Des femmes de retour du marché, fortes, épanouies, rieuses, empoignent les gigantesques avirons et s'amusent à ramer en chantant une chanson, tandis que les bateliers, heureux de ce repos momentané, rient des provocantes poses qu'elles prennent en se rejetant en arrière avec effort. Elles portent des coëffes aux ailes recourbées, aux rubans flottants, des ceintures de couleur et quelques-unes de courtes pèlerines à capuchon. Les mariniers sont coiffés d'un bonnet de laine rouge pareil à celui des forçats, sanglés d'une large ceinture de même teinte et vêtus d'un gilet blanc ou bleu garni de boutons d'os. »

Le Passage Saint-Jean ou Passage de Kerhuon était vital pour l'économie locale comme en témoigne ce texte de 1886 :

« La rive [de l'Élorn, côté Plougastel] très verdoyante est surmontée de rochers bizarres qui affectent la forme de ruines. Le chemin monte au milieu de vergers et de champs à la végétation assez riche : c'est ici en effet que l'on récolte le plus de fruits de toute la campagne environnante, la culture de la fraise surtout s'y fait sur une grande échelle et rien, paraît-il, n'est plus curieux, au moment de la saison, que les longues théories de voitures alignées le long de la route, attendant leur tour, pour passer à l'aide du bac sur l'autre rive et conduire leur chargement à la gare [de Kerhuon] : la plus grande partie de ces fruits se vend pour l'Angleterre. »

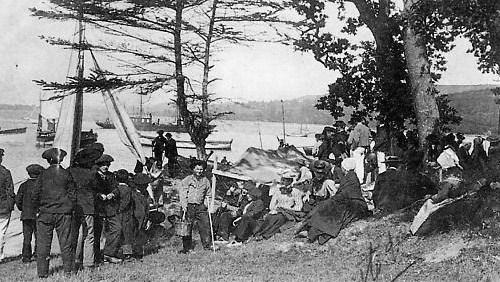
Le pardon de la Saint-Jean à Plougastel vers 1900.

En 1897, Tancrède Martel fait cette description du Passage Saint-Jean :

« Le passeur est là, qui m'attend. Une figure de vieux pêcheur, tannée et cuite sous le béret. [...] Moyennant la modique somme de deux sous, j'embarque, le vieux allume sa pipe et se met à la voile, et trois minutes après, me voici devant le minuscule port du Passage, un vrai port-joujou avec un quai en miniature, borne cerclée de fer, hutte de douanier et, se balançant sur les flots, trois ou quatre barques de pêcheurs. »

Une curiosité naturelle distrayait les voyageurs : le puits du Cosquer, près du Passage Saint-Jean, bien que constitué d'eau douce, voyait son niveau baisser à marée descendante et monter à marée montante.
Le bac à vapeur, mis en service en juin 1907, ne fonctionnait qu'à certaines heures du jour, ce qui souleva des protestations des habitants, mécontents de la raréfaction du service et de l'augmentation du coût du passage, réclamant même la remise en service du bac à rames ou à voiles antérieur, qui assurait un passage toutes les demi-heures dans la journée. En dehors des périodes de fonctionnement, il fallait faire le détour par Landerneau pour gagner Brest ou tout autre endroit du Léon.
La mise en service du pont de Plougastel (pont Albert-Louppe) en 1930 provoqua l'arrêt du bac entre les deux Passages, mais une reprise momentanée du trafic se produisit pendant la Seconde Guerre mondiale en raison de la destruction de l'une des arches du pont.

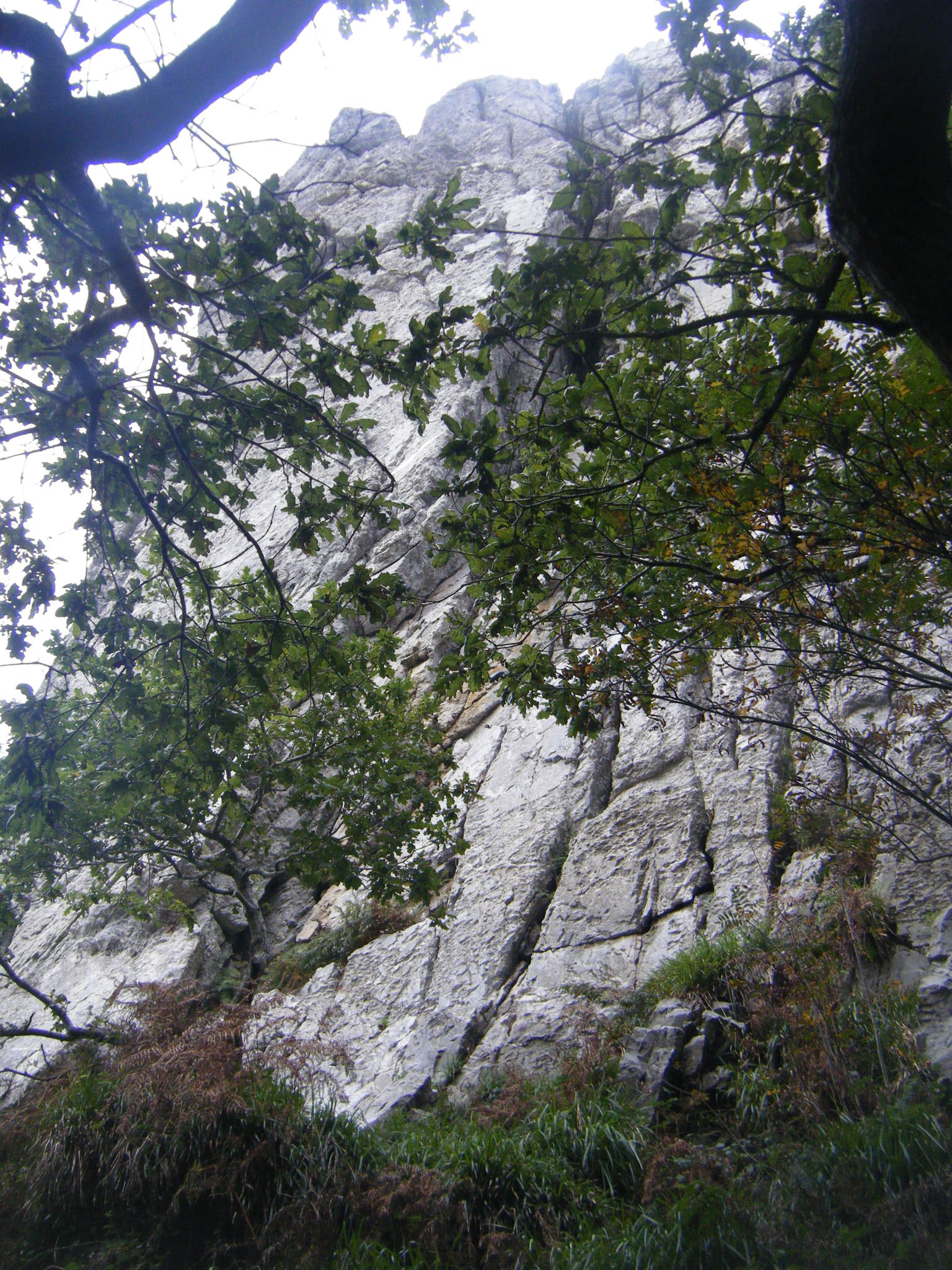
Roch Koad Pehen, rocher d'escalade à Plougastel-Daoulas.
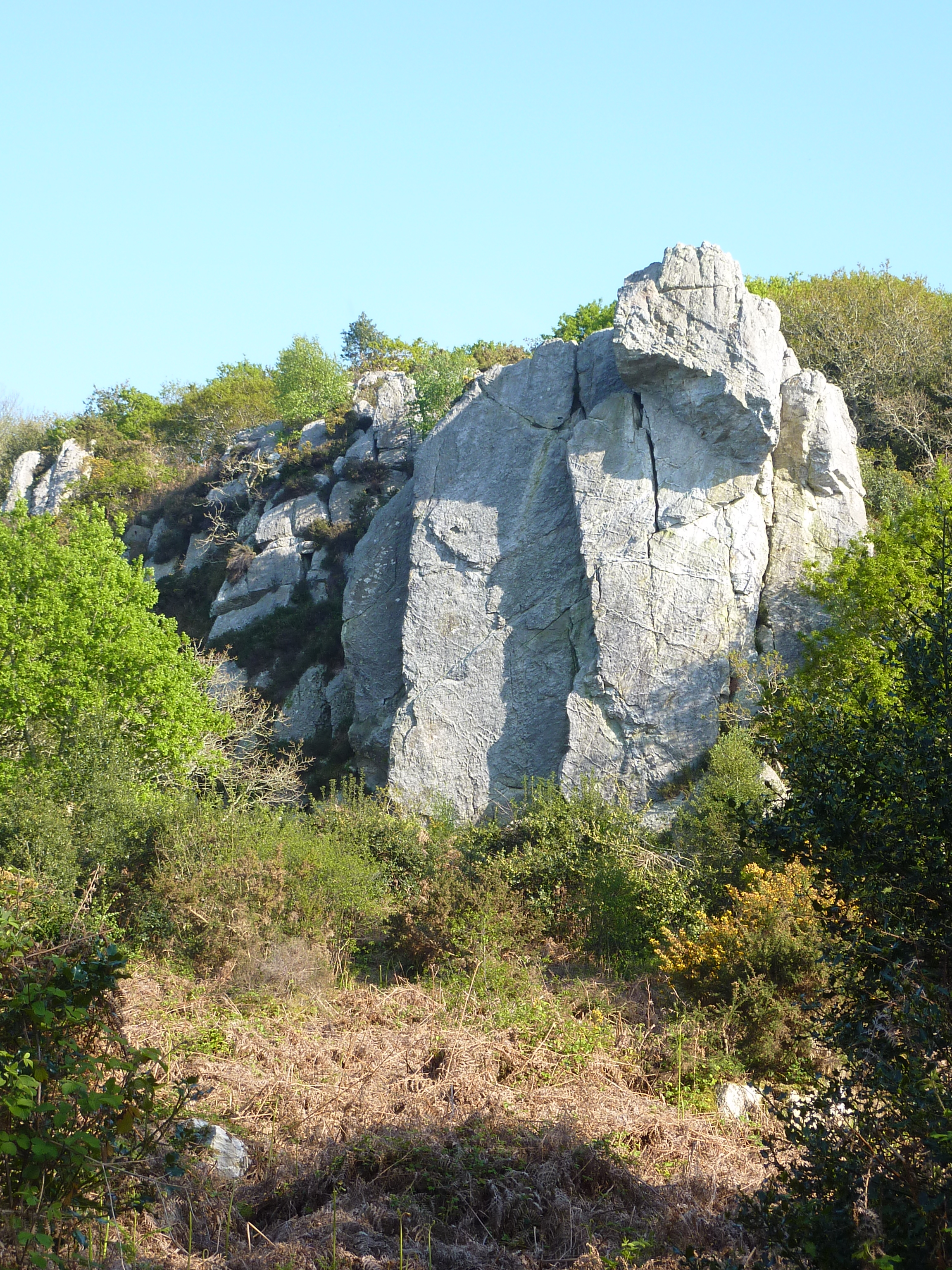
Plougastel-Daoulas : un des rochers dominant l'Élorn.
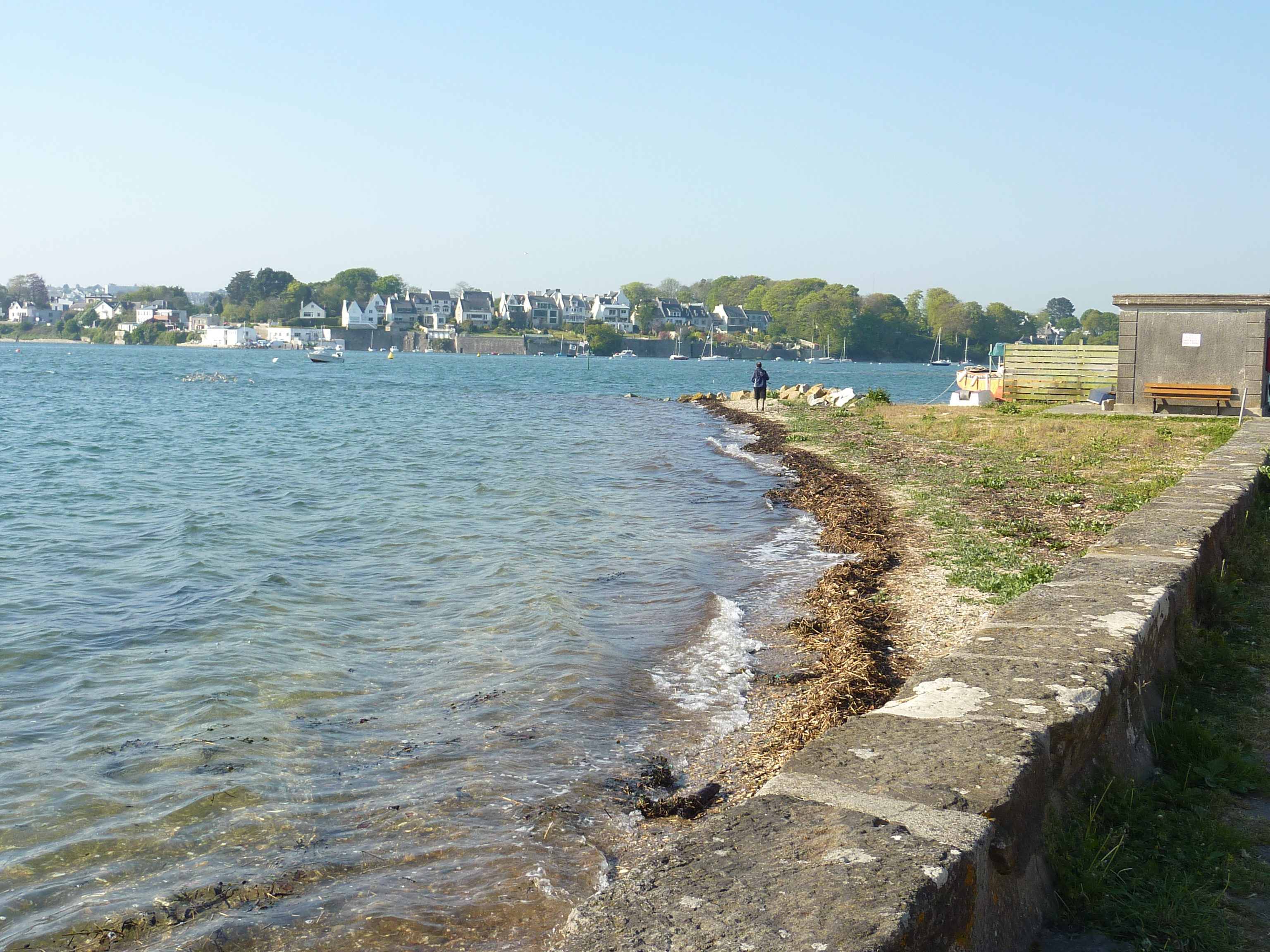
Le Passage côté Plougastel et à l'arrière-plan le Passage côté Le Relecq-Kerhuon.
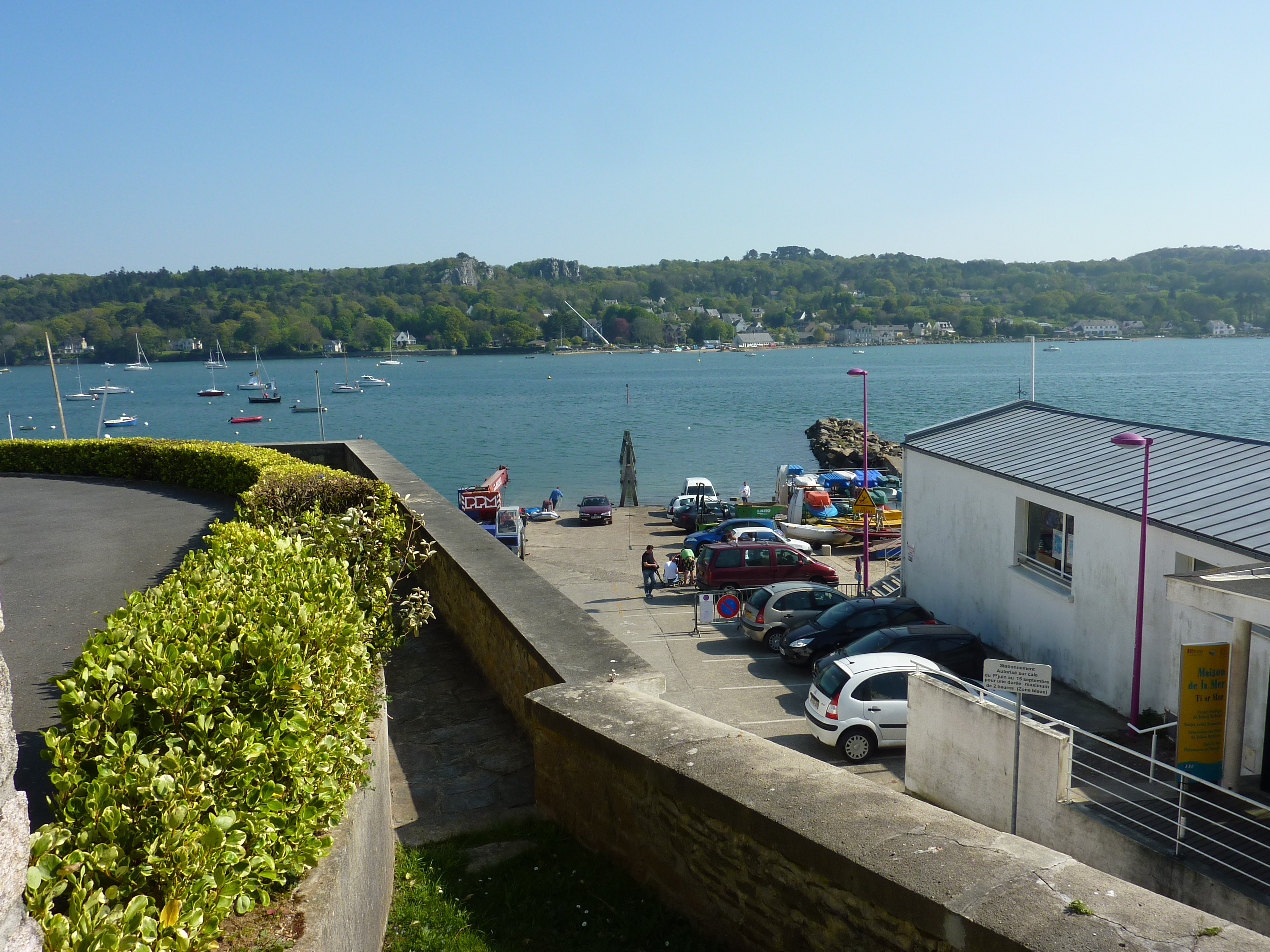
La cale du Passage au Relecq-Kerhuon et à l'arrière-plan, le Passage côté Plougastel-Daoulas.
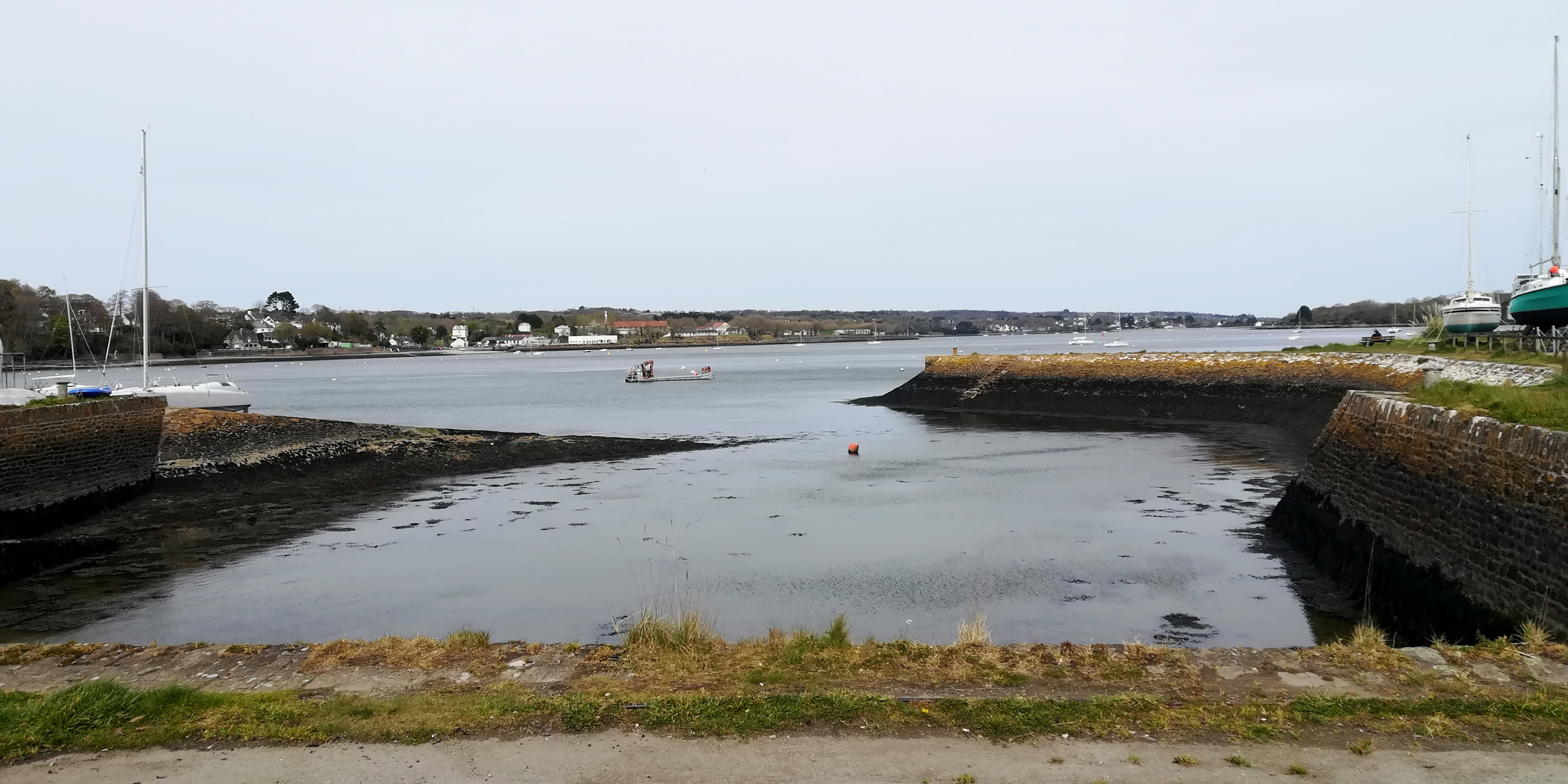
Le port du Passage côté Plougastel-Daoulas.

Des liaisons maritimes reliaient aussi Plougastel à la presqu'île de Crozon. Par exemple, le 31 août 1924, une barque de pèlerins, le Notre-Dame-de-Rumengol, qui se rendaient au pardon de Sainte-Anne-la-Palud, chavire dans le port du Tinduff, l'accident faisant deux noyés parmi la douzaine de personnes qui l'occupaient.

### Tradition de la construction navale
Jusqu'au XVIIIe siècle, la construction navale était disséminée dans de nombreux petits chantiers tout au long des grèves de la presqu'île, le plus important étant celui de Lauberlac'h, d'autres existant au Caro, au Squiffiec, au Cap, à Larmor, à Penn ar Ster, à Illien-ar-Guen, etc. disparaissant progressivement les uns après les autres dans le courant des XIXe et XXe siècles ; ces chantiers construisent essentiellement deux types de bateaux :
- des gabares, d'une longueur moyenne de 9,50 mètres et d'une largeur moyenne de 3,30 mètres, jaugeant en moyenne 14 à 15 tonneaux, portant une voile carrée accrochée à un mât unique et destinées au transport du fret et des personnes. Au début du XIXe siècle, une vingtaine de gabares étaient armées à Plougastel et 14 encore à la fin du même siècle, desservant Brest et les ports de la rade de Brest ;
- des chaloupes, d'une longueur de 7 mètres environ, non pontées, mais gréées de deux mâts fixes, sont également construites et utilisées, servant à divers usages comme le dragage des huîtres, du maërl et du goémon, ainsi que la pêche, mais utilisées aussi pour le transport des personnes.

### «Villages»

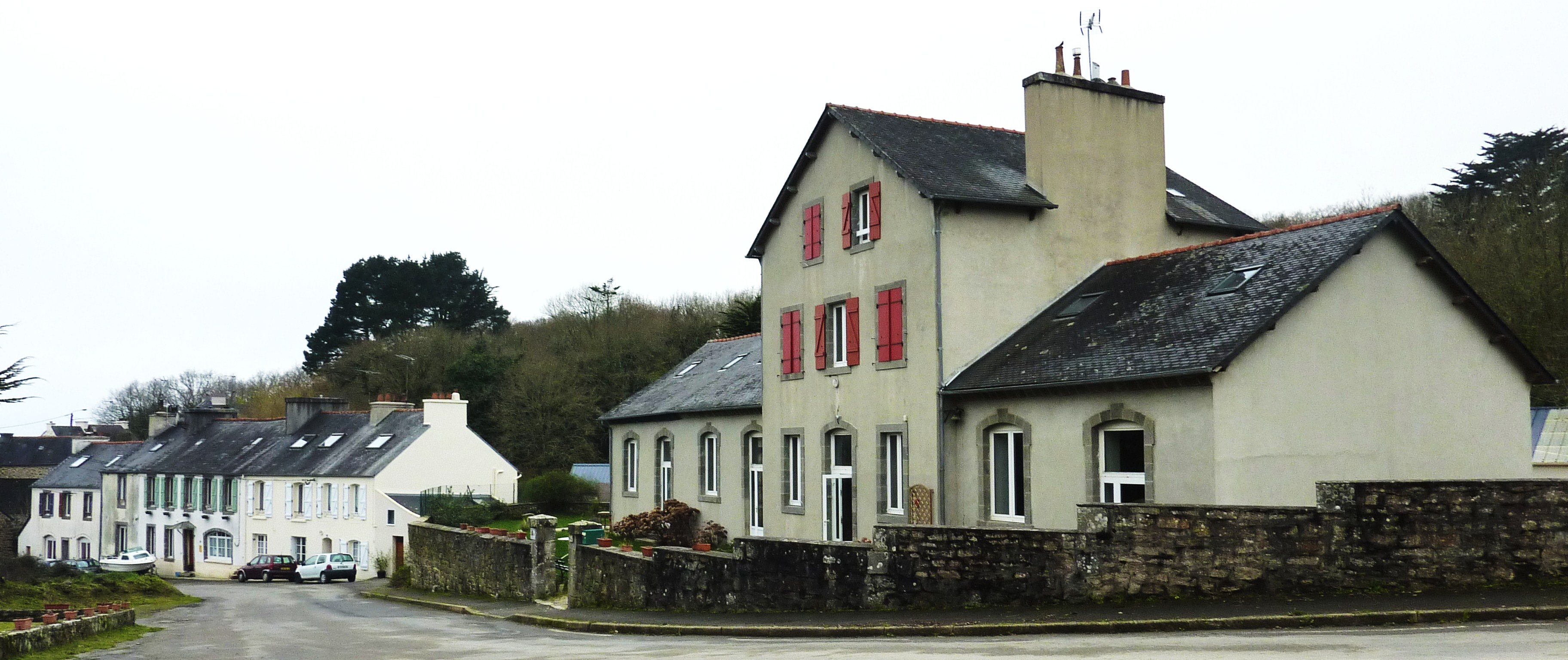
L'un des « villages » de Plougastel : Saint-Adrien et son ancienne école de hameau.

Sa population est répartie, outre le bourg, dans 157 villages, ce qui en fait un casse-tête remarquable en ce qui concerne l'assainissement, la desserte routière et l'application de la loi littoral.
Certains de ces villages abritent depuis longtemps une population nombreuse : par exemple en 1890 Keralliou avait 118 habitants, Lesquivit avait 73 habitants, Lauberlac'h 36 habitants. Plusieurs « villages » possédaient une école : par exemple Sainte-Christine ou encore Saint-Adrien qui a compté un moment trois écoles : deux écoles privées catholiques et une école publique.
La quasi-totalité des villages porte des toponymes bretons dont l'évolution graphologique et la signification a fait l'objet d'une étude approfondie.

### Plougastel, un «jardin»
Plougastel est depuis longtemps renommé pour son agriculture maraîchère, caractéristique de la Ceinture dorée bretonne dont la presqu'île est un prolongement, comme le décrit Victor-Eugène Dumazet en 1893 :

« Les gens de Plougastel sont d'infatigables jardiniers et de vaillants marins, des jardiniers surtout. La partie de leur péninsule qui regarde vers le sud, abritée des vents du nord et de l'ouest par les rochers riverains de l'Élorn, baignée par les flots tièdes, jouit d'un climat fort doux ; aussi bien des cultures qui semblent impossibles en Bretagne, y prospèrent-elles. Déjà il y a cent ans, quand ce pays était sans route et, naturellement, sans chemin de fer, alors qu'il était difficile d'expédier les produits du sol, Cambry signalait avec étonnement la culture des melons de plein champ ; on les préservait des gelées blanches avec des débris de verre. On cultivait aussi les petits pois à l'abri de plants de genets pour les préserver du vent du nord. “Vous n'êtes plus dans la Bretagne, s'écriait le voyageur : les fraises, la framboise, la rose, la jonquille, la violette et l'églantier couvrent les champs chargés d'arbres fruitiers ; le cerisier, le prunier, le pommier descendent jusqu'au rivage.” Les légumes devançaient de six semaines la végétation, même à deux lieues de là. »

### Désormais ville-dortoir
La construction du pont Albert-Louppe (dit aussi « pont de Plougastel ») en 1930, puis celle du pont de l'Iroise (qui a permis de mettre fin aux embouteillages liés aux migrations pendulaires que provoquait l'ancien pont à deux voies), ont mis fin à l'isolement de la commune, traversée par la voie express venant de Brest et la reliant à Quimper et Nantes. Malgré des réticences, la commune a adhéré dès sa création à la communauté urbaine de Brest, devenue Brest métropole océane (BMO). Incorporée désormais dans l'agglomération brestoise, la commune a connu un essor démographique remarquable ces dernières décennies, devenant une banlieue-dortoir aisée de Brest, particulièrement sur son littoral nord, face au port de Brest (« villages » de Keraliou et ses voisins) ainsi qu'à la périphérie du bourg traditionnel qui a considérablement grossi. Des zones commerciales se sont développées aux alentours des deux échangeurs routiers qui desservent la commune.
Un certain particularisme demeure toutefois : lors de la constitution en 1974 de la communauté urbaine de Brest, ancêtre de Brest métropole océane, parmi les huit communes fondatrices, Plougastel-Daoulas fut la commune où la majorité approuvant sa création fut la plus faible.

### Hydrographie
Pour un article plus général, voir Réseau hydrographique du Finistère.
La commune est située dans le bassin Loire-Bretagne. Elle est drainée par divers petits cours d'eau,.

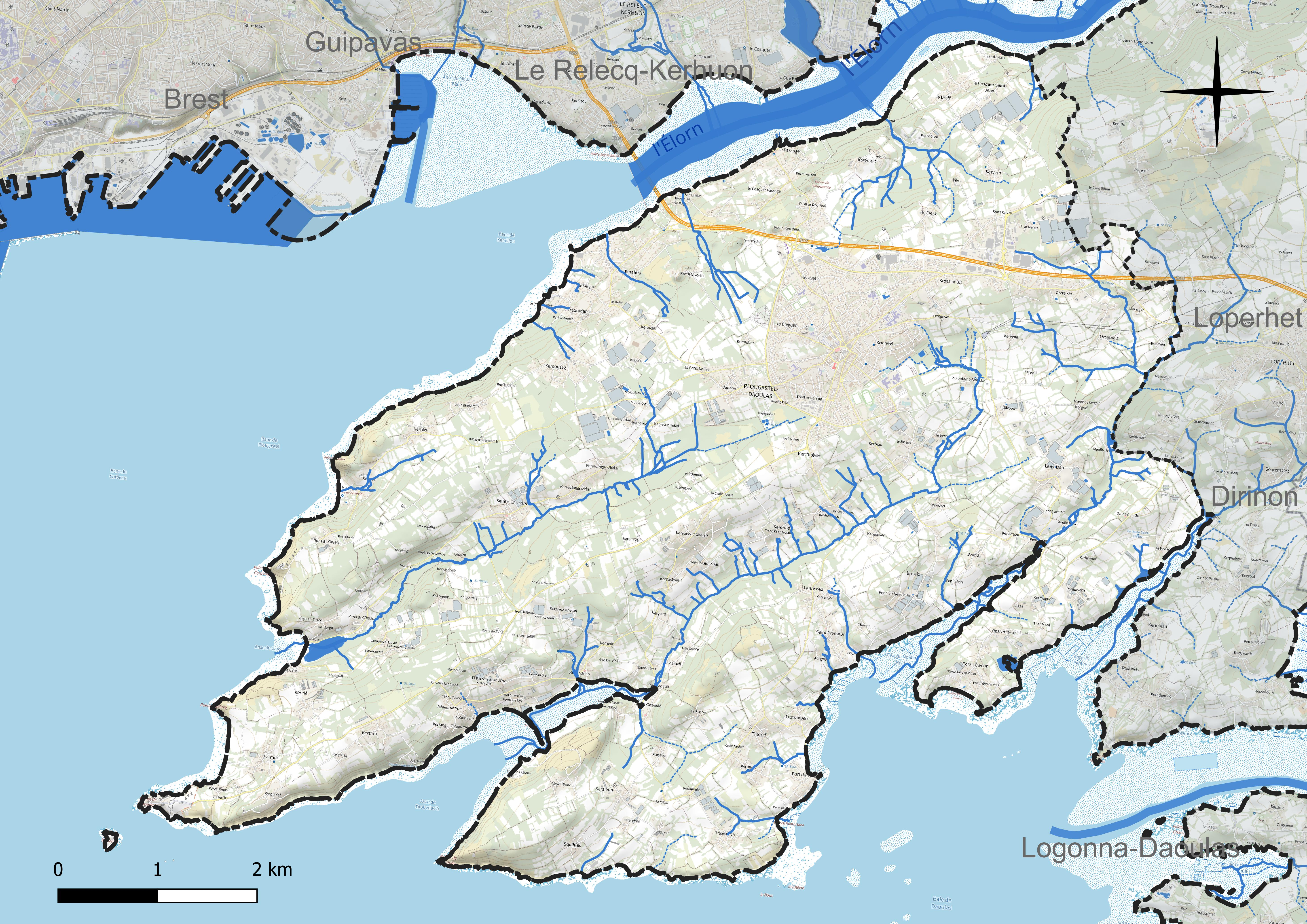
Réseau hydrographique de Plougastel-Daoulas.

### Climat
Pour des articles plus généraux, voir Climat de la Bretagne et Climat du Finistère.
En 2010, le climat de la commune est de type climat océanique franc, selon une étude du CNRS s'appuyant sur une série de données couvrant la période 1971-2000. En 2020, Météo-France publie une typologie des climats de la France métropolitaine dans laquelle la commune est exposée à un climat océanique et est dans la région climatique Finistère nord, caractérisée par une pluviométrie élevée, des températures douces en hiver (6 °C), fraîches en été et des vents forts. Parallèlement l'observatoire de l'environnement en Bretagne publie en 2020 un zonage climatique de la région Bretagne, s'appuyant sur des données de Météo-France de 2009. La commune est, selon ce zonage, dans la zone « Littoral », exposée à un climat venté, avec des étés frais mais doux en hiver et des pluies moyennes.
Pour la période 1971-2000, la température annuelle moyenne est de 11,3 °C, avec  une amplitude thermique annuelle de 10,5 °C. Le cumul annuel moyen de précipitations est de 1 111 mm, avec 16,8 jours de précipitations en janvier et 8,4 jours en juillet. Pour la période 1991-2020, la température moyenne annuelle observée sur la station météorologique la plus proche, située sur la commune de Guipavas à 7 km à vol d'oiseau, est de 11,7 °C et le cumul annuel moyen de précipitations est de 1 229,8 mm,. Pour l'avenir, les paramètres climatiques de la commune estimés pour 2050 selon différents scénarios d'émission de gaz à effet de serre sont consultables sur un site dédié publié par Météo-France en novembre 2022.

## Urbanisme

### Typologie
Au 1er janvier 2024, Plougastel-Daoulas est catégorisée ceinture urbaine, selon la nouvelle grille communale de densité à 7 niveaux définie par l'Insee en 2022.
Elle appartient à l'unité urbaine de Brest, une agglomération intra-départementale dont elle est une commune de la banlieue,. Par ailleurs la commune fait partie de l'aire d'attraction de Brest, dont elle est une commune de la couronne,. Cette aire, qui regroupe 68 communes, est catégorisée dans les aires de 200 000 à moins de 700 000 habitants,.
La commune, bordée par la mer d'Iroise, est également une commune littorale au sens de la loi du 3 janvier 1986, dite loi littoral. Des dispositions spécifiques d'urbanisme s'y appliquent dès lors afin de préserver les espaces naturels, les sites, les paysages et l'équilibre écologique du littoral, tel le principe d'inconstructibilité, en dehors des espaces urbanisés, sur la bande littorale des 100 mètres, ou plus si le plan local d'urbanisme le prévoit.

### Occupation des sols

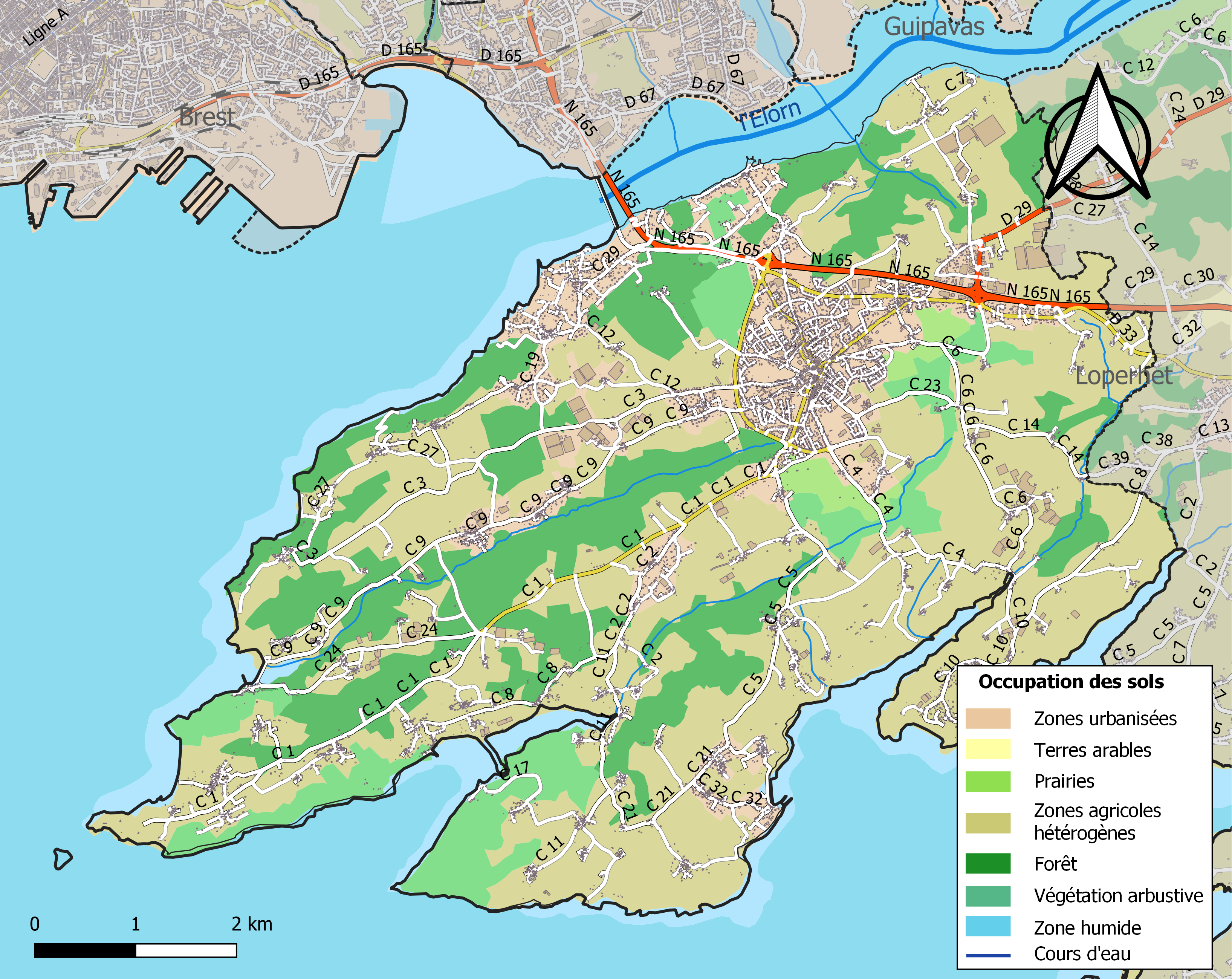
Carte des infrastructures et de l'occupation des sols de la commune en 2018 (CLC).

Le tableau ci-dessous présente l'occupation des sols de la commune en 2018, telle qu'elle ressort de la base de données européenne d'occupation biophysique des sols Corine Land Cover (CLC).
| Type d'occupation                                                                   | Pourcentage | Superficie (en hectares) |
| ----------------------------------------------------------------------------------- | ----------- | ------------------------ |
| Tissu urbain discontinu                                                             | 13,1 %      | 619                      |
| Zones industrielles ou commerciales et installations publiques                      | 1,6 %       | 76                       |
| Prairies et autres surfaces toujours en herbe                                       | 1,3 %       | 61                       |
| Systèmes culturaux et parcellaires complexes                                        | 52,4 %      | 2 476                    |
| Surfaces essentiellement agricoles interrompues par des espaces naturels importants | 1,3 %       | 60                       |
| Forêts de feuillus                                                                  | 21,8 %      | 1 028                    |
| Landes et broussailles                                                              | 5,4 %       | 253                      |
| Forêt et végétation arbustive en mutation                                           | 2,2 %       | 105                      |
| Zones intertidales                                                                  | 0,7 %       | 32                       |
| Estuaires                                                                           | 0,2 %       | 9                        |
| Mers et océans                                                                      | 0,1 %       | 2                        |
| Source : Corine Land Cover                                                          |             |                          |

L'occupation des sols montre la prédominance des zones agricoles hétérogènes (53,7 %) sur les forêts (21,8 %), les zones urbanisées (13,1 %), la végétation arbustive et/ou herbacée (7,6 %), les zones industrielles ou commerciale (1,6 %), les prairies (1,3 %), les zones humides maritimes (0,7 %) et les eaux maritimes (0,3 %). Les terres agricoles ont conservé leur structure bocagère. Les zones urbanisées et les zones industrielles ou commerciales ont gagné du terrain au cours de ces dernières années. Les zones urbanisées occupaient 395 ha en 1990 contre 619 ha en 2018. Les zones industrielles ou commerciales occupaient 34 ha en 1990 contre 76 ha en 2018.

## Toponymie
Son nom Plougastel signifie « Paroisse du château ». Le nom vient de plou, paroisse, commune, et gastel (sans la mutation, kastell), qui veut dire château.
La paroisse s'est d'abord appelée Gwikastell, nom que porta aussi une famille noble de la paroisse, dont un des représentants, Hervé de Guicastel, mourut abbé de Daoulas en 1281.
Son nom a varié dans le temps : Plebs Castelli ou Plebe Castello (au XIe siècle), Ploecastel (en 1173), Ploecastell (en 1186), Plebs Petri (vers 1330), Guic Castelle (vers 1330), Guicastell (en 1405), Ploegastel Doulas (en 1535) avant de prendre son nom actuel en 1779.
Paroisse fondée vers le VIe siècle, très étendue (son territoire englobait les paroisses ou communes actuelles de Loperhet, Dirinon, Saint-Urbain, Saint-Thomas de Landerneau et le nord de Daoulas), Plougastel est née dans la forêt de Thalamon qui couvrait à l'époque toute la rive gauche de l'Élorn.
Le nom de « Plougastel » est mentionné pour la première fois au XIe siècle dans le cartulaire de Landévennec.
Le nom de la commune en breton moderne est Plougastell-Daoulaz.

## Histoire

### Préhistoire
Le site archéologique du Rocher de l'Impératrice à Plougastel-Daoulas, est un abri sous roche d'environ 10 mètres de long et deux à trois mètres de profondeur, installé au pied de la grande barre de grès armoricain qui affleure le long de la rive gauche de la basse vallée de l'Élorn qui se jette dans la rade de Brest. Découvert lors de la tempête de 1987 par Michel Le Goffic, archéologue départemental du Finistère, il est fouillé depuis 2013 par une équipe de l'Université de Nice Sophia Antipolis dirigée par Nicolas Naudinot. Ce site n'a livré aucun vestige osseux (dont la conservation est rare dans les sols acides) mais des outils en silex (dont des pièces à dos aziliennes à deux pointes opposées, probablement apportées par les chasseurs-cueilleurs car il n'existe pas de gisement de silex sur le Massif armoricain) ainsi que des plaquettes d'art mobilier de schiste gravées, datées d'environ 12 500 av. J.-C. selon plusieurs datations radiocarbones. Si la plupart de ces éléments sont fragmentaires, certains montrent des signes géométriques mais aussi quelques représentations très figuratives sous la forme d'aurochs (dont l'« aurochs rayonnant ») et de chevaux. Les archéologues estiment que cet abri sous roche pourrait avoir servi de camp de chasse pour des opérations menées dans l'actuelle rade de Brest qui était alors une grande étendue steppique. Ces gravures préhistoriques datent de l'Azilien ancien, une période comprise entre le Magdalénien et le Mésolithique. Les témoignages artistiques sont particulièrement rares pour cette période en Europe et les vestiges du Rocher de l'Impératrice constituent les plus anciennes traces d'art de Bretagne.
Des menhirs se trouvent près des villages de Lesquivit, de Lanvrizan et du Carn.

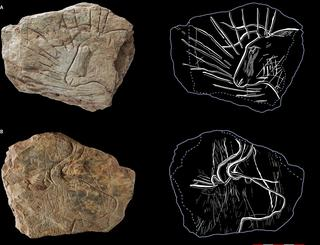
Plaquette avec ornementation bifaciale : côté A) tête d'aurochs entourrée de rayons; côté B) tête d'aurochs (photos N. Naudinot; croquis C. Bourdier)[55].
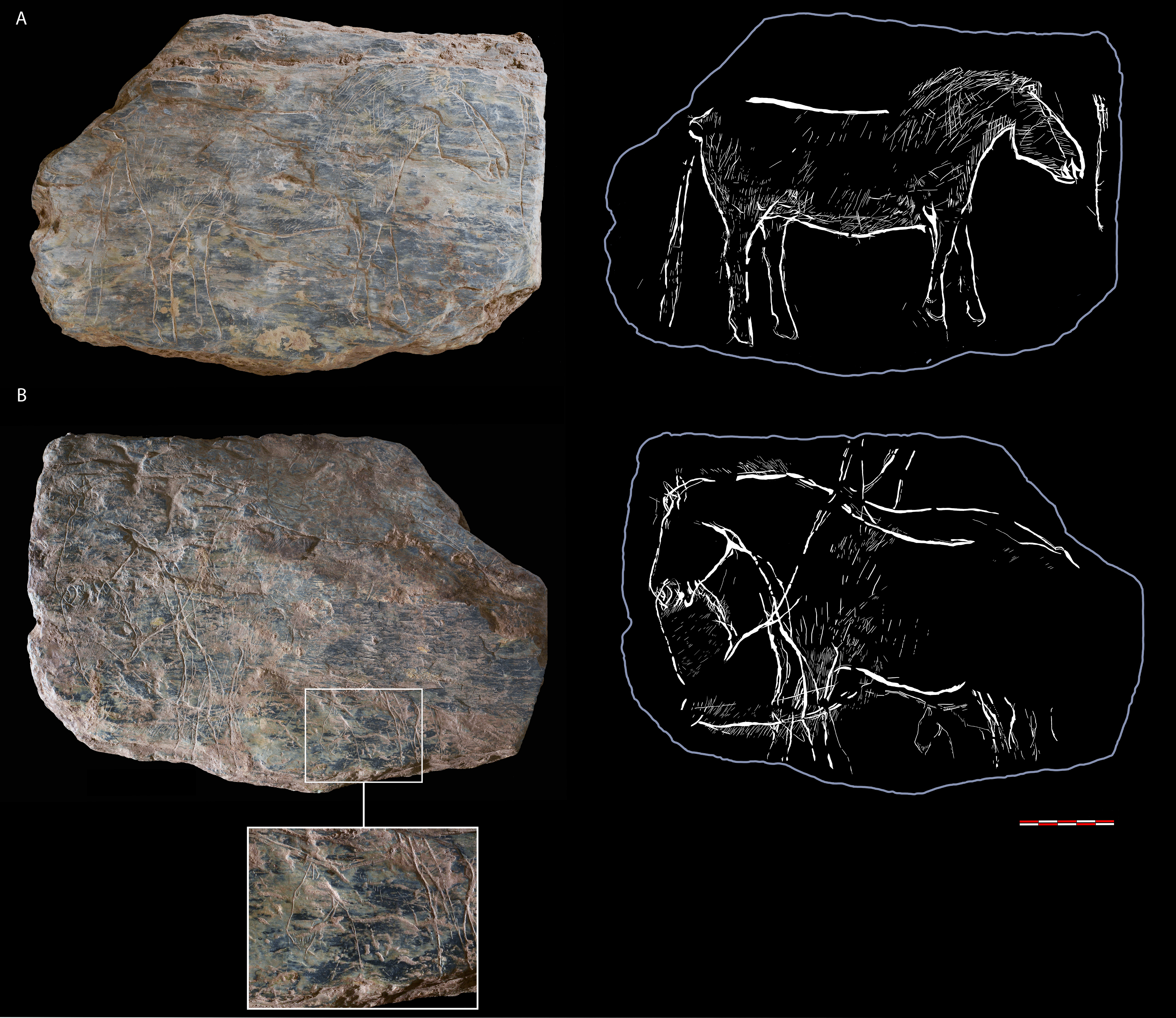
Plaquette avec ornementation bifaciale : côté A) cheval complet ; côté B) composition spéciale de deux chevaux[55].

### Antiquité

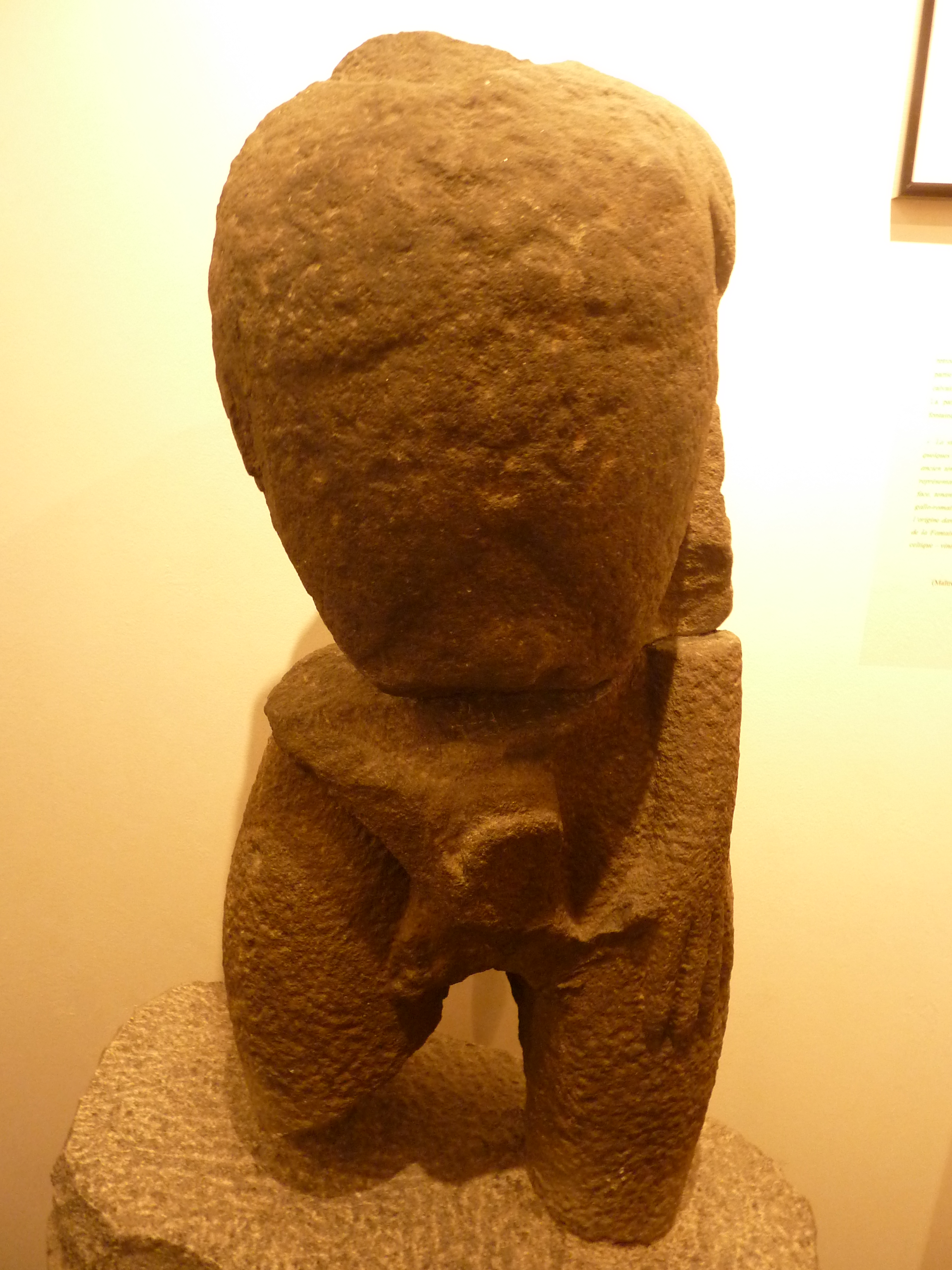
La statue du dieu de la fécondité trouvée dans la chapelle de la Fontaine-Blanche (Musée de la fraise et du patrimoine de Plougastel).

Plougastel aurait été à l'origine un oppidum (situé à Roc'h-Nivelen, le rocher des prêtres en français), un refuge habité dès le Néolithique. Naturellement protégé par sa configuration de presqu'île et son armature de rochers, aux confins de la Domnonée, peut-être le lieu dénommé Merthyr où, en 874, le roi Salaün, après avoir commis le meurtre d'Erispoë, aurait été tué par Gurwand et Paskweten (mais ce lieu est plus souvent identifié comme étant La Martyre, dans le même département actuel du Finistère).
Le site de Fontaine Blanche correspond à un ancien lieu de culte païen où les Celtes honoraient la déesse de la fécondité, dont la statue fut retrouvée sous le calvaire et se trouve désormais au musée de la fraise. Le nom du lieu-dit  Feunteun Wenn peut se traduire en français par fontaine blanche, mais aussi par fontaine sacrée, gwenn (provenant du gaulois vindo) voulant aussi dire sacré,.
Un vase d'argile contenant des pièces de monnaie romaines fut découvert au XIXe siècle sur la grève de Porsguen (Porz Gwenn), port d'échouage à l'époque, et des médaillons romains à Fontaine-Blanche.
Une probable stèle de l'âge du fer, peut-être réutilisée en borne milliaire bien qu'anépigraphe, a été trouvée à Lanvrizan. Certains ont fait l'hypothèse qu'une voie antique passerait non loin du lieu de découverte.

### Moyen Âge

#### Haut Moyen Âge
L'archidiaconé de Plougastel était l'un des deux archidiaconés du diocèse de Tréguier, correspondant au territoire situé entre les rivières de Lannion et de Morlaix, et n'avait rien à voir avec Plougastel-Daoulas.
Plougastel fit partie de la vicomté de Léon, dont le siège était à Landerneau. En 1186, le vicomte Hervé II de Léon, cède les dîmes de certains villages à l'abbaye de Daoulas, qui peu à peu contrôle la majeure partie de la paroisse. Comme cette abbaye dépendait de l'évêché de Cornouaille, Plougastel est donc désormais inclut dans la Cornouaille.
Au XIIe siècle, un château-fort dominant l'Élorn, datant de la même époque que celui de La Roche-Maurice, aurait existé à Kérérault. Le nom d'un seigneur y habitant est connu : Jehan III de Kererault, qui serait mort de la peste et dont le tombeau est signalé en 1780 dans une chapelle proche, désormais disparue. Un manoir lui a succédé, acheté en 1863 par l'amiral Joseph Romain-Desfossés.

#### Seigneuries de Plougastel

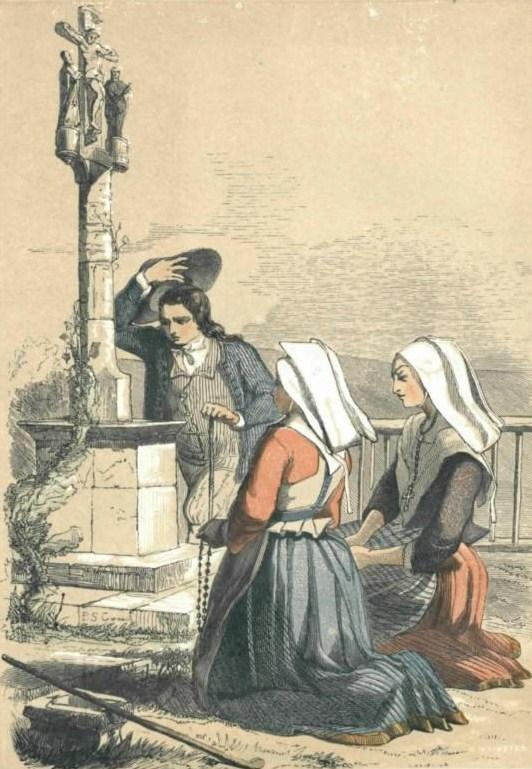
Plougastel : femmes priant devant un calvaire (dessin d'Hippolyte Bellangé, 1844).

Les seigneuries étaient alors nombreuses à Plougastel :
- la seigneurie de la Villeneuve (Kernevez), aux mains de la famille L'Audren ;
- la seigneurie de Pen ar Hoat (ou Pencoat, ou Penancoët), aux mains de la famille Penancoët ;
- la seigneurie de Kerahelan, aux mains de la famille Huon (qui possédait aussi la seigneurie de Kerliezec en Dirinon) ;
- la seigneurie de Kerverny (ou Kervern), aux mains de la famille Gouzabatz ;
- la seigneurie de Kérérault (ou Kererot), aux mains de la famille Kérérault ;
- la seigneurie de Kernisi, aux mains de la famille Kerguern (qui possédait aussi la seigneurie de Kerguern en Dirinon) ;
- la seigneurie du Fresq, aux mains de la famille Kerret (dont la seigneurie éponyme se trouvait à Saint-Martin-des-Champs) ;
- la seigneurie du Rosier, aux mains d'un ramage de la famille des comtes de Léon ;
- la seigneurie de Lescouëdic (Le Scouidic), aux mains d'une autre famille de Léon ;
- la seigneurie de Lesnon, aux mains de la famille Rodellec ;
- la seigneurie de Roscerf (Rossermeur), aux mains de la famille de Roscerf, puis de la famille Dourguy. Elle possédait les chapelles Saint-Trémeur et Saint-Claude ;
- la seigneurie du Cosquer, aux mains de la famille Testard ;
- la seigneurie du Quilliou, aux mains de la famille Barbu ;
- une autre seigneurie du Quilliou, aux mains de la famille Guengat ;
- la seigneurie de Liorzinic (Lizourzinic) aux mains de la famille Du Louët.

Pour la famille du Louët, une présentation plus détaillée est disponible, voir :

### Temps modernes

#### Atelier du «Maître de Plougastel»
L'atelier du "Maître de Plougastel" a fonctionné entre 1570 et 1621, sculptant en kersantite calvaires, croix, statues et décors d'église. Parmi ses œuvres connues, le calvaire de Plougastel-Daoulas, une partie du porche de l'église de Guimiliau, le calvaire de Locmélar, des sculptures du porche de l'église Saint-Tugen de Brasparts, des décors de l'église Saint-Salomon de La Martyre (bénitiers, Cariatide aux bandelettes, etc..) les statues du porche de l'église Notre-Dame de Bodilis, les statues des quatre Évangélistes, de saint Tugen et des apôtres de la chapelle Saint-Tugen à Primelin, la statue de la Vierge à l'Enfant dans l'église Notre-Dame de Tréguennec, des statues dont celle de saint Thégonnec dans l'église Saint-Thégonnec à Saint-Thégonnec, la statue de Notre-Dame du Folgoët dans la basilique Notre-Dame du Folgoët, celle de Jacques le Majeur dans l'église Saint-Houardon de Landerneau, celle de saint Guévroc dans le porche de l'église de Lanneuffret, les statues des douze apôtres sur la façade ouest de l'église Notre-Dame de Confort à Confort-Meilars, des statues dans les églises de Plogoff et Saint-Urbain ainsi qu'à l'ossuaire de Saint-Servais, l'autel de la Chapelle Notre-Dame de Lambader en Plouvorn , etc..

#### XVIIesiècle
Aux XVe et XVIe siècles la culture du lin et du chanvre et le commerce des toiles (en particulier des toiles fines dénommées « Plougastel blanches ») enrichit Plougastel, elles s'exportent jusqu'en Angleterre et en Hollande et dans la péninsule Ibérique, mais les manufactures créées par Colbert à partir de 1675 entraînent le déclin de cette activité toilière. Cette activité persiste toutefois aux XVIIe siècle et XVIIIe siècle où la seule paroisse de Plougastel fournit encore 60 pièces de lin chaque semaine, mais l'essor des cultures de fraisiers provoqua le recul de la culture du lin, même si des métiers à tisser fonctionnèrent à Plougastel jusqu'au début du XXe siècle, mais travaillant du lin cultivé dans d'autres communes de la région ainsi que de la berlingue.
Le calvaire est érigé de 1602 à 1604 dans l'atelier du "Maître de Plougastel" par deux personnages dénommés Corr, architecte et Perrious Baod, curé, en actions de grâces après l'épidémie de peste de 1598, laquelle provoqua le décès d'un tiers des habitants ; il était désigné sous le vocable de Croaz ar Vossen ; il fut restauré dans la seconde moitié du XIXe siècle.
En 1644, Julien Maunoir, célèbre prédicateur, prêche une mission à Plougastel au cours de laquelle, si on en croit les récits hagiographiques, plusieurs interventions miraculeuses de la Vierge Marie auraient eu lieu. Lors d'une autre mission prêchée en 1660, parce qu'il s'opposait fermement aux distractions profanes pendant les fêtes religieuses, le prédicateur Julien Maunoir failli être tué par des paroissiens mécontents.
Nicolas Le Forestier (1617 - 1677), né et décédé à Landerneau, était seigneur de Keroumen en Plougastel, et descendant d'une vieille famille noble de Cornouaille, Le Forestier de Quilien, qui figure aux réformations et montres de la paroisse de Plonévez-du-Faou entre 1481 et 1531.
Le 1er avril 1697, deux paysans se rendant à l'Île Ronde, aperçurent neuf hommes cachés dans un vieux four à chaux ; se voyant découverts ils s'enfuirent en chaloupe, mais l'officier qui commandait une batterie voisine, après deux coups de mousquet de semonce, tira et « ils furent tous noyez quelque diligence qu'on fit pour les sauver. On reconnut à diverses marques qu'ils estoient anglais, et qu'ils avoient esté amenez pour reconnoistre les lieux ».

#### XVIIIesiècle

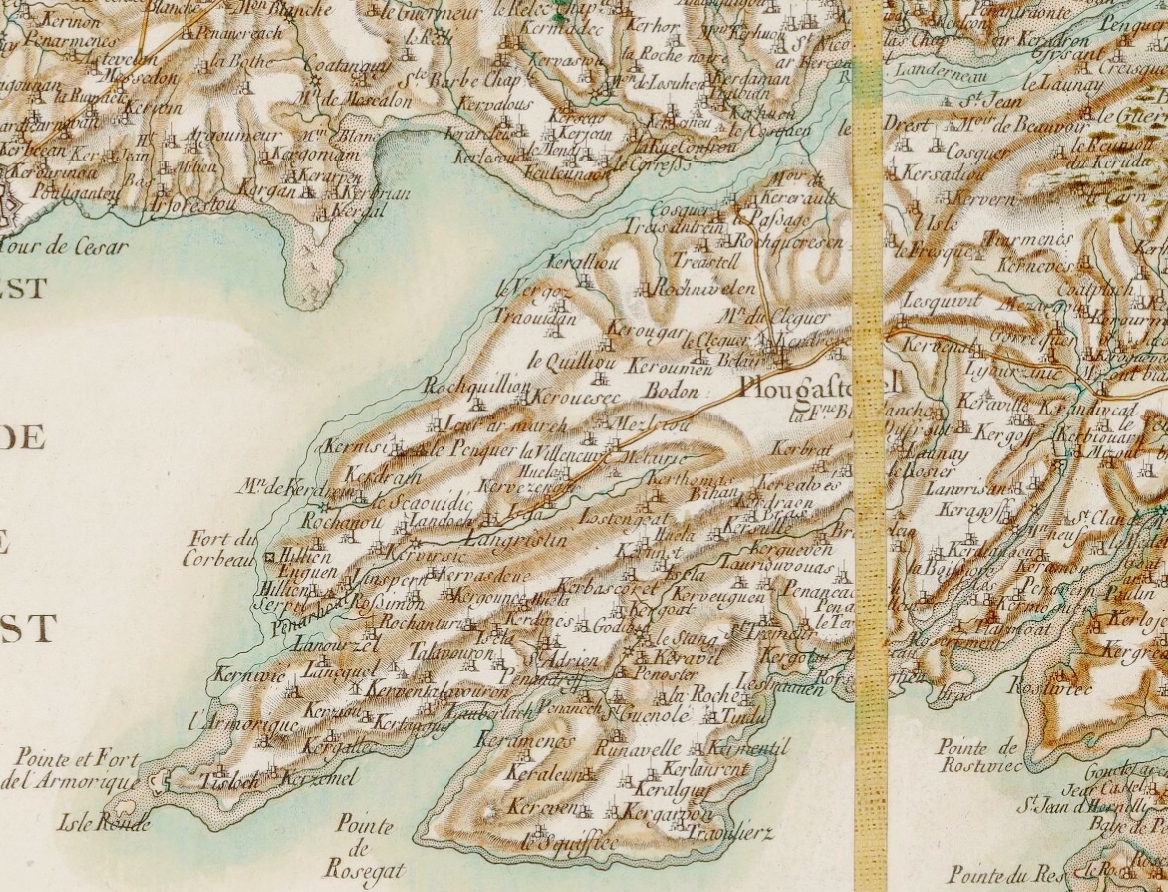
Carte de Cassini de la paroisse de Plougastel (1784).

En 1741, une épidémie de dysenterie, qui ravagea une bonne partie de la Bretagne, fit environ 700 morts dans la région de Plougastel.
En 1759, une ordonnance de Louis XV ordonne à la paroisse de Plougastel de fournir 60 hommes et de payer 393 livres pour « la dépense annuelle de la garde-côte de Bretagne ».
Alors que l'activité agricole était semble-t-il principalement céréalière au XVIIIe siècle, elle évolue progressivement vers le maraîchage et l'arboriculture en raison de la douceur du climat de la Ceinture dorée bretonne et de la proximité du débouché brestois, la culture des fraisiers étant signalée à partir de 1766.

### Révolution française
Yves Julien, Testart de la Roche, Roshuel, Louis Kervella, Yves Gourmelon, Jean Vergas, Jean Le Bot et François Le Billant sont les 8 délégués représentant les 800 feux de Plougastel lors de l'élection des députés du tiers état de la sénéchaussée de Quimper aux États généraux de 1789.
En 1791, les paroissiens soutiennent leurs trois prêtres qui refusent de prêter le serment de fidélité à la constitution civile du clergé. Lors de la plantation d'un arbre de la liberté, un hymne en breton fut composé et chanté pour la circonstance.

### XIXesiècle

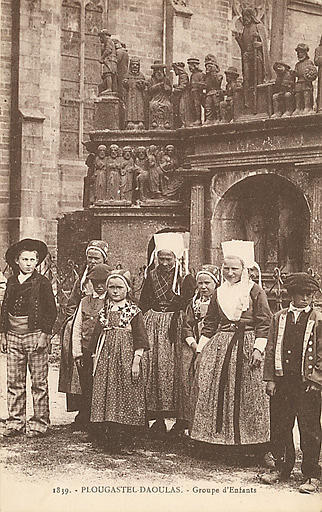
Groupe d'enfants à Plougastel en 1859 (carte postale).

#### Création de l'hospice de Plougastel
En 1855, Mme Marie Mazé-Launay, veuve du député et négociant Christian Mazé-Launay, fonde l'hospice de Plougastel, qui reçoit des vieillards mais fait aussi fonction d'hôpital, et en confie la direction à la Congrégation des sœurs de Saint-Thomas de Villeneuve, qui y ouvrent également en 1861 une école pour les orphelines. L'ensemble est traditionnellement dénommé « Le couvent » par les habitants de Plougastel. Les bâtiments, agrandis en 1962, et rénovés depuis avec la création en 1980 d'un accueil « Long séjour » ainsi que d'un établissement de cure médicale, abritent l'actuelle Maison de retraite Saint-Thomas de Villeneuve de Plougastel, gérée depuis 2010 par l'Hospitalité Saint-Thomas de Villeneuve dont le siège se trouve à Lamballe ; l'établissement de Plougastel reçoit 315 résidents et emploie près de 200 personnes.

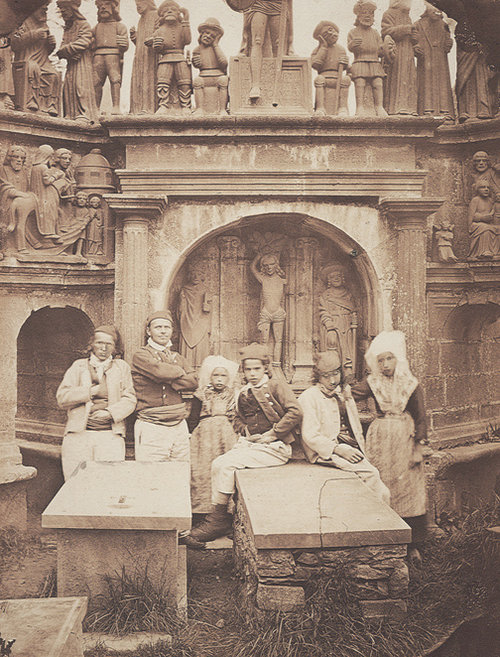
Le cimetière de Plougastel [en fait le calvaire] (1856, photographie de Geneviève Élisabeth Disdéri).

#### Affaire Marie-Anne Laviec

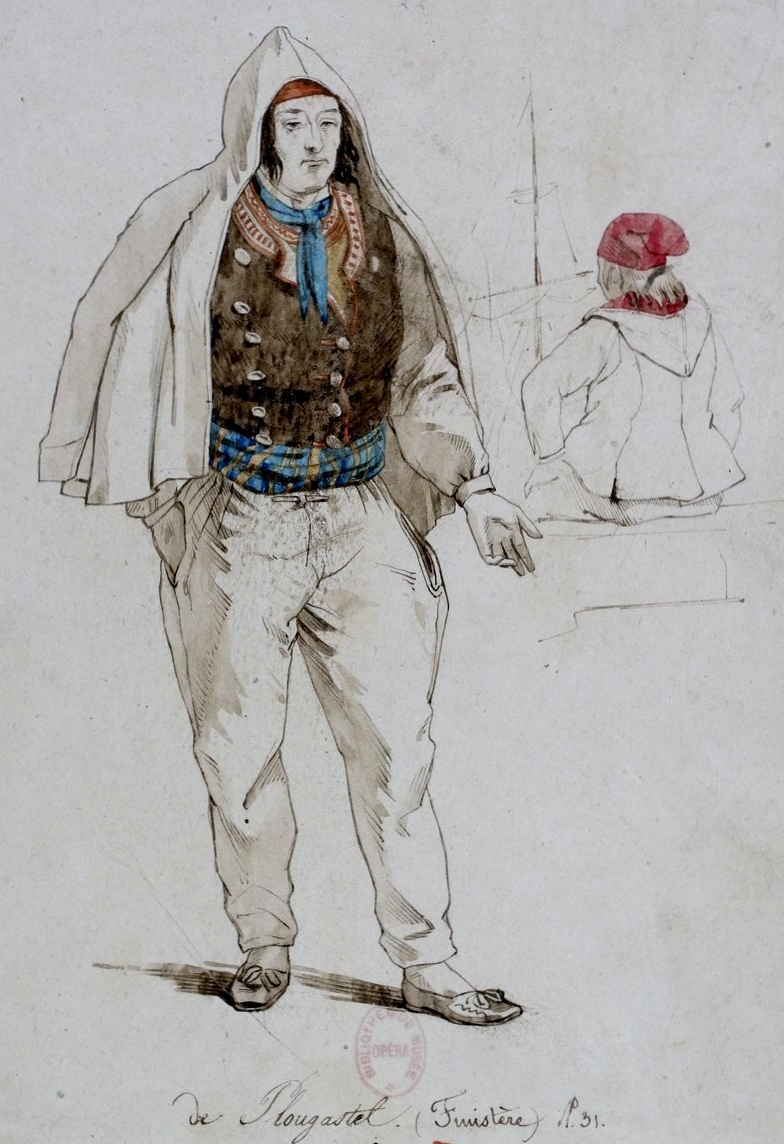
Marin de Plougastel (1849, auteur anonyme).

Le 21 décembre 1850, la Cour de cassation casse un jugement du tribunal de simple police de Daoulas qui avait exonéré de poursuites une cabaretière du bourg de Plougastel, Marie-Anne Laviec, qui n'avait pas respecté un arrêté municipal prohibant la vente de boissons pendant l'office divin.

#### L'essor de la production des fraises

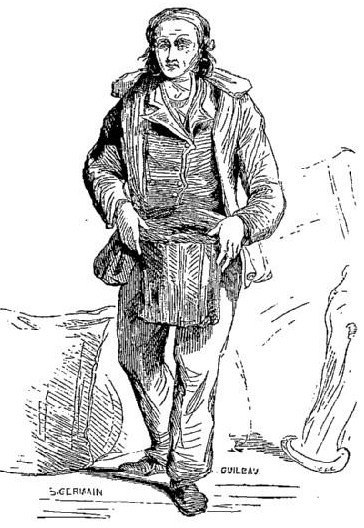
Paysan de Plougastel vers 1854 (dessin de Saint-Germain).

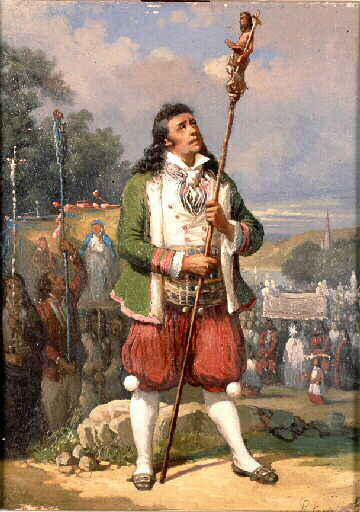
Louis Caradec : Homme de Plougatel-Daoulas (Musée départemental breton de Quimper).

Jusqu'au milieu du XIXe siècle, les fraises se vendaient presque uniquement à Landerneau et à Brest où elles étaient acheminées par les gabares et chaloupes à partir des petits ports de la presqu'île. Vers 1850 l'essor de la production des fraises suscite une exportation d'une partie de la production vers l'Angleterre, d'abord depuis le port de Morlaix à l'initiative d'une commerçante de Landerneau, suivie ensuite en 1865 par un négociant gascon, puis en 1867 par un commerçant de Roscoff ; ceux-ci venaient acheter les fraises directement chez les producteurs pour les revendre à Paris et à Londres. À partir de 1865, la mise en service de la ligne ferroviaire Paris-Montparnasse - Brest facilite l'acheminement des fraises vers le marché parisien, le nord de la France et la Belgique (10 wagons chargés de 500 cageots chaque jour en saison à la fin du XIXe siècle). Quelques Plougastels commencent à exporter eux-mêmes vers le marché anglais à partir de 1879.
À partir de 1876 quatre coopératives de producteurs locaux des bateaux à vapeur approvisionnent directement le marché anglais à partir des ports de Lauberlac'h et du Passage et envoient des délégués sur place dans les ports de Bristol et Plymouth pour organiser les ventes dans ce pays.

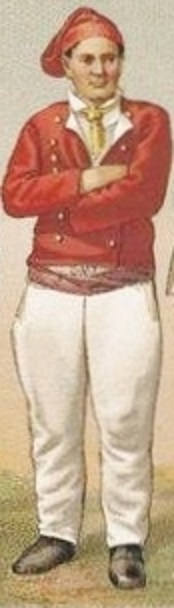
Costume de travail d'un homme de Plougastel-Daoulas (dessin d'Albert Racinet publié en 1888).

En 1882, le journal La Presse, après avoir fait remarquer que la culture des fraisiers a commencé à Plougastel au XVIIIe siècle, mais ne concernait jusqu'au milieu du XIXe siècle que quelques hameaux, écrit :
« Les fraisiers sont en plein champ sur les collines ou les falaises qui avoisinent la mer. Pour les préserver des coups de vent, les champs sont entourés de haies ou de petits murs de pierres sèches, ce qui retient en même temps la chaleur solaire. […] La récolte commence vers le 20 mai à Lauberlach, parcourt tout le mois de juin et se termine par le fraisier du Chili, dans la deuxième quinzaine de juillet ; la récolte de celles qui doivent être exportées se termine le 24 juin. […] C'est un total de 3 500 000 kilogrammes de fraises qui est récolté à Plougastel sur 200 ha de terrains ». La première variété cultivée à grande échelle fut le « Fraisier du Chili », supplanté par la suite par de nouvelles variétés comme le « Fraisier Ananas », puis la « Princesse Royale », dite aussi « Fraise d'Angers », puis par la « Fraise de la Mayenne ». « 1 100 ha étaient consacrés à la culture de la fraise à la veille de la Première Guerre mondiale, soit un quart de la surface totale de la presqu'île. La production s'élevait alors à 6 000 tonnes par an, ce qui représentait un quart de la production nationale ».

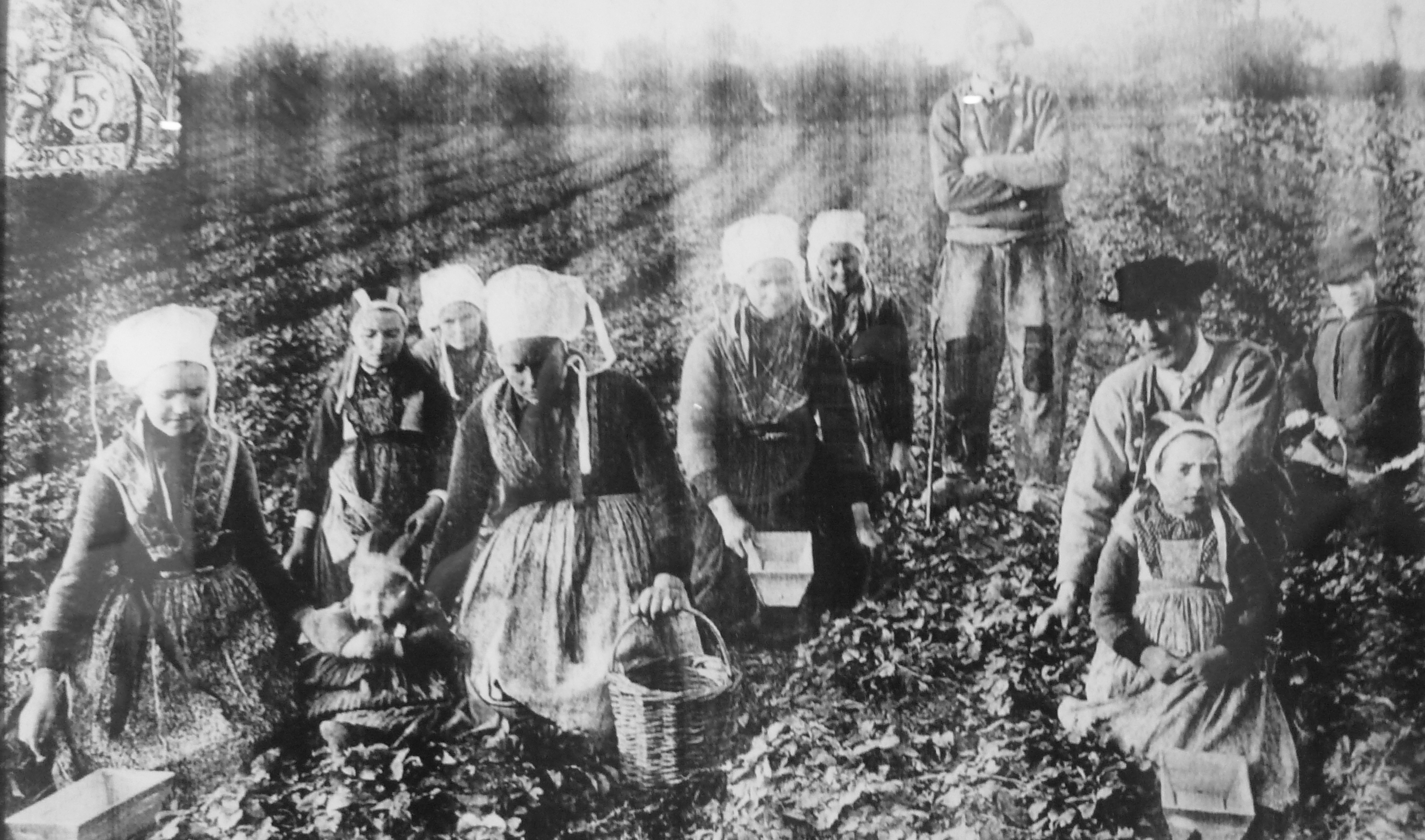
La cueillette des fraises à Plougastel vers 1900.

En 1878, le responsable du Jardin botanique de Brest, Blanchard, écrit : « Il n'y a pas de pays en Europe où il ne soit plus consommé de fraises qu'à Brest. Il en vient tellement, dans la saison, que les marchés, les coins de rue, les portes des casernes et des arsenaux sont encombrés de marchands de fraises ». En 1889 selon Benjamin Girard, la culture des fraises se fait en grand sur tout le versant sud de la presqu'île, la légèreté du terrain et l'exposition y rendant les fraises plus précoces ; les ventes vers Brest et Paris principalement se chiffraient chaque année à plusieurs centaines de milliers de francs de l'époque. En 1894, des producteurs de fraises de Plougastel s'associent pour créer la Shippers Union, concurrencée à partir de 1898 par la Farmers Union, puis en 1900 par la New Union, chaque société ayant ses bateaux, ses locaux et ses agents dont certains séjournaient à Plymouth, Manchester et Londres pendant la saison des fraises.
L'essor de la culture de la fraise a été aussi permis par l'apport de maërl, dragué en rade de Brest et dans l'océan Atlantique, et qui correspondait à une nécessité agronomique en permettant de réduire l'acidité des sols. Plus d'une quarantaine de navires travaillaient alors au dragage du maërl.

#### Difficultés de la modernisation
La création d'un service télégraphique dans la commune en 1873 est ajournée par décision du conseil municipal car « ses ressources ne lui permettaient pas actuellement de subvenir à la dépense ».

#### Naufrage dramatique
Le journal Le Temps écrit en 1878 : « Un effroyable sinistre est arrivé dans la nuit de mercredi [le 6 mars 1878] sur les côtes de Brest. Le bateau Marie-Joseph sur lequel se trouvaient trente-cinq passagers des villages voisins, Saint-Adrien, Plougastel, Daoulas, etc., a sombré entre la pointe de l'Armorique et l'île Ronde. Ni un passager, ni un homme de l'équipage n'ont survécu. Dimanche encore, on n'avait retrouvé qu'un cadavre, celui d'une femme, qui a été inhumé à Plougastel ».

#### Épidémies duXIXesiècle
En 1885-1886, Plougastel-Daoulas est atteint par l'épidémie de choléra partie de Brest qui frappe 95 habitants du village du Tinduff, l'épidémie ne provoquant toutefois que quatre décès.

#### Description de Plougastel en 1897

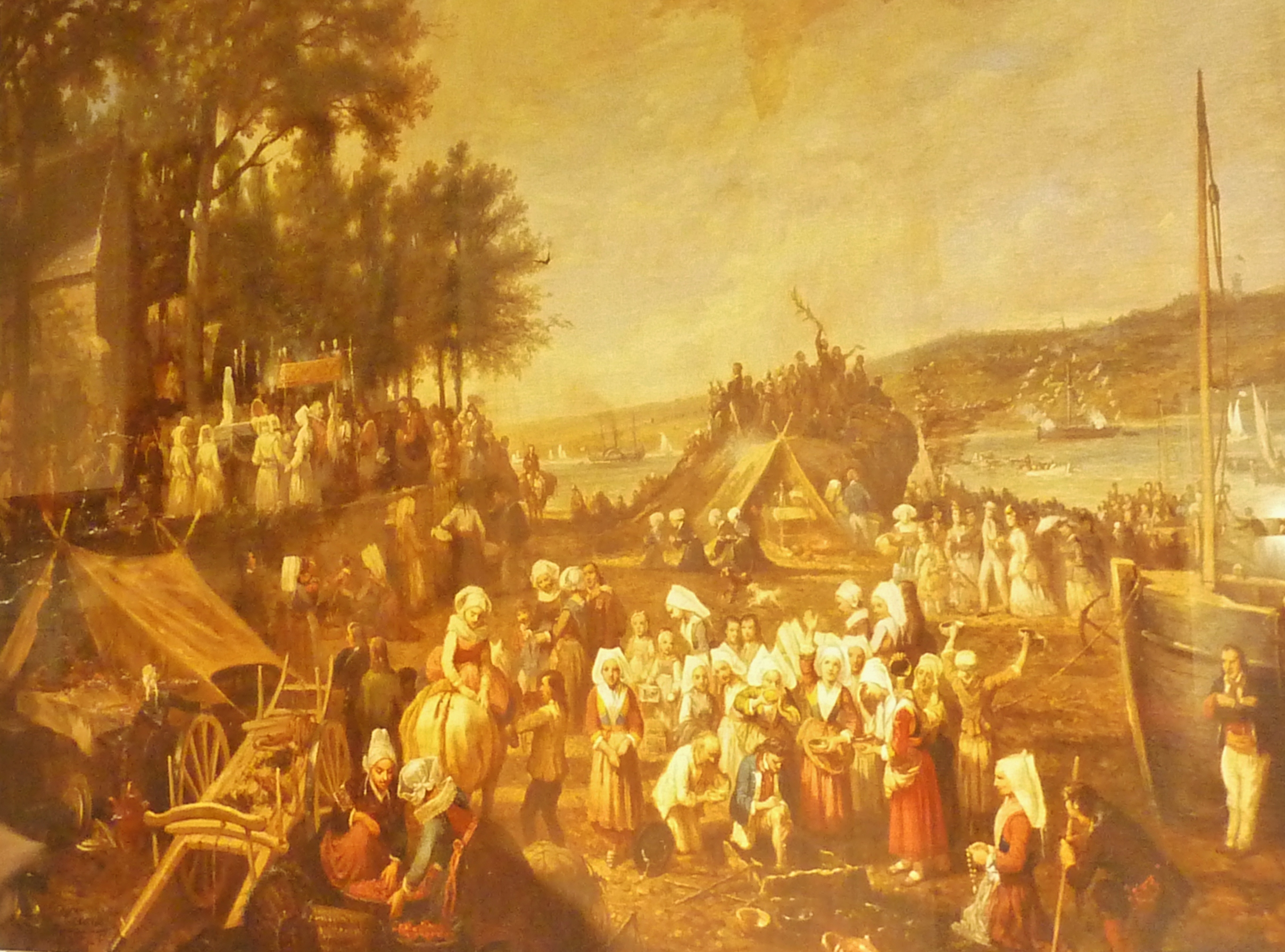
Le pardon de la Saint-Jean à Plougastel dans la seconde moitié du XIXe siècle (Musée de la fraise et du patrimoine).

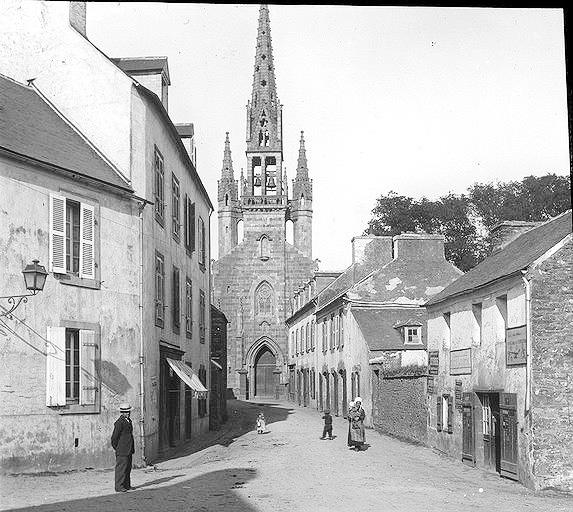
Le bourg de Plougastel au début du XXe siècle.

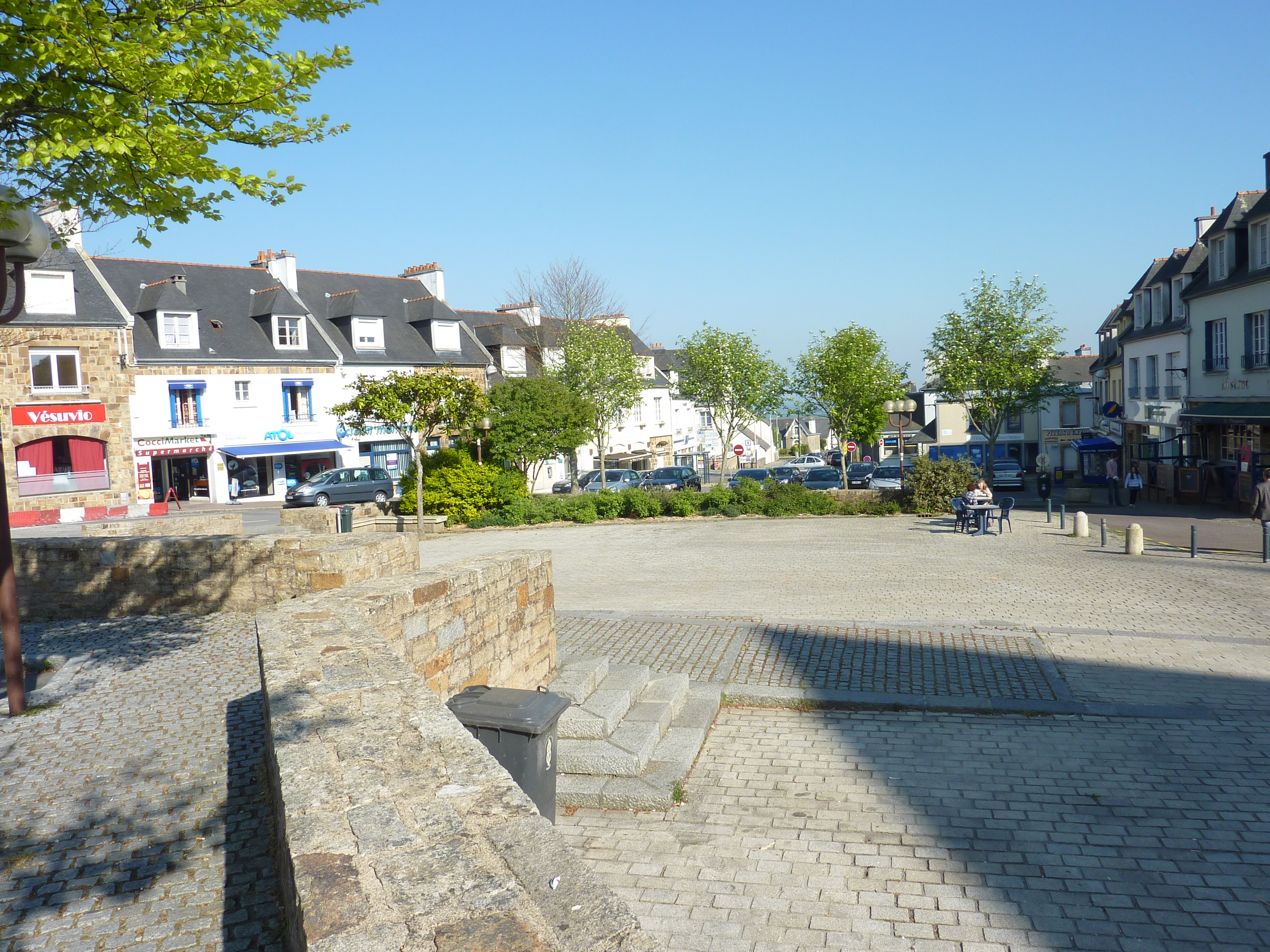
La place principale du bourg de Plougastel-Daoulas en 2011.

Tancrède Martel fait en 1897 cette description de Plougastel-Daoulas et de son pardon :

### XXesiècle
Un article de presse de 1901 évoque « les rudes marins de Daoulas, du Faou, de l'Hôpital-Camfrout, de Logonna et de Plougastel qui déchargent sur ses quais [ceux de Port-Launay] le maërl et le sable du Minou, récompense de leurs pénibles dragages ».
Un minotier de Kergoff en Plougastel-Daoulas, Joseph Billant, constitue une société pour fournir l'énergie électrique à la commune : l'éclairage communal, celui de l'église, d'un grand nombre des commerces et des maisons du bourg commence en juillet 1904.

#### Écoles et querelles liées à la religion finXIXesiècle-débutXXesiècle
Les deux premières écoles de garçons de Plougastel ouvrirent en 1830 au bourg et en 1843 à Saint-Adrien. En 1883-1884, à la suite des lois Jules Ferry, trois groupes scolaires comprenant chacun une école de garçons et une école de filles sont construits au bourg, à Pont-Callec et à Sainte-Christine ainsi qu'une école de filles à Saint-Adrien,.
En 1891, le journal La Croix indique que Plougastel-Daoulas compte quatre écoles publiques (dont une dans le hameau de Pont-Callec compte une douzaine d'élèves) et une école privée qui vient d'ouvrir et qui compte plus de 200 élèves.

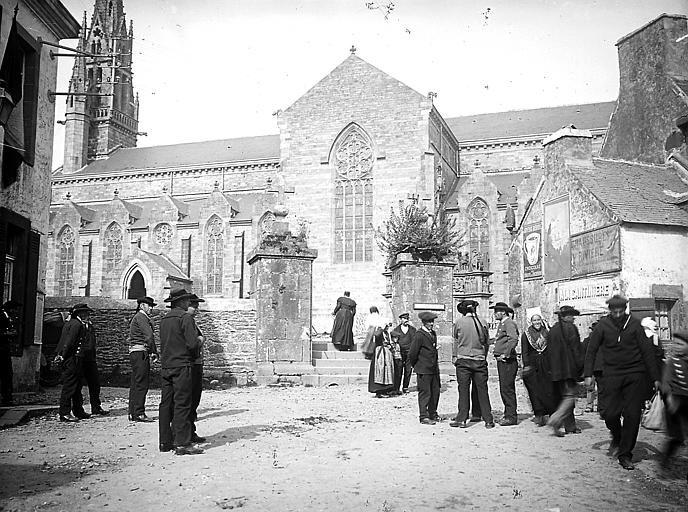
L'ancienne église de Plougastel en 1907.

En 1896, les religieuses de la congrégation hospitalière des Sœurs de Saint-Thomas-de-Villeneuve, qui tenaient un hospice à Plougastel et s'occupaient des malades, vieillards, infirmes et des orphelins (l'orphelinat comptait par exemple 35 enfants en 1902), sont menacées de saisie. Une manifestation, animée par le député local, également conseiller général du canton de Daoulas, François-Émile Villiers, qui soutient les Sœurs, parlant dans son discours de « persécution fiscale ». Le journal La Bretagne écrit : « Notre commune, si calme d'ordinaire, est sous le coup d'une émotion vive », la population crie des slogans comme « Vive les Sœurs de l'hospice ».
En réponse à une enquête épiscopale organisée en 1902 par François-Virgile Dubillard, évêque de Quimper et de Léon en raison de la politique alors menée par le gouvernement d'Émile Combes contre l'utilisation du breton par les membres du clergé, le recteur de Plougastel écrit : « Les neuf-dixièmes de la population ne comprendraient quasi rien aux instructions [religieuses] françaises. Tout le monde du reste, à Plougastel, comprend bien le breton, à part une dizaine de personnes tout au plus ». Mais ce n'est pas l'avis du préfet du Finistère qui indique en 1903 dans un rapport :  « Quoi que très fermée, la population de Plougastel est en rapports fréquents avec Brest qu'elle approvisionne en fruits et légumes (...). Elle comprend suffisamment le français pour entendre des sermons en notre langue nationale ».
Le Journal des débats relate ainsi les faits liés à la querelle des inventaires à Plougastel en novembre 1906:

« Malgré la quantité des forces envoyées pour les inventaires et la rapidité des opérations, une vive résistance s'est produite dans plusieurs communes. Le commissaire de police Daligand s'est rendu à Plougastel-Daoulas avec 25 cuirassiers. Dès leur présence signalée, le tocsin se met à sonner. Devant l'église, cinq à six cents fidèles, tous en habits de fête, sont massés. Des cris de « Vive la liberté ! Vive le Christ ! » éclatent. Le recteur refuse d'ouvrir les portes de l'église. Aux sommations, les fidèles répliquent par des cantiques. Les cuirassiers veulent déblayer le terrain, les fidèles répondent qu'ils se laisseront plutôt écraser. Malgré cela, les sapeurs du génie arrivent près de la porte, l'attaquent à coups de hache, et l'inventaire peut avoir lieu, pendant que de toutes parts éclatent les cris de : « À bas les crocheteurs ! ». »

Le 12 janvier 1907, le bruit s'étant répandu à Plougastel que l'inspecteur d'académie allait venir enlever le crucifix dans les écoles, 5 000 paysans bretons accourus des environs se réunirent à l'église puis processionnèrent : « Six hommes à cheval ouvrirent la marche, et la longue théorie des catholiques où l'on remarquait le clergé, le maire, les conseillers, les enfants des écoles libres, et M. Villiers, député monarchiste, s'en fut à travers le bourg en chantant des cantiques ».

#### L'âge d'or de la fraise de Plougastel
En 1907, la culture des fraises couvre dans la commune environ 250 hectares ; elle s'étend sur 570 ha en 1912 et attiant 890 ha en 1928. Au début du XXe siècle, la région de Plougastel produit 25 % des fraises françaises, exportant une part notable de la production (« les fruits soigneusement emballés dans des paniers doublés d'une épaisse couche de fougères ») en Angleterre :

« À Plougastel-Daoulas, on cultive la fraise et les petits pois de temps immémorial, mais la vente en Angleterre, pourtant très indiquée, était très difficile. En 1906, les agriculteurs, groupés en syndicat coopératif, lancèrent deux vapeurs pour transporter régulièrement leurs produits à Plymouth. La fraise était prise au point de livraison par les commis du Syndicat, transportée à ses frais aux magasins où se fait l'emballage, et embarquée sur les vapeurs. [...] Cette coopérative regroupe 215 fraisiculteurs, soit le tiers des producteurs de la région. »

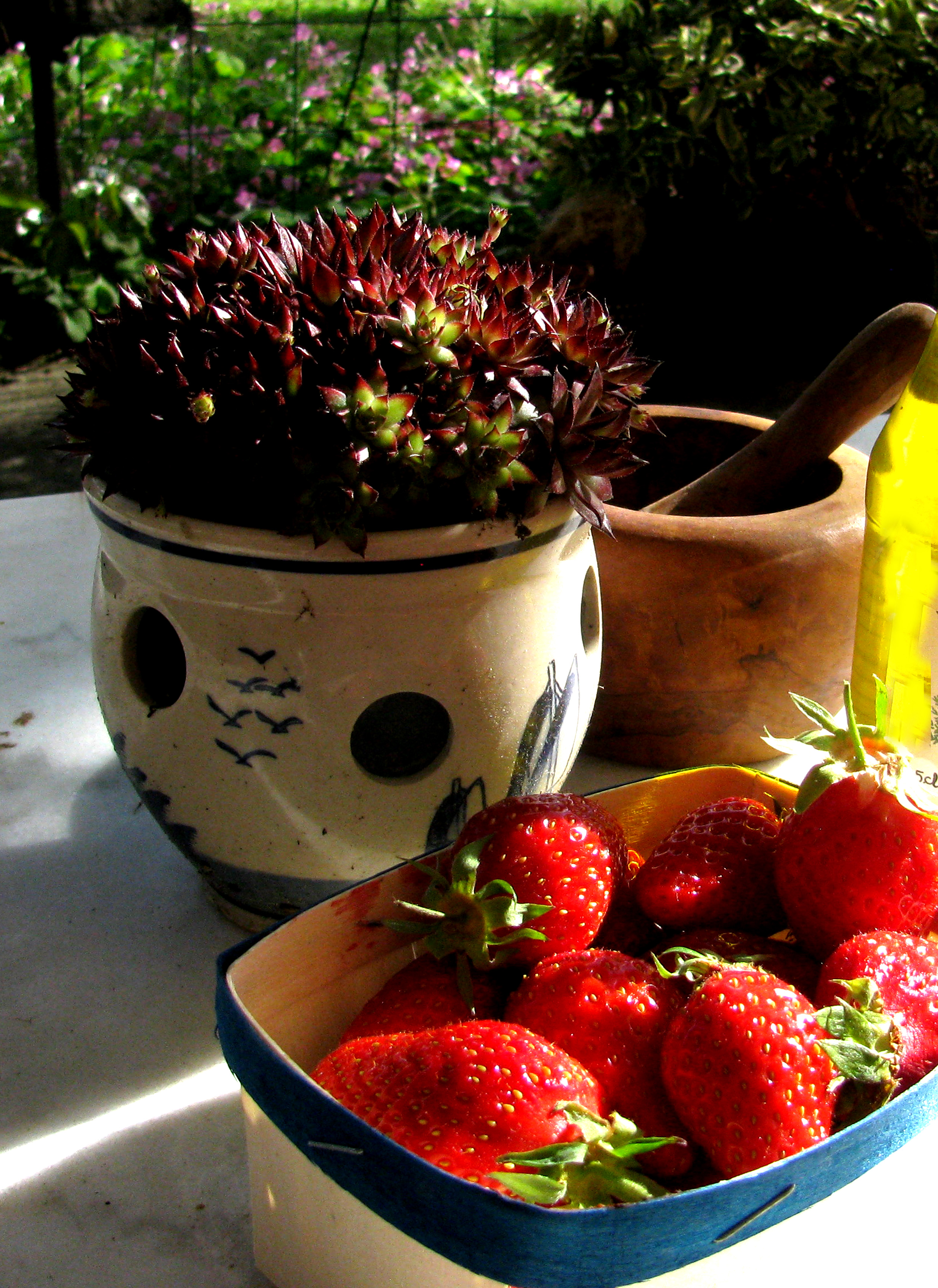
Fraises de Plougastel

En 1912, 300 000 kg de fraises sont expédiés en Angleterre (5 bateaux affrétés en 1911). En mai 1914, la revue L'Agriculture nouvelle précise : « le transport des fraises en provenance de la région de Plougastel-Daoulas, à destination des ports de Roscoff, Saint-Malo, Cherbourg, Rouen, Dieppe, Le Havre, a donné lieu au tracé d'itinéraires spéciaux au départ de la gare de Kerhuon […]. Ces itinéraires permettent de diriger rapidement cette denrée particulièrement fragile sur les ports d'embarquement pour l'Angleterre, pays de grande consommation ». En 1928 2 856 tonnes de fraises sont exportées en Angleterre ; on raconte que certaines familles gagnèrent suffisamment d'argent en une seule saison pour s'offrir une maison payé rubis sur l'ongle, et que, l'année suivante, elles pouvaient payer comptant leur mobilier. La crise économique de 1929 et le protectionnisme qu'elle engendra provoqua le déclin de ces exportations.
« La culture des fraises était un travail extrêmement pénible. Il fallait rester à genoux pendant des heures pour les ramasser ».
Une confiserie parisienne possédait une usine à vapeur à Plougastel, achetant - par exemple en 1911 - 100 000 kg de fraises. Pour écouler le surplus de la production, la Shippers Union fonde en 1912 une usine de transformation qui conditionne aussi les petits pois, les pommes, les haricots, alors cultivés également en grande quantité. Le syndicat EE ouvre un peu plus tard à la Fontaine-Blanche une usine destinée à produire de la pulpe de fraise ; en 1925 cinq usines existaient à Plougastel pour la transformation de la fraise, d'autres conditionnant les paniers et cageots destinés au conditionnement de ce fruit fragile. La Seconde Guerre mondiale met temporairement fin à ces activités, qui renaissent à partir de 1947 (création du Syndicat de producteurs vendeurs) ; en 1962 est créée la coopérative La Loperhetoise, puis en 1960 La Presqu'île, en 1965 la SICA devenue en 1994 la coopérative Sivi Ruz. Les exportations vers l'Angleterre ont perduré jusqu'à la décennie 1960, un avion transportant les cagettes de fraises depuis l'aéroport de Guipavas (la production de fraises en Angleterre a fait ensuite cesser ces exportations). Dans la décennie 1980, la presqu'île de Plougastel ne produit plus que 300 tonnes de fraises par an, concurrencée par des productions venant de régions françaises plus méridionales et d'Espagne et la culture des fraisiers est supplantée de nos jours par celle des tomates.

#### Catastrophe duLibertéet la Première Guerre mondiale
Le 25 septembre 1911, l'explosion du Liberté dans le port de Toulon fait environ 300 morts dont 31 morts originaires de Plougastel.
La Première Guerre mondiale frappe douloureusement Plougastel qui comptabilise 212 morts pendant ce conflit. De nombreuses familles seront touchées, les femmes adopteront alors le costume de deuil, laissant aux seuls enfants le vêtement aux couleurs vives. Le monument aux morts de Plougastel, édifié en 1920 par l'architecte Charles Chaussepied, porte leurs noms.

#### Entre-deux-guerres
Jean Le Lann, originaire de Plougastel-Daoulas, a rédigé un récit des mutineries de la mer Noire survenus dans la flotte française le 19 avril 1919.
Le cuirassé garde-côtes Furieux coule, probablement par manque d'entretien, le 16 décembre 1920 alors qu'il se trouve au mouillage dans la Rade de Brest, au sud-ouest de la presqu'île de Plougastel, à l'entrée de l'anse de Lauberlac'h.
Le 9 octobre 1930, l'inauguration du pont de Plougastel par le président de la République Gaston Doumergue est l'occasion d'une courte visite présidentielle au bourg de Plougastel :

« M. Doumergue s'arrête devant le plus ancien calvaire breton [...]. Là, M. Thomas, maire de la commune, lui souhaite la bienvenue : “En dehors de la visite que nous fit l'impératrice Eugénie dit-il, aucun chef d'État n'était venu jusqu'à nous depuis le rattachement de la Bretagne à la France.” [...] Puis un groupe d'enfants en costume de Plougastel offre au président un beau tableau de l'excellente artiste Marie Piriou [...], ainsi qu'une caissette refermant une dizaine de paniers de fraises du pays. »

Du 21 au 25 août 1937 se tint à Plougastel-Daoulas le XXVIIe congrès du Bleun-Brug, la cérémonie de clôture se tenant en présence de Duparc, évêque de Quimper et de Tréhiou, évêque de Vannes.

#### Seconde Guerre mondiale

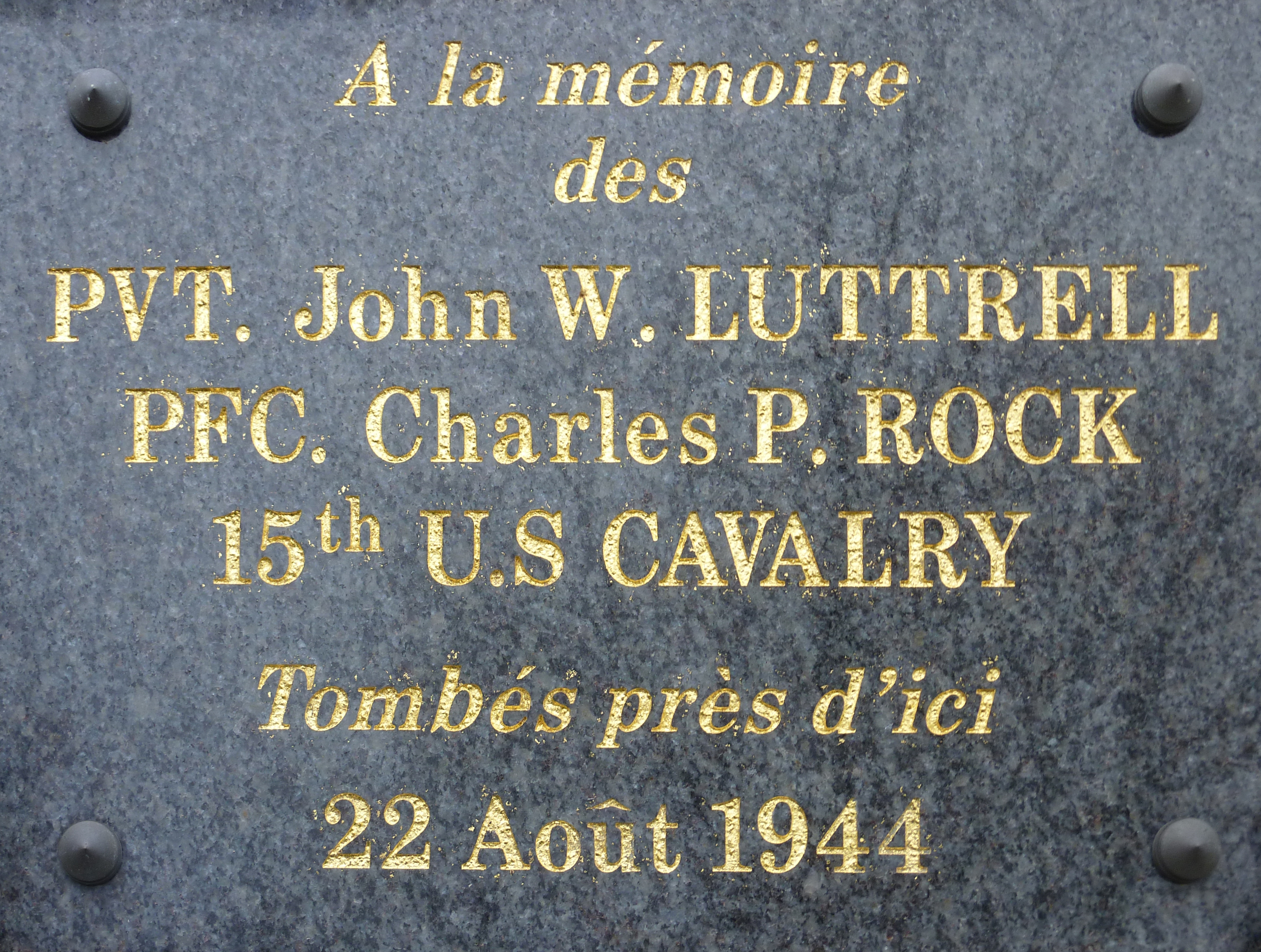
Plaque commémorative en mémoire de soldats américains tués (placée sur l'un des murs de la chapelle Saint-Claude).

Le 5 août 1944, une unité de parachutistes du 3e régiment de chasseurs parachutistes, connue sous le nom de « 3e SAS », est parachutée dans la région de Plougastel-Daoulas dans le cadre de l'opération Derry afin d'ouvrir la route au VIIIe corps d'armée américain, commandé par le général Troy Middleton, chargé de prendre Brest, d'appuyer la résistance locale et d'éviter la destruction du pont de Plougastel.
L'attaque de Brest par la force opérationnelle Task Force "B", dirigée par le général américain Troy Middleton qui, après s'être concentrée près de Landerneau, lança son offensive le 21 août 1944 dans la presqu'île de Plougastel et s'empara le 23 août 1944 de la cote 154 située à l'extrémité sud-est de la crête médiane de cette presqu'île d'où l'on pouvait observer la ville de Brest ainsi que la partie est de la presqu'île de Crozon ; aussi la prise de cette hauteur se heurte-t-elle à la vive résistance allemande. Même après avoir perdu une position aussi dominante, les Allemands résistèrent pied à pied à la conquête du reste de la presqu'île. La force opérationnelle "B" continua son avance et montrant une très grande puissance d'attaque nettoya la presqu'île de Plougastel le 30 août 1944.
En août 1944, ces combats de la Libération détruisent le centre-bourg, endommagent le calvaire, font des dizaines de victimes. La destruction d'une arche du pont de Plougastel isole à nouveau un temps la commune pour ses relations avec la région brestoise.
Six soldats originaires du Commonwealth (deux Anglais et quatre Australiens) sont enterrés dans le carré militaire du cimetière de Plougastel-Daoulas et une plaque commémorative placée dans la mairie honore la mémoire de quatre résistants (Joseph Autret, Anne Corre, René Le Bot, Jean Thomas) originaires de la commune morts en déportation.

#### Monument aux morts
Le monument aux morts de Plougastel-Daoulas porte les noms de 393 personnes mortes pour la France dont 212 pendant la Première Guerre mondiale, 181 pendant la Seconde Guerre mondiale, 12 pendant la guerre d'Indochine, 4 pendant la guerre d'Algérie, 14 autres personnes étant décédées à des dates autres (4 en 1919, une en 1920, une en 1922, une en 1923, une en 1926, une en 1946, 2 en 1947, une en 1953, une en 1954, une en 1955) sans que les circonstances de leur décès soit précisé. Plougastel-Daoulas fait partie des rares communes de France où les morts pour la France ont été presque aussi nombreux pendant la Seconde Guerre mondiale que pendant la Première Guerre mondiale en raison des tués lors des combats de la Libération en 1944 (43 victimes civiles recensées en 1944). L'importance de la Marine nationale explique aussi nombre important des disparus en mer (22 pendant le premier conflit mondial, 6 pendant le second).

#### L'après Seconde Guerre mondiale
En mars 1987 le maire divers droite André Kervella démissionne. La nouvelle municipalité, avec à sa tête l'UDF Joël Julien, annonce son projet pour dynamiser le commerce et le tourisme : construire des locaux commerciaux et des halles, hautes de 14 mètres, à proximité de l'église et du calvaire, en plein milieu de la place. Le projet suscite immédiatement un tollé et André Le Gac, pourtant ancien adhérent du Parti communiste (il en a démissionné en 1986), prend la tête de la croisade orchestrée au nom de la défense du patrimoine et de l'identité culturelle et spirituelle de la commune, et parvient à fédérer une coalition très diversifiée, y compris des personnalités de droite. Alors que les travaux de construction des halles sont largement entamés, le tribunal administratif ordonné en décembre 1988 de surseoir à l'exécution du permis de construire et en mars 1989 la liste emmenée par Didier Le Gac, fusionnée avec une liste du parti socialiste, l'emporte avec plus de 59 % des voix, battant la coalition de droite emmenée par le maire sortant Joël Julien. Un ancien communiste devient maire de Plougastel ! La partie déjà construite est démolie. « Mieux vaut Le Gac pour six ans que les halles pour 100 ans » déclare un élu de droite ; mais la liste André Le Gac fut réélue en 1995 avec plus de 60 % des voix et celui-ci resta maire jusqu'en 2001.

### XXIesiècle

#### Énigme de la pierre du Caro
Un texte énigmatique gravé sur une pierre et découvert dans la décennie 1970 au Caro en bord de mer date de 1786 ; ce texte fait suite à la mort tragique d'un homme et serait écrit en breton du XVIIIe siècle ; à la suite d'un concours d'interprétation dont le résultat a été connu en février 2020, deux traductions assez différentes en ont été proposées.

## Politique et administration

### Rattachements administratifs et électoraux

#### Circonscriptions de rattachement
Plougastel-Daoulas appartient à l'arrondissement de Brest et au canton de Guipavas depuis le redécoupage cantonal de 2014. Avant cette date, la commune était rattachée au canton de Daoulas, dont elle était la principale ville.
Pour l'élection des députés, la commune fait partie de la sixième circonscription du Finistère, représentée depuis juin 2022 par Mélanie Thomin (PS-NUPES). Auparavant, elle a successivement appartenu à la 2e circonscription de Brest (IIIe République / 1871-1885, 1889-1919 et 1928-1940) et la 5e circonscription (1958-1986).

#### Intercommunalité
Depuis le 24 mai 1973, date de sa création, la commune appartient à Brest Métropole et en est la quatrième ville. Cette intercommunalité a pris la suite de la Communauté urbaine de Brest (CUB), fondée sous le statut de la communauté urbaine, et renommée Brest Métropole océane (BMO) en 2005.
Plougastel-Daoulas fait aussi partie du Pays de Brest.
| Élections                  | Élections                     | Circonscription électorale | Élu de la circonscription     | Élu de la circonscription | Élu de la circonscription | Élu de la circonscription |
| Niveau                     | Type                          | Circonscription électorale | Titre                         | Nom                       | Début de mandat           | Fin de mandat             |
| -------------------------- | ----------------------------- | -------------------------- | ----------------------------- | ------------------------- | ------------------------- | ------------------------- |
| Commune / Intercommunalité | Municipales et communautaires | Plougastel-Daoulas         | Maire                         | Dominique Cap             | 2020                      | 2026                      |
| Commune / Intercommunalité | Municipales et communautaires | Brest Métropole            | Président de la métropole     | François Cuillandre       | 2020                      | 2026                      |
| Département                | Départementales               | Canton de Guipavas         | Conseiller départemental      | Didier Malleron           | 2021                      | 2028                      |
| Département                | Départementales               | Canton de Guipavas         | Conseillère départementale    | Nathalie Sarrabezolles    | 2021                      | 2028                      |
| Région                     | Régionales                    | Région Bretagne            | Président du conseil régional | Loïg Chesnais-Girard      | 2021                      | 2028                      |
| Pays                       | Législatives                  | Sixième circonscription    | Députée                       | Mélanie Thomin            | 2022                      | 2027                      |

#### Institutions judiciaires
Sur le plan des institutions judiciaires, la commune relève du tribunal judiciaire (qui a remplacé le tribunal d'instance et le tribunal de grande instance le 1er janvier 2020), du tribunal pour enfants, du conseil de prud'hommes et du tribunal de commerce de Brest, de la cour d'appel et du tribunal administratif de Rennes et de la cour administrative d'appel de Nantes.

### Administration municipale
Le nombre d'habitants au dernier recensement étant compris entre 10 000 et 19 999, le nombre de membres du conseil municipal est de 33.

### Liste des maires
Depuis la Libération, neuf maires se sont succédé à la tête de la commune.
| Période           | Période                      | Identité          | Étiquette   | Qualité |
| ----------------- | ---------------------------- | ----------------- | ----------- | --- |
| 23 septembre 1944 | 18 mai 1945                  | Jean Gouez        | DVG         | Médecin. Chevalier de la Légion d'honneur. |
| 18 mai 1945       | 21 octobre 1947              | Corentin Le Goff  | DVD         | Notaire. Déjà maire entre 1941 et 1943. |
| 21 octobre 1947   | 9 juillet 1961               | Jean Fournier     | DVD         | Commerçant. Déjà maire en 1943-1944. Décédé en fonction |
| 5 août 1961       | 27 mars 1971                 | François Kervella | DVD         | Cultivateur. Maire honoraire (1980) |
| 27 mars 1971      | 26 mars 1977                 | Joseph Malléjac   | CD puis UDF | Cultivateur. Fondateur et président de la coopérative La Presqu'île en 1960, puis de Savéol en 1981. Conseiller général de Daoulas (1967 → 1992). Il fit adhérer Plougastel à la Communauté urbaine de Brest                                             |
| 26 mars 1977      | 5 février 1986               | André Kervella    | DVD         | Professeur de techniques économiques Démissionnaire. Parti vivre à Montréal (Québec). |
| 18 avril 1986     | 19 mars 1989                 | Joël Jullien      | DVD         | Directeur de maison de retraite. Ancien pilote de chasse. |
| 19 mars 1989      | 25 mars 2001                 | André Le Gac      | DVG         | Professeur d'anglais et de breton Conseiller général de Daoulas (1992 → 2011) Suppléant du député Kofi Yamgnane (1997 → 2002). S'est à nouveau présenté à la tête d'une liste "verte et rouge" lors des élections municipales de 2020, mais sans succès. |
| 25 mars 2001      | En cours (au 4 juillet 2020) | Dominique Cap     | DVD-LR      | Chargé de mission 4e vice-président de Brest Métropole (2018 → ) Président de l'AMF 29 (2014 → ) Réélu pour le mandat 2020-2026 |

### Jumelages
| Ville | Ville    | Pays | Pays        | Période               |
| ----- | -------- | ---- | ----------- | --------------------- |
|       | Ciminna  |      | Italie      | depuis septembre 2011 |
|       | Eremitu  |      | Roumanie    | depuis 1997           |
|       | Saltash  |      | Royaume-Uni | depuis mai 1987       |
|       | Westport |      | Irlande     | depuis août 1977      |

Plougastel-Daoulas est jumelée avec la ville portuaire irlandaise de Westport située dans le comté de Mayo et la province de Connacht, avec Saltash dans les Cornouailles, avec la commune roumaine d'Eremitu en Transylvanie et dans le județ de Mureș, et avec Ciminna, localité du nord de la Sicile.

## Population et société

### Démographie
En 1886, sur les 7 009 habitants de la commune, 1 023 sont agglomérés au bourg. Le nombre des maisons est alors de 1 117 et celui des ménages de 1 246. La consommation de vin est estimée en 1885 à 17 litres par personne et par an, celle de cidre est inconnue, celle d'alcool à 6,3 litres.

#### Évolution démographique
L'évolution du nombre d'habitants est connue à travers les recensements de la population effectués dans la commune depuis 1793. Pour les communes de plus de 10 000 habitants les recensements ont lieu chaque année à la suite d'une enquête par sondage auprès d'un échantillon d'adresses représentant 8 % de leurs logements, contrairement aux autres communes qui ont un recensement réel tous les cinq ans,.
En 2022, la commune comptait 13 431 habitants, en évolution de +0,61 % par rapport à 2016 (Finistère : +2,16 %, France hors Mayotte : +2,11 %). Le maximum de la population a été atteint en 2009 avec 13 304 habitants.
| 1793  | 1800  | 1806  | 1821  | 1831  | 1836  | 1841  | 1846  | 1851  |
| ----- | ----- | ----- | ----- | ----- | ----- | ----- | ----- | ----- |
| 4 059 | 4 059 | 4 660 | 5 111 | 5 515 | 5 863 | 5 731 | 5 999 | 6 065 |

| 1856  | 1861  | 1866  | 1872  | 1876  | 1881  | 1886  | 1891  | 1896  |
| ----- | ----- | ----- | ----- | ----- | ----- | ----- | ----- | ----- |
| 5 970 | 6 090 | 6 282 | 6 315 | 6 506 | 6 857 | 7 009 | 7 162 | 7 655 |

| 1901  | 1906  | 1911  | 1921  | 1926  | 1931  | 1936  | 1946  | 1954  |
| ----- | ----- | ----- | ----- | ----- | ----- | ----- | ----- | ----- |
| 7 677 | 7 733 | 7 874 | 7 065 | 6 965 | 6 914 | 6 726 | 6 894 | 6 945 |

| 1962  | 1968  | 1975  | 1982  | 1990   | 1999   | 2006   | 2011   | 2016   |
| ----- | ----- | ----- | ----- | ------ | ------ | ------ | ------ | ------ |
| 6 726 | 7 075 | 8 138 | 9 581 | 11 139 | 12 248 | 12 880 | 13 264 | 13 349 |

| 2021   | 2022   | - | - | - | - | - | - | - |
| ------ | ------ | - | - | - | - | - | - | - |
| 13 445 | 13 431 | - | - | - | - | - | - | - |

Commentaire : Commune peuplée dès l'origine (le premier recensement, celui de 1793, indique déjà plus de 4 000 habitants) en raison de sa vaste superficie, d'une agriculture intensive et des activités maritimes), Plougastel-Daoulas a connu une croissance continue de sa population depuis, à l'exception de la période 1911-1962 où la commune a subi, touchée par l'exode rural, une perte de 1 148 habitants en 51 ans. À partir de 1962, la croissance démographique est forte (la population a doublé entre 1962 et 2008, gagnant 6 339 habitants en 46 ans, le rythme moyen annuel étant de +138 habitants supplémentaires chaque année pendant cette période, le record étant atteint entre 1982 et 1990 (+195 habitants en moyenne chaque année), le rythme se ralentissant quelque peu par la suite (+123 habitants par an en moyenne entre 1990 et 1999 et +95 habitants par an entre 1999 et 2008. La commune s'est transformée en cité-dortoir, en banlieue résidentielle de Brest, en dépit de la barrière naturelle qu'a longtemps constitué l'estuaire de l'Élorn (les embouteillages étaient chroniques lors des migrations pendulaires sur le pont Albert-Louppe avant la construction du pont de l'Iroise). Le solde migratoire est depuis un demi-siècle constamment positif (record de +2,9 % l'an entre 1975 et 1982) même s'il s'est notablement ralenti depuis (+0,9 % l'an entre 1999 et 2008) ; le solde naturel par contre est légèrement négatif en permanence depuis 1968 (oscillant entre - 0,1 % et - 0,6 % l'an selon les périodes entre 1962 et 2008), ce qui peut surprendre pour une commune périurbaine, mais qui s'explique par l'influence persistance des anciens Plougastels d'origine rurale et généralement âgés ; le nombre des décès l'emporte chaque année sur le nombre des naissances.
Le nombre des logements s'est accru, passant de 2 315 en 1962 à 5 522 en 2008 en raison de la prolifération des lotissements, principalement aux alentours du bourg. Il s'agit pour l'essentiel d'un urbanisme pavillonnaire (90,3 % du total des logements en 2008 sont des maisons individuelles). En raison de sa situation péninsulaire et de ses aspects ruraux en partie conservés, la commune connaît un nombre non négligeable de résidences secondaires (4,9 % du total des logements en 2008), même si leur nombre va diminuant en raison de la pression immobilière liée à la proximité brestoise. On observe aussi une littoralisation du peuplement (nette en particulier dans le secteur de Keraliou, face à Brest et à proximité du pont de l'Iroise avec un habitat de cadres situés dans le quartile supérieur des revenus) et la croissance de certains « villages » (hameaux) particulièrement attractifs, au risque d'une urbanisation anarchique que les lois et règlements d'urbanisme mis en place ces dernières décennies tentent de limiter désormais.

#### Pyramide des âges
En 2018, le taux de personnes d'un âge inférieur à 30 ans s'élève à 30,6 %, soit en dessous de la moyenne départementale (32,5 %). À l'inverse, le taux de personnes d'âge supérieur à 60 ans est de 29,4 % la même année, alors qu'il est de 29,8 % au niveau départemental.
En 2018, la commune comptait 6 377 hommes pour 6 953 femmes, soit un taux de 52,16 % de femmes, légèrement supérieur au taux départemental (51,41 %).
Les pyramides des âges de la commune et du département s'établissent comme suit.
| Hommes | Classe d’âge | Femmes |
| ------ | ------------ | ------ |
| 0,4    | 90 ou +      | 2,1    |
| 8,2    | 75-89 ans    | 11,0   |
| 18,2   | 60-74 ans    | 18,7   |
| 23,9   | 45-59 ans    | 23,2   |
| 16,2   | 30-44 ans    | 16,6   |
| 14,0   | 15-29 ans    | 12,1   |
| 19,0   | 0-14 ans     | 16,4   |

| Hommes | Classe d’âge | Femmes |
| ------ | ------------ | ------ |
| 0,7    | 90 ou +      | 2,2    |
| 7,8    | 75-89 ans    | 11,5   |
| 19,2   | 60-74 ans    | 20,1   |
| 20,8   | 45-59 ans    | 19,7   |
| 17,7   | 30-44 ans    | 16,6   |
| 17,1   | 15-29 ans    | 14,7   |
| 16,8   | 0-14 ans     | 15,2   |

### Enseignement
Plougastel compte cinq écoles maternelles :
- L'école Saint-Jean (privé) ;
- Le groupe scolaire de Goarem Goz (public) ;
- Le groupe scolaire de Ker Avel (public) ;
- Le groupe scolaire du Champ de Foire (public) l'école va être détruite prochainement[Quand ?] pour un réaménagement du centre bourg d'ici 2025 ;
- L'école Diwan (associatif sous contrat)

Cinq écoles primaires :
- L'école Saint-Pierre (privé) ;
- Le groupe scolaire de Goarem Goz (public) ;
- Le groupe scolaire de Ker Avel (public) ;
- Le groupe scolaire du Champ-de-Foire (public) ;
- L'école Diwan (associatif sous contrat) ;

Deux collèges :
- Le collège Sainte-Anne (privé) ;
- Le collège de la Fontaine-Blanche (public).

Pour ce qui est des lycées, les deux principaux lycées de secteur sont, le lycée de l'Iroise (public) et le lycée Charles-de-Foucauld (privé), tous les deux situés à Brest. Cependant, de nombreux élèves sont scolarisés dans d'autres lycées Brestois (lycée de Kerichen, lycée Vauban...) ainsi qu'au lycée de l'Elorn, à Landerneau.

### Enfance
La ville de Plougastel est dotée de nombreuses structures accueillant les enfants :
- Le centre de loisirs de Saint-Adrien : centre de loisirs sans hébergement accueillant les enfants âgés de 4 à 13 ans durant les mercredis et vacances scolaires. Des colonies de vacances y sont organisées durant l'été. Le centre, construit en 2008, peut accueillir jusqu'à près de 110 enfants.
- Le centre de loisirs de Ker Avel : centre de loisirs sans hébergement accueillant les enfants âgés de trois ans afin de satisfaire les demandes, en effet le centre de loisirs de Saint-Adrien a atteint sa capacité d'accueil.
- Crèche la Bambinerie : La Bambinerie est une crèche associative parentale. Cette structure s'adresse aux enfants à partir de 3 mois jusqu'à la fin de la troisième année. Sa capacité d'accueil est 36 places.
- La Halte Garderie : Cette structure propose un accueil occasionnel pour les enfants de 3 mois à 3 ans révolus avec une capacité de 16 places.

### Langue bretonne
L'adhésion à la charte Ya d'ar brezhoneg a été votée par le conseil municipal le 28 octobre 2005. Le label de niveau 1 a été décerné à la commune le 21 avril 2006 et celui de niveau 2 le 14 janvier 2011.
La langue bretonne est enseignée dans les établissements privés, de la maternelle au collège, ainsi que dans les établissements publics, avec le groupe scolaire maternelle et primaire Goarem-Goz, et le collège de la Fontaine-Blanche, offrant tous les deux des filières bilingues. Plougastel comporte le plus grand nombre d'inscrits dans le bilingue de la région avec près de 15,64 % d'inscrits en 2008. À la rentrée 2017, 443 élèves étaient scolarisés dans les classes bilingues (soit 22,9 % des enfants de la commune inscrits dans le primaire). À la rentrée 2024, 522 élèves sont inscrits dans les écoles Diwan ou bilingues de la commune[réf. à confirmer][réf. à confirmer].

## Économie

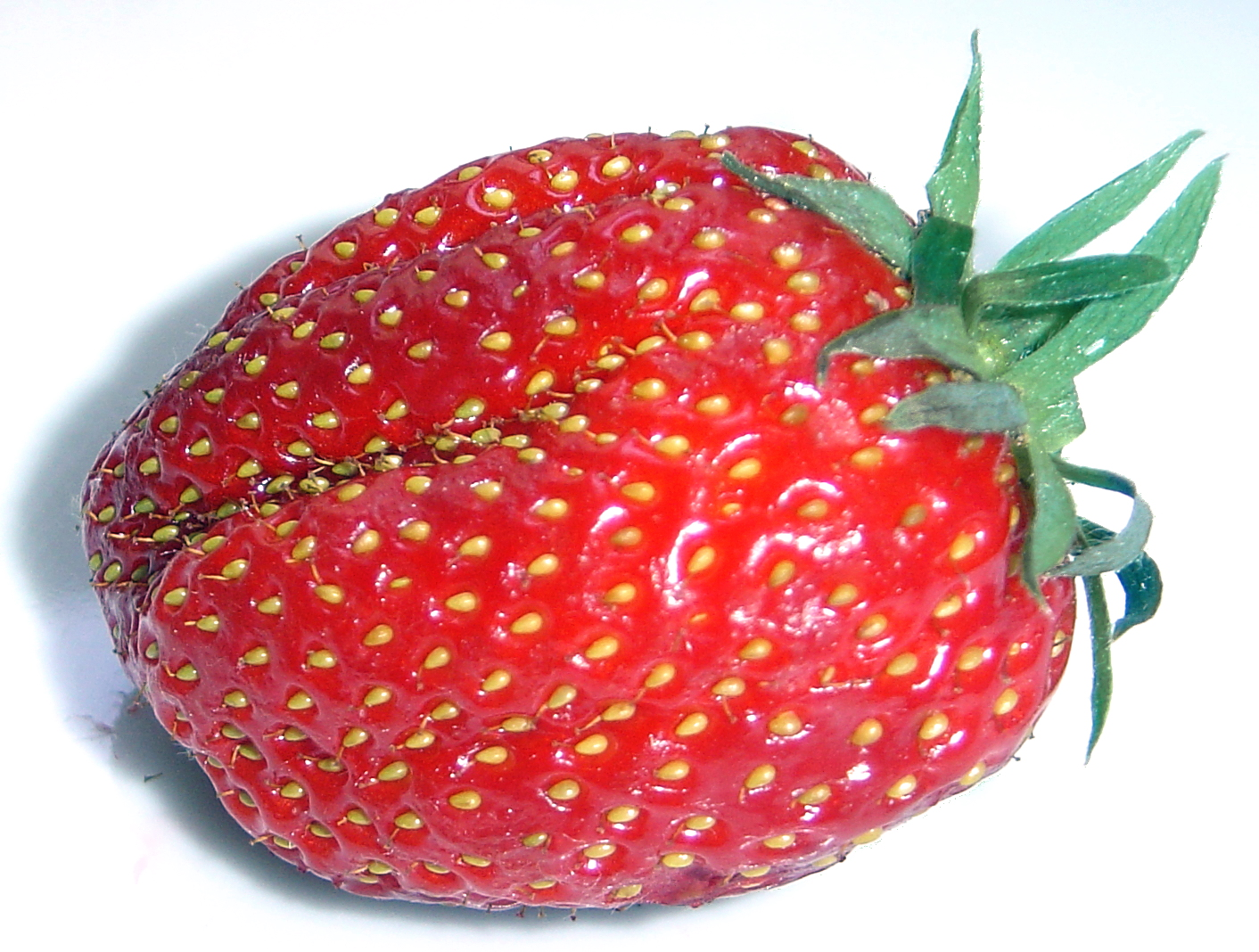
La fraise gariguette, spécialité de Plougastel-Daoulas.

L'activité économique réside dans les cultures de la tomate et de la fraise (entre autres la variété « gariguette », valorisée en particulier par la société Savéol).

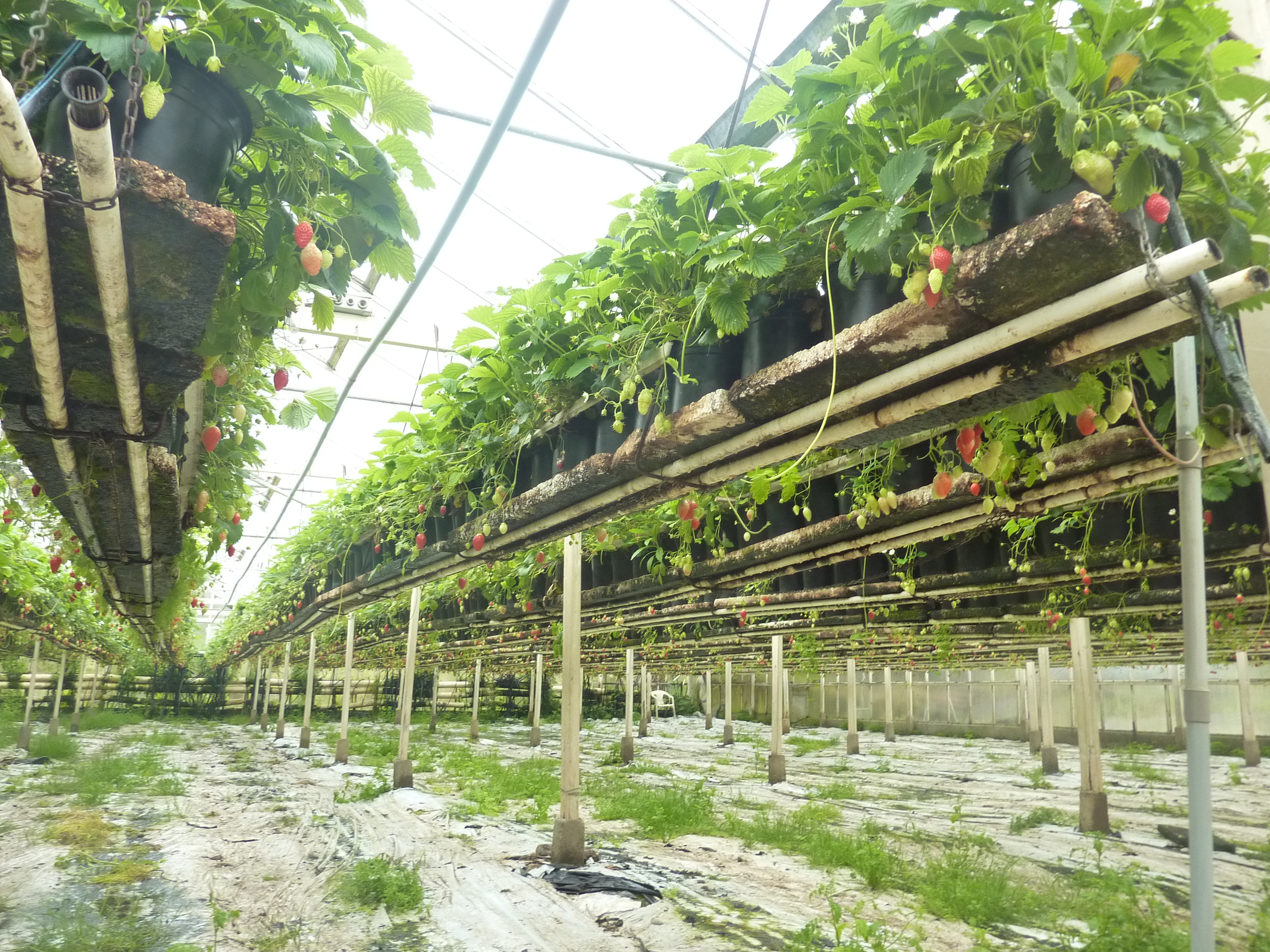
Plougastel-Daoulas : culture de fraises en hauteur et sous serre.

## Culture locale et patrimoine

### Héraldique
| Blason de Plougastel-Daoulas | Blason de Plougastel-Daoulas : Écartelé en sautoir : au premier et au quatrième d'azur à une coquille au naturel, au deuxième et au troisième de sinople à une fraise au naturel ; au sautoir d'argent chargé en cœur d'une tour du même maçonnée de sable, surchargée d'une moucheture d'hermine du même, brochant sur l'écartelé. Devise : War zouar ha war vor ("Sur terre et sur mer"). |

### Costume traditionnel de Plougastel
Le costume traditionnel des habitants de Plougastel a été ainsi décrit en 1835 par Abel Hugo :

« L'habillement de l'habitant de Plougastel imprime à sa physionomie quelque chose d'étrange et d'antique. Un bonnet de forme phrygienne, de couleur brun-clair, recouvre sa tête ornée de cheveux touffus et flottants sur les épaules. Une large capote de laine, descendant à mi-cuisse, et garnie d'un capuchon, retombe sur un gilet qu'entoure une série de mouchoirs de Rouen ; des pantalons très larges, et à poches latérales, forment le complément de ce vêtement singulier qui ressemble beaucoup à celui que nos peintres modernes donnent aux Albanais.
Le costume des femmes montre moins de variété que celui des hommes ; la coiffure forme la plus grande différence, car leur habillement ordinaire se compose principalement de jupons à gros plis, de tabliers à carreaux, de corsets découpés et ornés de couleurs sur toutes les coutures, et de mouchoirs de cou plus ou moins amples. [...] La coiffure des femmes de Plougastel est la plus coquette : les longues barbes empesées qu'elles portent sur le front retombent sur le cou et se relèvent ensuite, par derrière, jusqu'au sommet de la tête où, artistement rangées, elles présentent la forme carrée du chapska polonais. »

Le costume de Plougastel est l'un des plus colorés de Bretagne, sauf pour les veuves qui ont généralisé le noir après l'hécatombe démographique de la Première Guerre mondiale

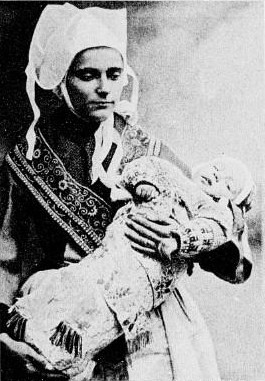
Une nourrice en 1901
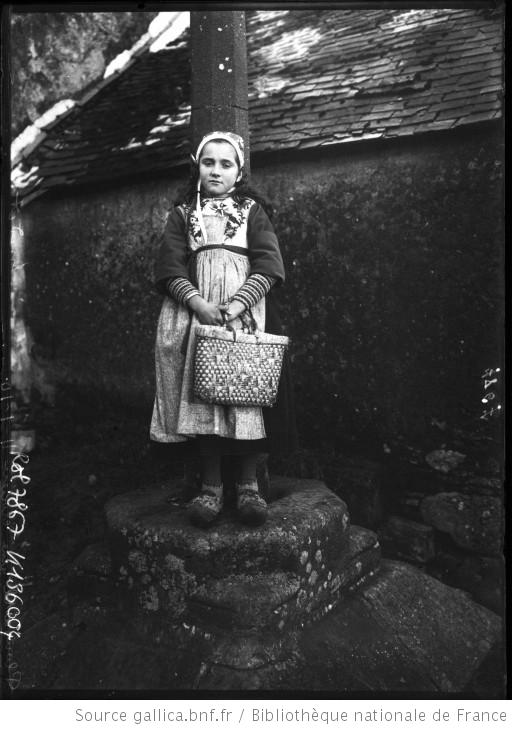
Une écolière (10 janvier 1911).
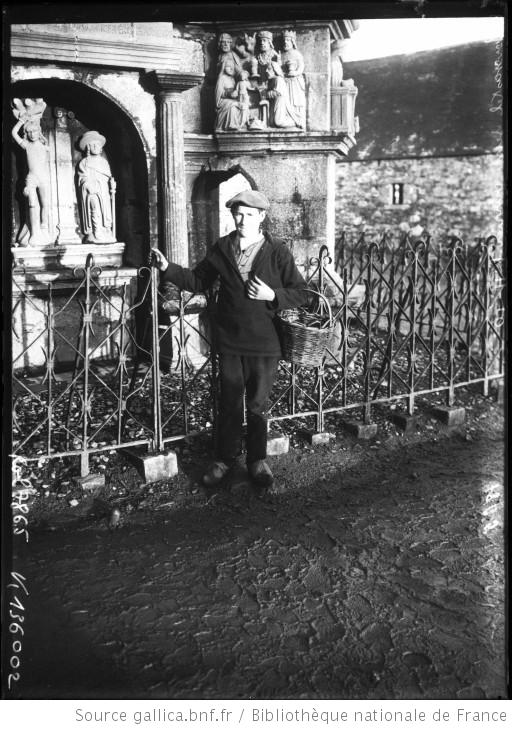
Jeune ouvrier au pied du calvaire (10 janvier 1911).
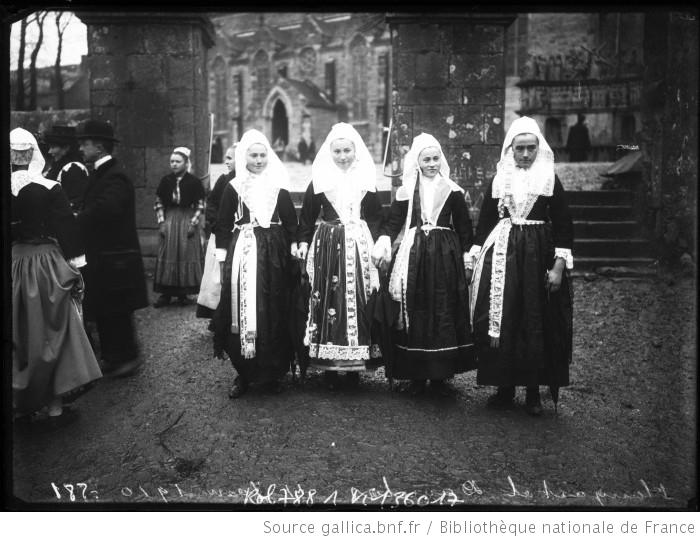
Groupe de femmes en costumes traditionnels (11 janvier 1910).
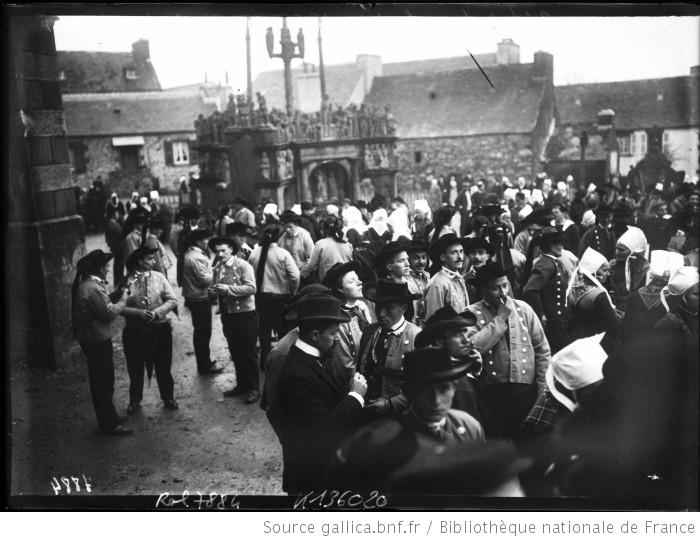
Groupe d'hommes en costumes traditionnels lors d'un mariage réunis devant le calvaire (11 janvier 1910).

### Mariages groupés

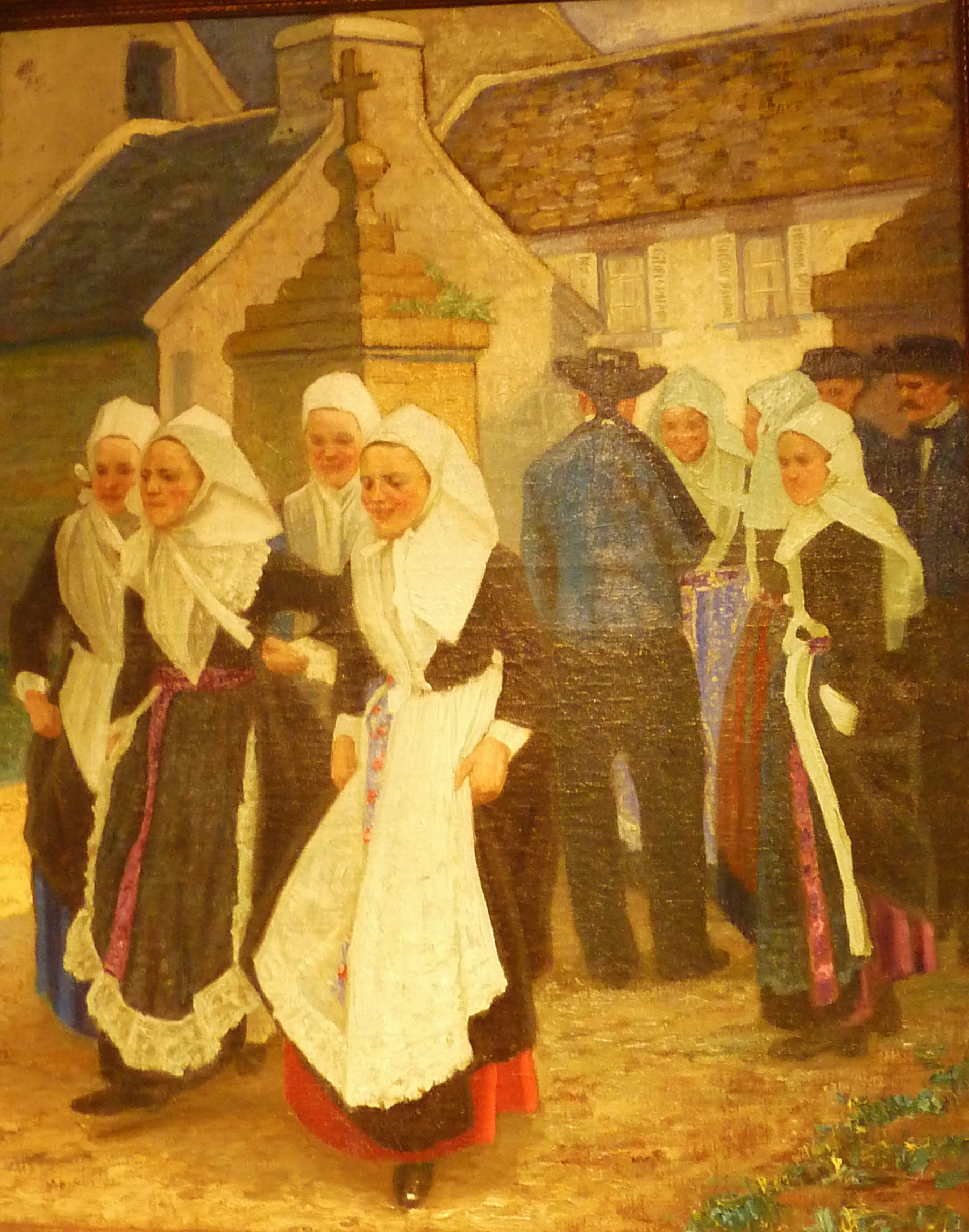
L'arrivée des fiancés à Plougastel en 1914 (par John Niemeyer).

La coutume à Plougastel était de grouper les mariages ; par exemple le 26 février 1846, 26 mariages sont célébrés le même jour ; le 9 janvier 1895 46 mariages et en 1896 34 mariages, sont célébrés le même jour, plusieurs milliers de personnes assistant à la cérémonie et aux banquets ; le 16 février 1909, 26 mariages sont célébrés le même jour ; le 14 janvier 1902, 46 mariages sont célébrés à la fois et 43 le 12 janvier 1903. Ceci explique les groupes de mariés visibles sur les photographies ci-dessus. Voici un récit du mariage groupé de 1902 :

« Les différents cortèges de mariés, portant fièrement leurs éclatants costumes, arrivaient précédés des binious et des bombardes enrubannés. Les parents se réunissaient sur la grand'place et les cortèges pénétraient lentement dans l'église paroissiale, étincelante de lumière. On admirait au passage des costumes d'une richesse inouïe, où les soies vertes, le rouge, l'orange, le jaune, le mauve, etc., toute la gamme des couleurs passait devant les yeux émerveillés. L'abbé Illiou, curé-doyen de Plougastel-Daoulas, entouré de ses vicaires, a donné la bénédiction nuptiale aux jeunes époux agenouillés devant l'autel. La vieille église, vaste pourtant, était à peine suffisante pour contenir les trois mille parents et invités. La cérémonie était terminée vers dix heures. De nombreux photographes, professionnels et amateurs, étaient groupés sur la place de l'église, les objectifs braqués vers le portail, pour saisir les nouveaux mariés qui s'y prêtaient d'ailleurs de bonne grâce. Quelques couples faisaient le tour du Calvaire [...], puis c'était la réunion dans les débits et restaurants du bourg, où les servantes de fermes offraient des jattes de lait et de la crème aux nouveaux mariés. Ainsi le veut la tradition. »

La suite de ce texte narre les banquets traditionnels, qui commençaient vers trois heures de l'après-midi, les plats abondants dont le « far » breton, les bardes plus ou moins mendiants venus chanter, les danses traditionnelles, etc. Les festivités de ce mariage groupé durèrent jusqu'au 19 janvier.
Bien entendu, les couples devaient avant l'église passer à la mairie pour les mariages civils, qui étaient célébrés en cascade les jours précédents comme l'illustre cet extrait d'un article de 1895 : « lundi et mardi, M.Nicole, maire de Plougastel, a procédé aux mariages civils à la mairie : la cérémonie a demandé toute la matinée du lundi et mardi de 8 heures à midi ; quarante-six fois le maire a lu le Code au dehors, une foule énorme attendait les nouveaux mariés. »
Le lendemain du mariage religieux, un service (= cérémonie religieuse) réunissait tous les nouveaux mariés à l'église et on priait pour les morts de la famille ; ensuite la fête recommençait pour cinq ou six jours.
Les textes intégraux du récit des mariages groupés de 1901, publié dans le journal Le Gaulois, et 1902, publié dans le journal Ouest-Éclair, sont aussi consultables. Les derniers mariages groupés ont été célébrés en 1937.

### Tradition dubreuriez

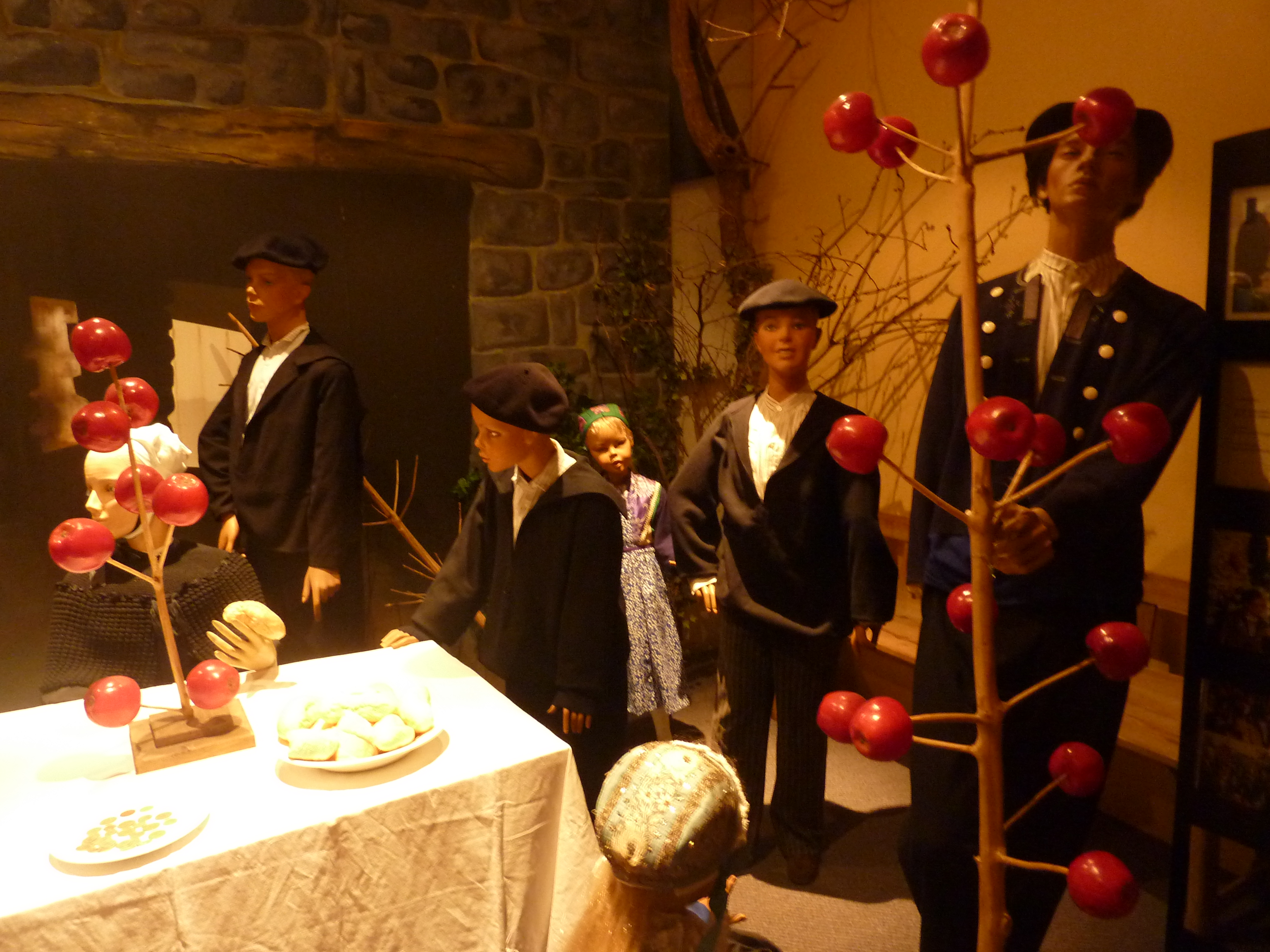
Arbres à pommes (Musée de la fraise et du patrimoine de Plougastel).

Les hameaux étaient regroupés en breuriez, confréries à base territoriale impliquant collectivement le culte des morts et l'entraide aux vivants. La cérémonie du Breuriez est un rituel commémoratif qui se déroule chaque 1er novembre.

### Feux de la Saint-Jean
La nuit de la Saint-Jean, les Plougastellenn avaient l'habitude d'allumer des feux imposants, comme celui que décrit Eugène Parès en 1886 :

« Le plus animé, le plus brillant des feux de la côte, était certainement celui allumé devant la petite chapelle de Saint-Jean, vieil édifice bâti à quelques mètres du rivage que des lames fortes et impétueuses baignent toujours.
Le feu, allumé en face du porche, jetant au ciel ses panaches ondoyants de flammes et de fumée que la brise du soir faisait flamber joyeusement, reflétait ses lueurs ardentes sur les pierres grises et rongées de la chapelle [...].
Une multitude de paysans, de pèlerins, accourus de bien loin pour assister à la première messe qui devait ouvrir le pardon, causaient autour du brasier, ou répondaient aux prières que les vieillards récitaient pour le repos des âmes de ceux qui manquaient la fête annuelle.
Plus loin se voyaient les silhouettes blanches des baraques des marchands forains et, dans les champs voisins, des restaurateurs, en plein vent, préparaient à la lueur des torches, des aliments pour le nombre considérable des visiteurs, qui, le lendemain, devaient affluer au pardon, un des plus considérables de la Bretagne. »

Le journal L'Ouest-Éclair écrit le 25 juin 1900 :

« La côte de Plougastel offrait hier soir, à la nuit tombée, un bien curieux aspect. Çà et là de longues gerbes de flammes montaient vers le ciel. C'étaient les feux que, par suite d'une antique coutume, on allume chaque année en Bretagne, en l'honneur de la Saint Jean. Du haut du cours d'Ajot, du port de Commerce et de la place de Kerjean-Vras, le spectacle était féérique ! Aussi, nombreux étaient les Brestois qui s'attardaient pour jouir de ce spectacle pittoresque.
À Brest même, au Gaz, au Pilier-Rouge, à Lambézellec et à Saint-Pierre-Quilbignon, des feux ont été allumés et des groupes joyeux se sont formés pour danser de gaies farandoles. »

### Bagad et cercle

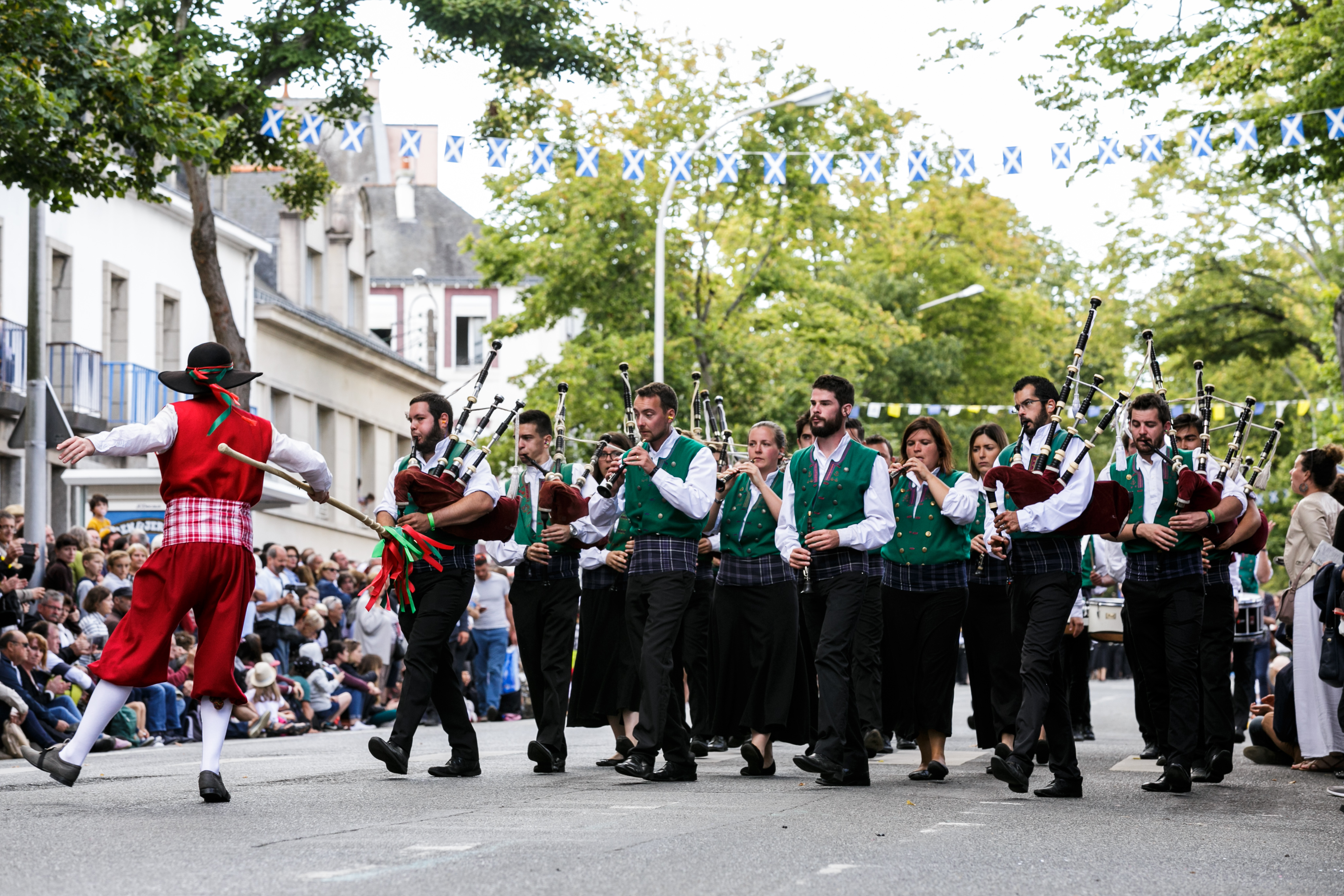
Le Bagad Plougastell lors du festival interceltique de Lorient.

Le Bagad Plougastell est une formation de musique traditionnelle bretonne. L'ensemble comporte aussi un bagad école, le Bagadig, formé par l'association "Ribl An Elorn".
Le cercle celtique Bleunioù Sivi fondé en 1946, est animé notamment par Lili Bodénès.

## Sites et monuments

### Sites naturels et environnement
- Le panorama de Keramenez : ce « village de la montagne » (c'est ce que signifie son nom en langue bretonne) est situé à 85 mètres d'altitude et offre, au milieu d'un paysage de landes et de garennes, un remarquable point de vue sur l'anse de Lauberlac'h et son poulier, long de 370 mètres, qui coupe presque en deux ladite anse, sur la pointe de Rosegad et plus généralement sur la rade de Brest.
- Les rochers de Plougastel dominent l'estuaire de l'Élorn et offrent, outre des points de vue sur l'agglomération brestoise et les ports de Brest, des sites d'escalade. Les plus connus, situés dans le bois de Kererault, sont le Rocher de l'Impératrice et le Rocher Imperator[162], dénommés ainsi en raison de la visite de l'impératrice Eugénie de Montijo à Plougastel, formés de grès du Dévonien et parsemés de veines de quartzite et de marbre. Ces roches ont été fortement comprimées, ce qui explique le pendage presque vertical des couches orientées nord-est / sud-ouest. Ces rochers d'escalade offrent 87 voies, le dénivelé maximal étant de 35 mètres. Le rocher de Roc'h Nivélen, situé dans l'axe du pont Albert Louppe, est le plus haut et le plus spectaculaire : il culmine à 112 mètres, et la vue que l'on peut admirer de son sommet s'étend à l'est de Landerneau, jusqu'au-delà du goulet à l'ouest. On y accède très facilement par le "village" du même nom. Dans son roman La Maison du Cap Hippolyte Violeau décrit ce site avec une grande précision poétique.
- Le patrimoine géologique de Plougastel est riche et diversifié : ancien récif corallien à la pointe de l'Armorique, pouliers de Lauberlac'h et du Caro (ce dernier ayant été largement transformé par la création d'une route littorale), filons de kersantite au Caro, à Porsguen, à la pointe de l'Armorique[163],[164].
- La presqu'île de Plougastel présente des sites d'habitat naturel très diversifiés aussi bien marins[165], littoraux ou terrestres, dont plusieurs sont inscrits Natura 2000[166] : lande naturelle sèche, vasières et prés salés, boisements humides, prairies humides de fond de vallée, estrans rocheux, bancs de maërl, espèces animales et végétales remarquables[164]
- Les ports : en raison de sa géographie péninsulaire, la commune possède 7 ports, dont 4 reconnus juridiquement :
  - Le port de Lauberlac'h, port traditionnel de pêche aux coquillages : coquilles Saint-Jacques, coques, palourdes, couteaux, bigorneaux. Bien abrité au fond de son anse, ce port était le lieu de chargement des fraises pour les vapeurs anglais et les Brestois y venaient manger des fraises autrefois le week-end. Une cale y fut construite en 1880[167].
  - Le port du Tinduff était autrefois le port le plus animé de la presqu'île de Plougastel, célèbre pour ses prunes que l'on transportait par bateau au marché de Brest. Il a connu son âge d'or pendant l'entre-deux-guerres avec la pêche à la coquille Saint-Jacques. C'est désormais un port de plaisance notable offrant plus de 200 mouillages.
  - Le port du Caro faillit devenir un terminal d'approvisionnement pétrolier dans la décennie 1970 mais le projet n'aboutit pas
  - Le port du Four à Chaux

Trois autres petits ports existent au Passage, à Keraliou et à Porsmeur.

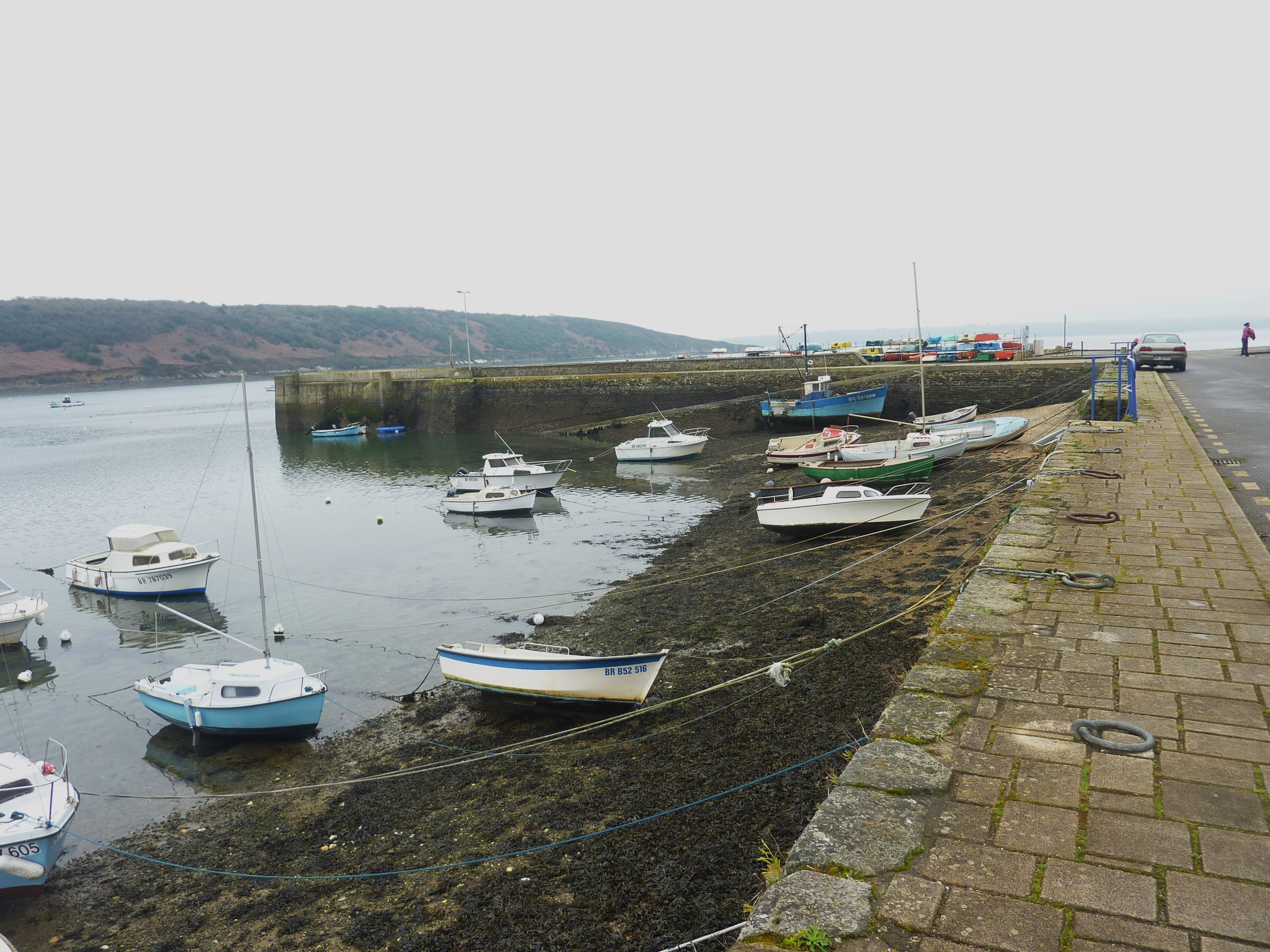
Le port de Lauberlac'h.
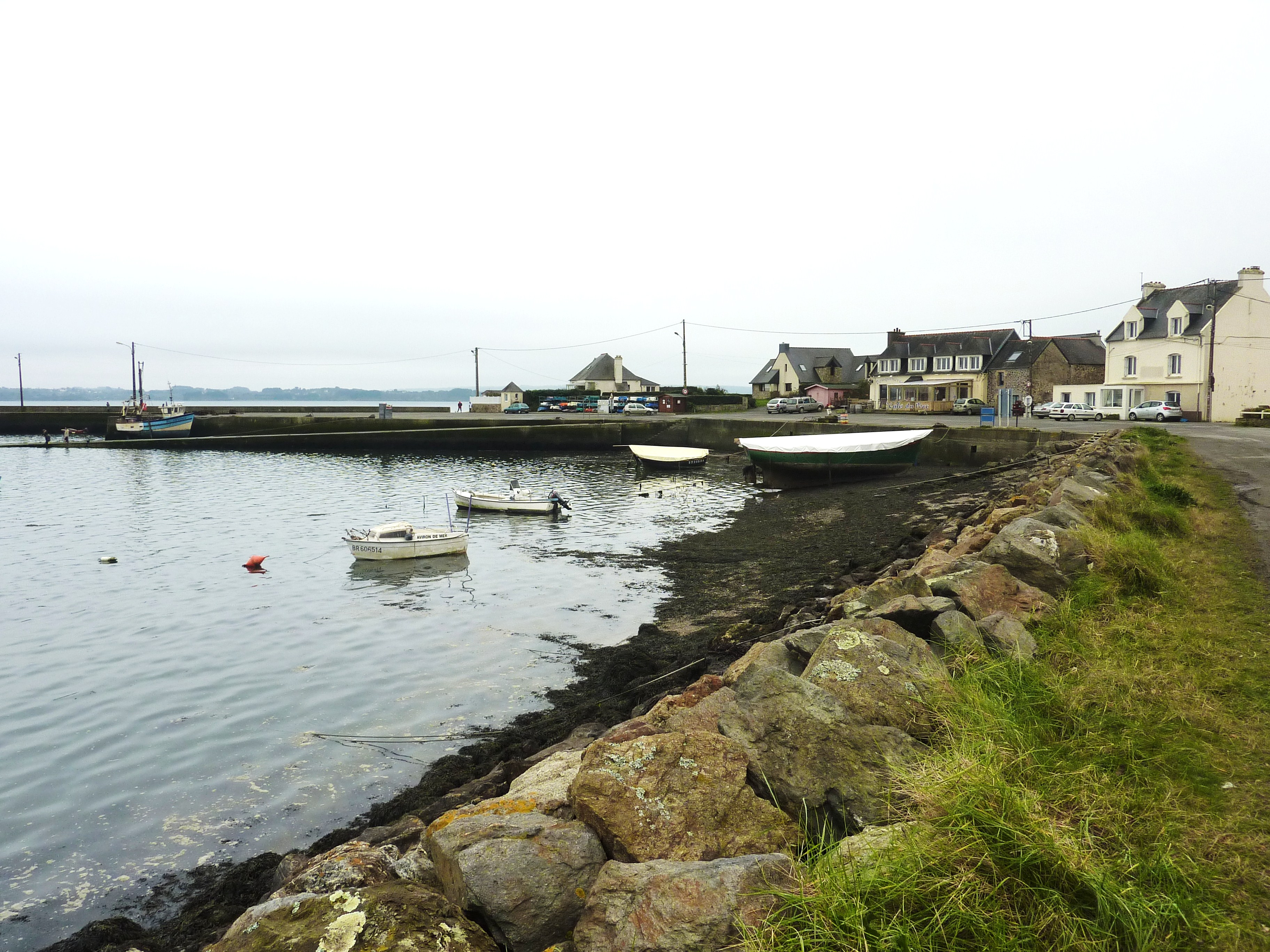
Le port du Tinduff.
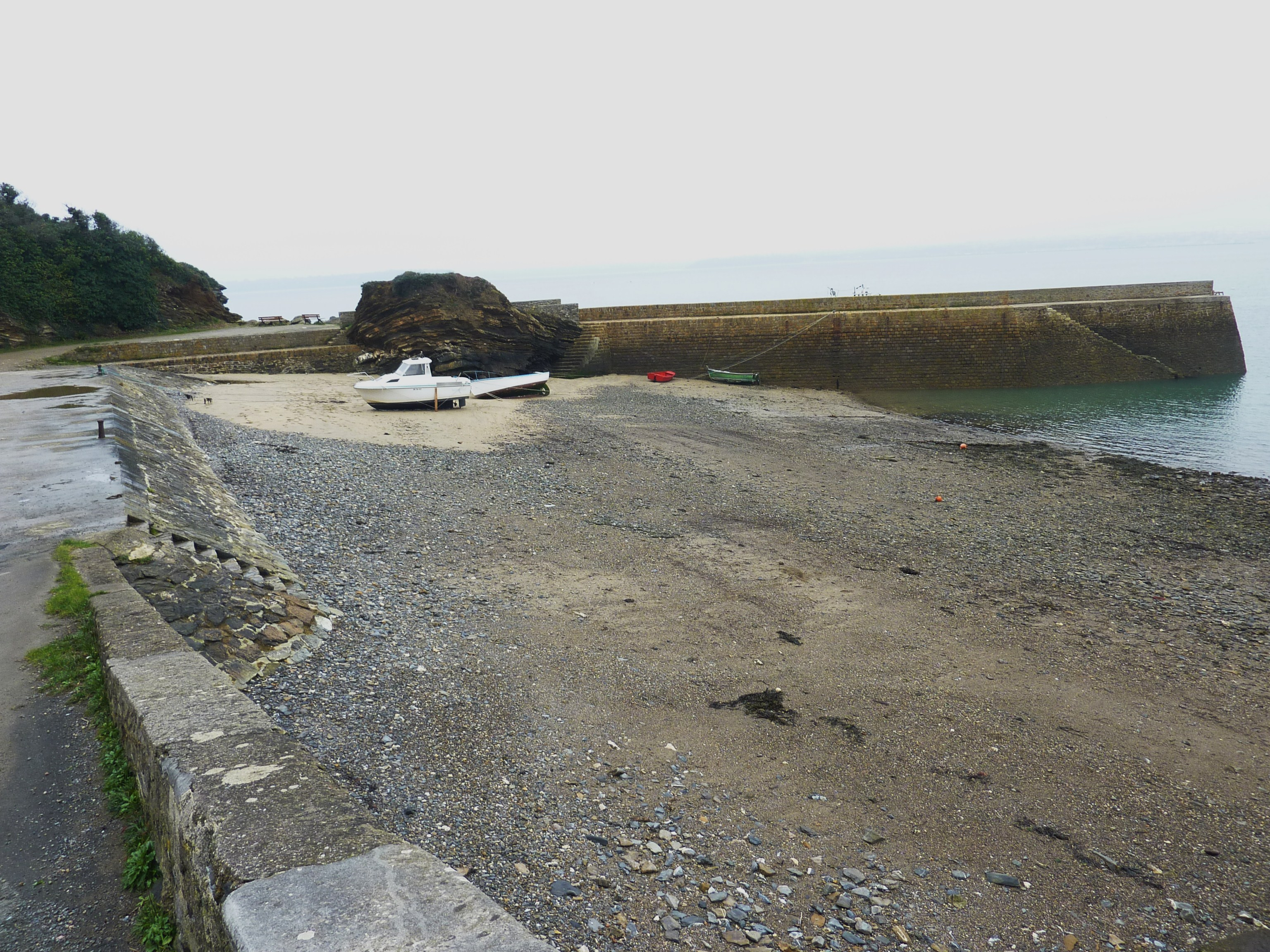
Le petit port de Porsmeur.
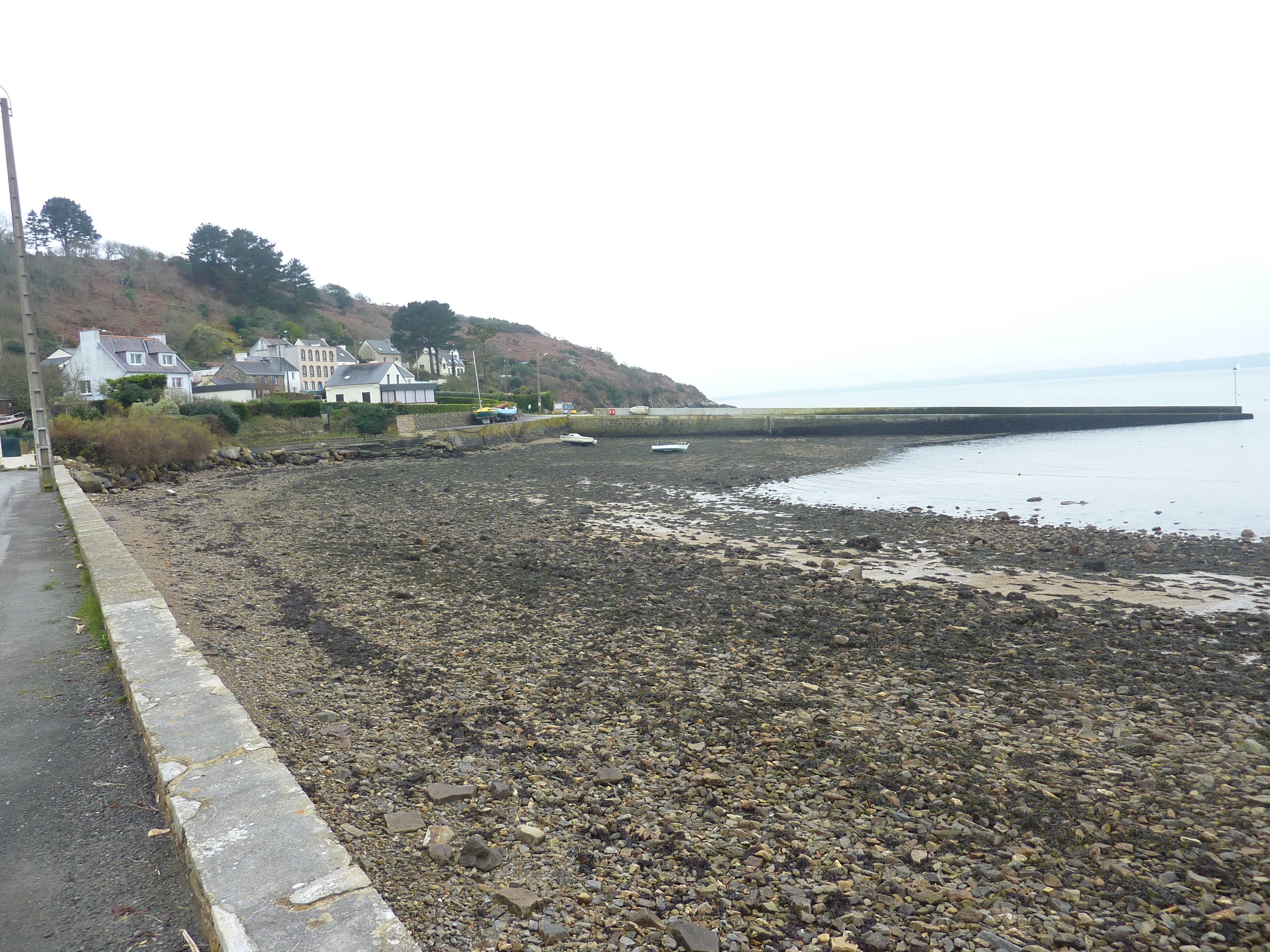
La grève et le port du Caro.

### Vieux gréements (patrimoine maritime)

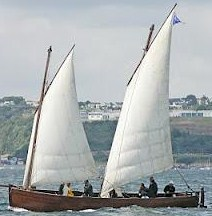
La Marie-Claudine, chaloupe de la rade de Brest.

Les ports de la presqu'île abritent quelques voiliers remarquables, comme :
- le Saint-Guénolé, un coquillier, construit en 1948
- la Marie-Claudine, une chaloupe ou yole de la rade de Brest, non pontée sauf aux deux extrémités, construite en 1990 d'après des plans datant du XVIIIe siècle
- le Loch Monna
- la Belle Germaine
- le Général Leclerc
- le Sav-Heol
- le Dalh-Mad
- l'Ortegal

### Monuments religieux

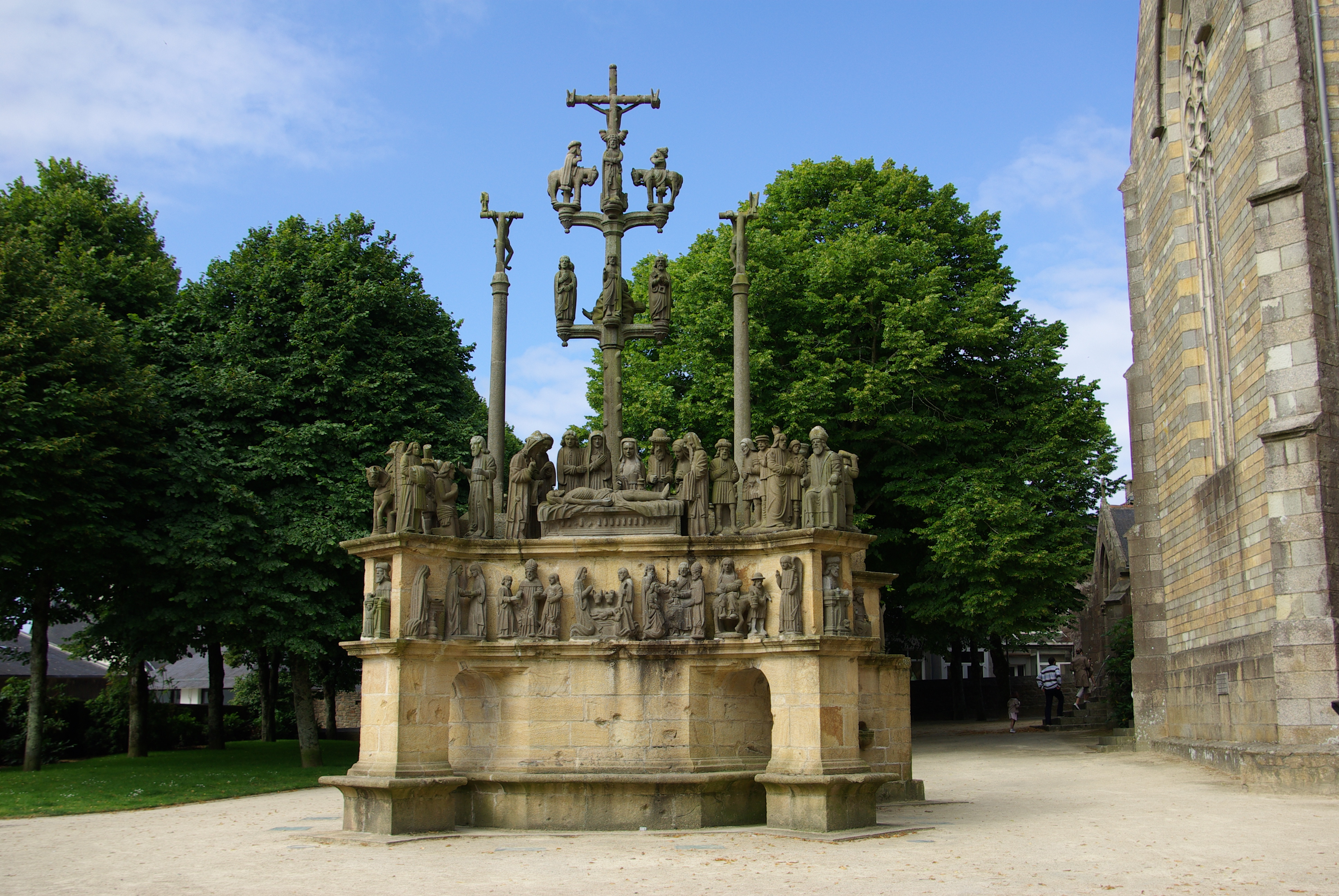
Face est du calvaire de Plougastel-Daoulas.

- Le calvaire de Plougastel-Daoulas date de 1602 - 1604.

Sur une base en granit jaune de Logonna-Daoulas, environ 180 statues sculptées dans du kersanton de couleur bleue, illustrent des scènes bibliques de la vie du Christ ou des scènes légendaires comme la fameuse Katell Kollet (Catel Collet). Il s'agit d'un des sept grands calvaires de Bretagne. Il a été érigé à la suite de l'épidémie de peste de 1598. Un escalier près du contrefort nord-ouest permet d'accéder à la plate-forme centrale où s'installait autrefois le prédicateur.
Le chanoine Jean-Marie Abgrall a fait une longue description, très détaillée, de ce calvaire. Léon Le Berre a ainsi décrit ce calvaire en 1937 :

« Le calvaire rappelle beaucoup celui de Guimiliau [...] construit quelques années auparavant. Le massif carré aux angles formés de contreforts, pecés d'arcades, accostés des quatre Évangélistes, est surmonté des statues de saint Pierre et de saint Sébastien. un ange recueille le sang du Christ et Longin, le porte-lance, dont la tradition veut qu'une goutte de pluie sacrée l'ait guéri du mal d'yeux, se protège la vue de la main gauche. Sans doute rappelle-t-il ainsi la spécialité pour laquelle l'implora le Moyen Âge, lui l'auteur du drame de la Passion, devenu lui-même un Saint. Un autre converti, digne des soins de l'artiste populaire, est Dixmas, le Bon Larron dont un ange guette l'âme au haut de son gibet. Le diable fait la même offre, pour le brigand impie et blasphémateur, même geste, résultat différent.
Ainsi qu'à Guimiliau, une foule de personnages, costumés dans le goût du temps, ajoutent au fourmillement de règle dans nos calvaires le pittoresque de l'anachronisme, par exemple ces paysans en bragou-braz (ce vêtement commençait à peine pour la campagne, en 1602), et précédant le cortège avec des binious comme l'a décrit Émile Souvestre. À la vérité, il y a chez ces « santons » de granit moins de truculence peut-être qu'à Guimiliau, mais plus de recueillement aussi dans les scènes où ils participent comme « l'Entrée triomphante de Jésus à Jérusalem ». »

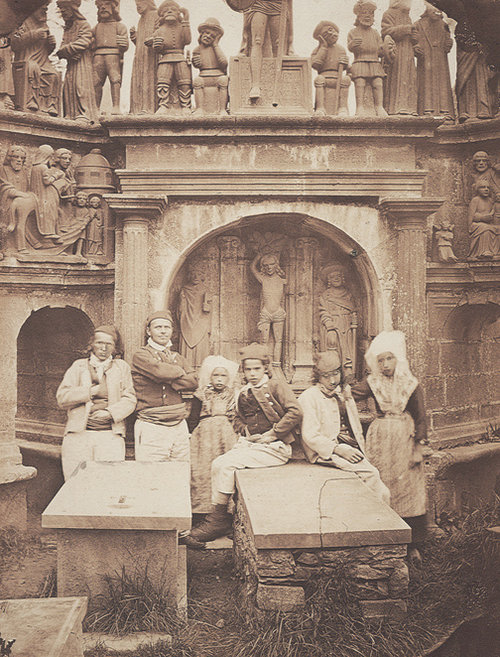
Groupe au pied du calvaire, photographié par Geneviève Élisabeth Disdéri en 1856.
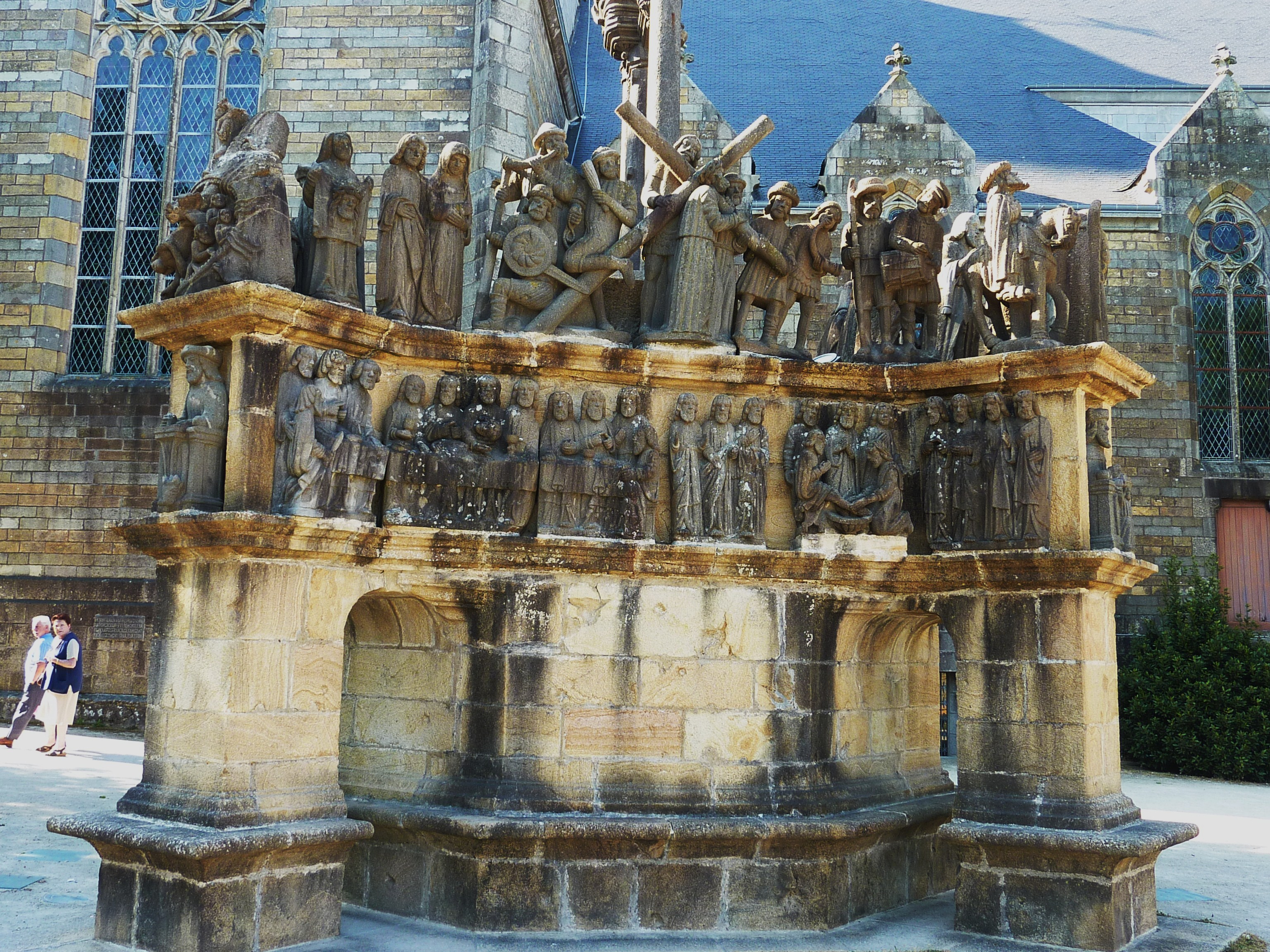
Le calvaire de Plougastel : vue d'ensemble de la partie basse.
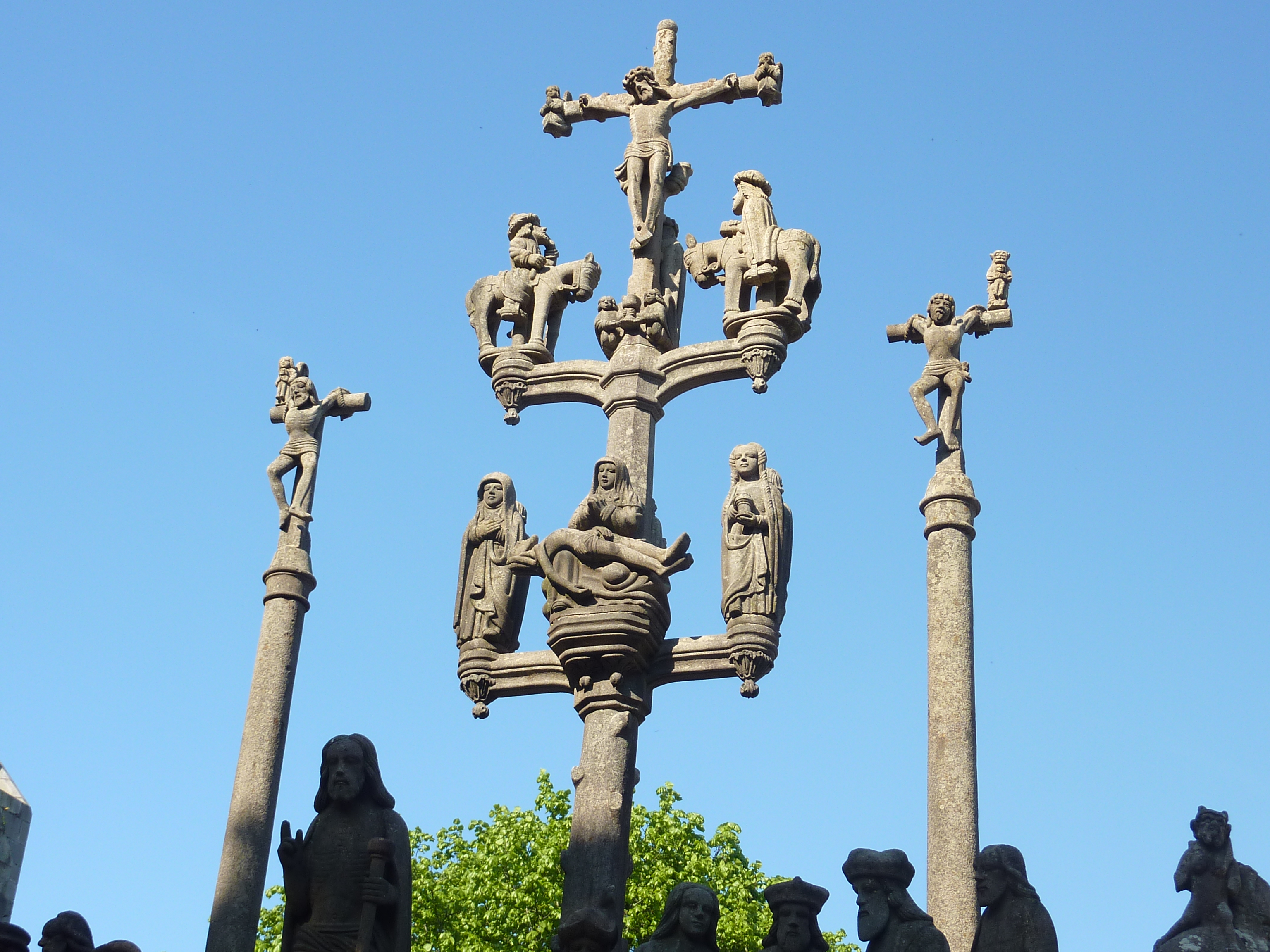
Le calvaire de Plougastel : vue d'ensemble de la partie haute.
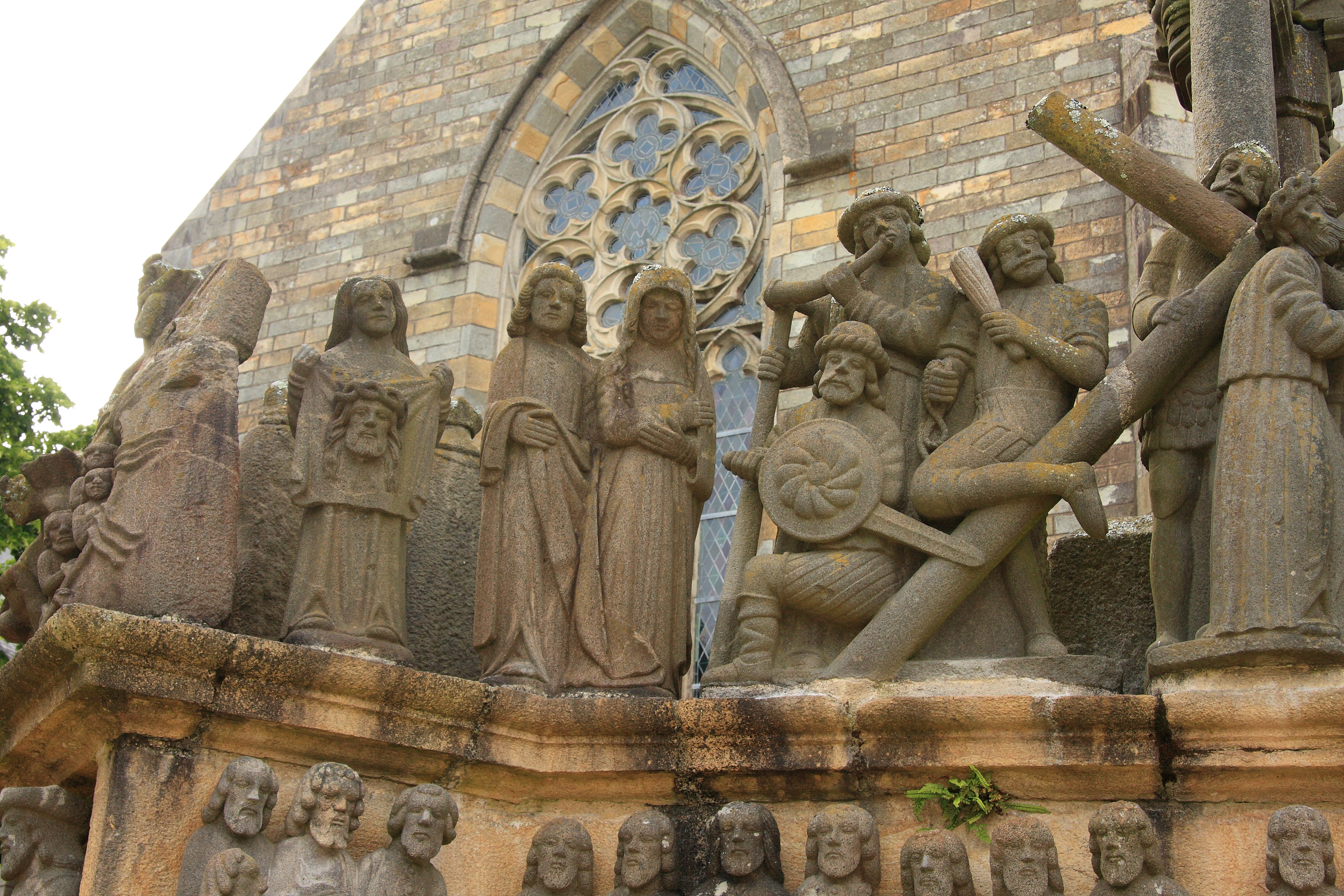
Détails du calvaire 1.
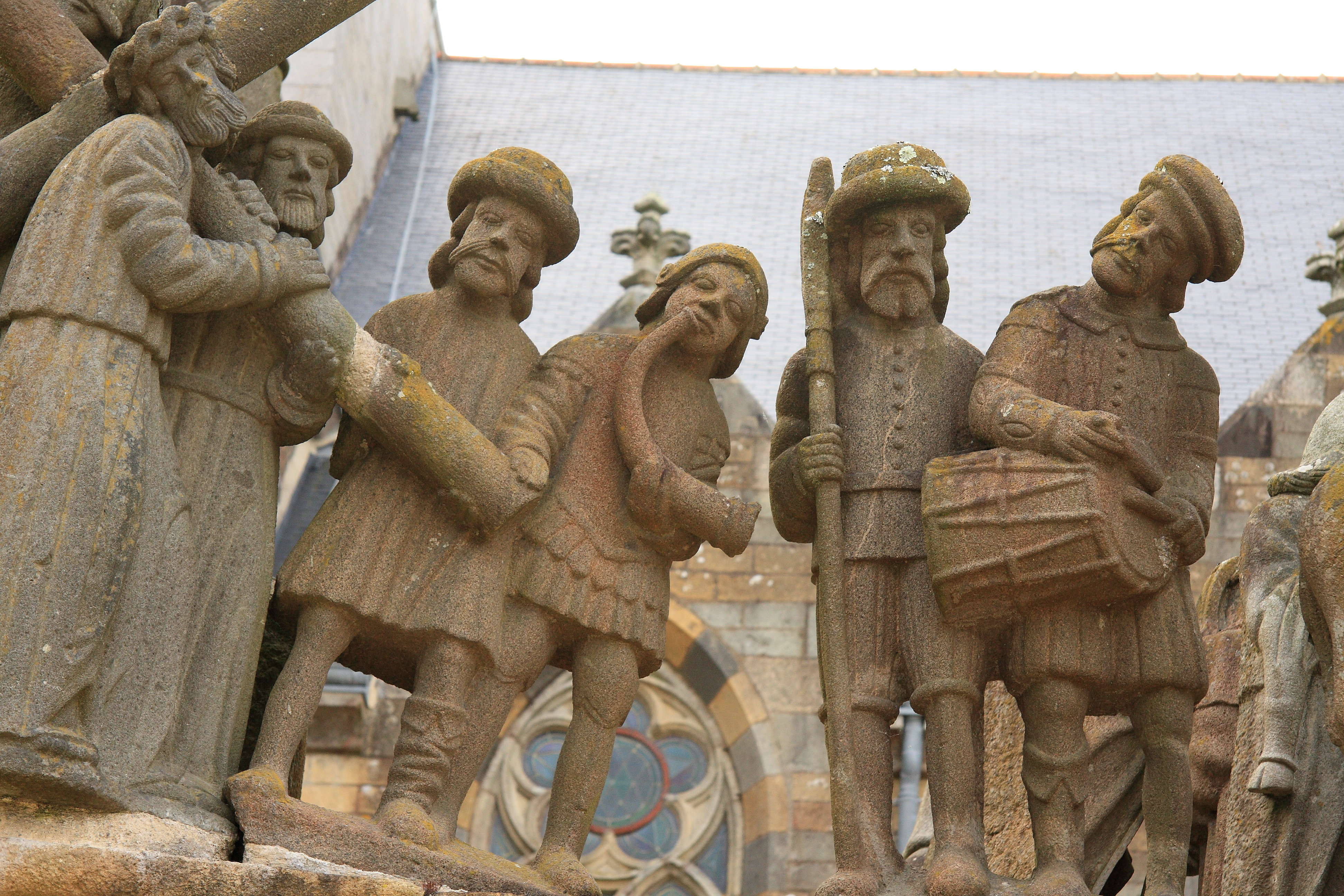
Détails du calvaire 2.
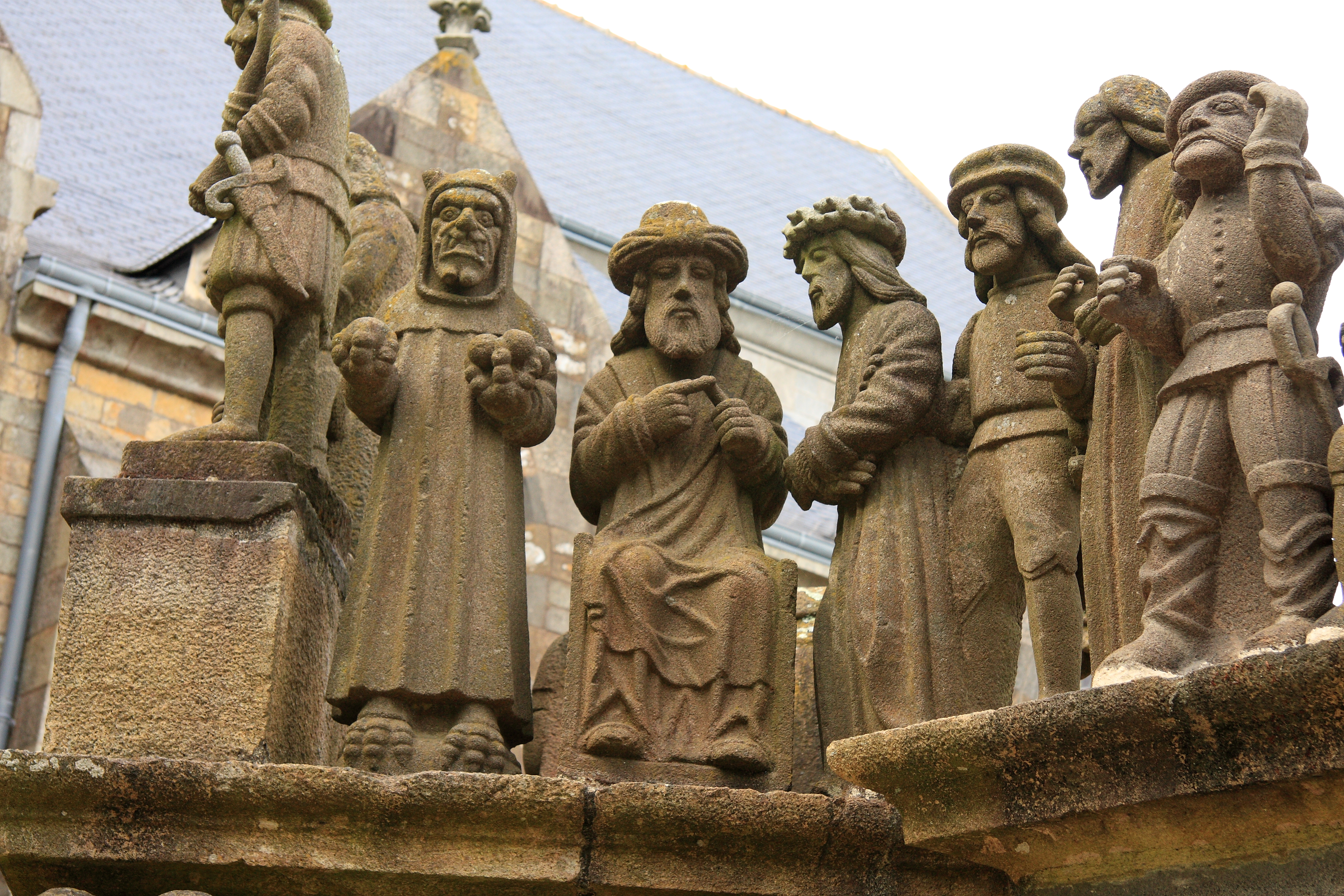
Détails du calvaire 3.
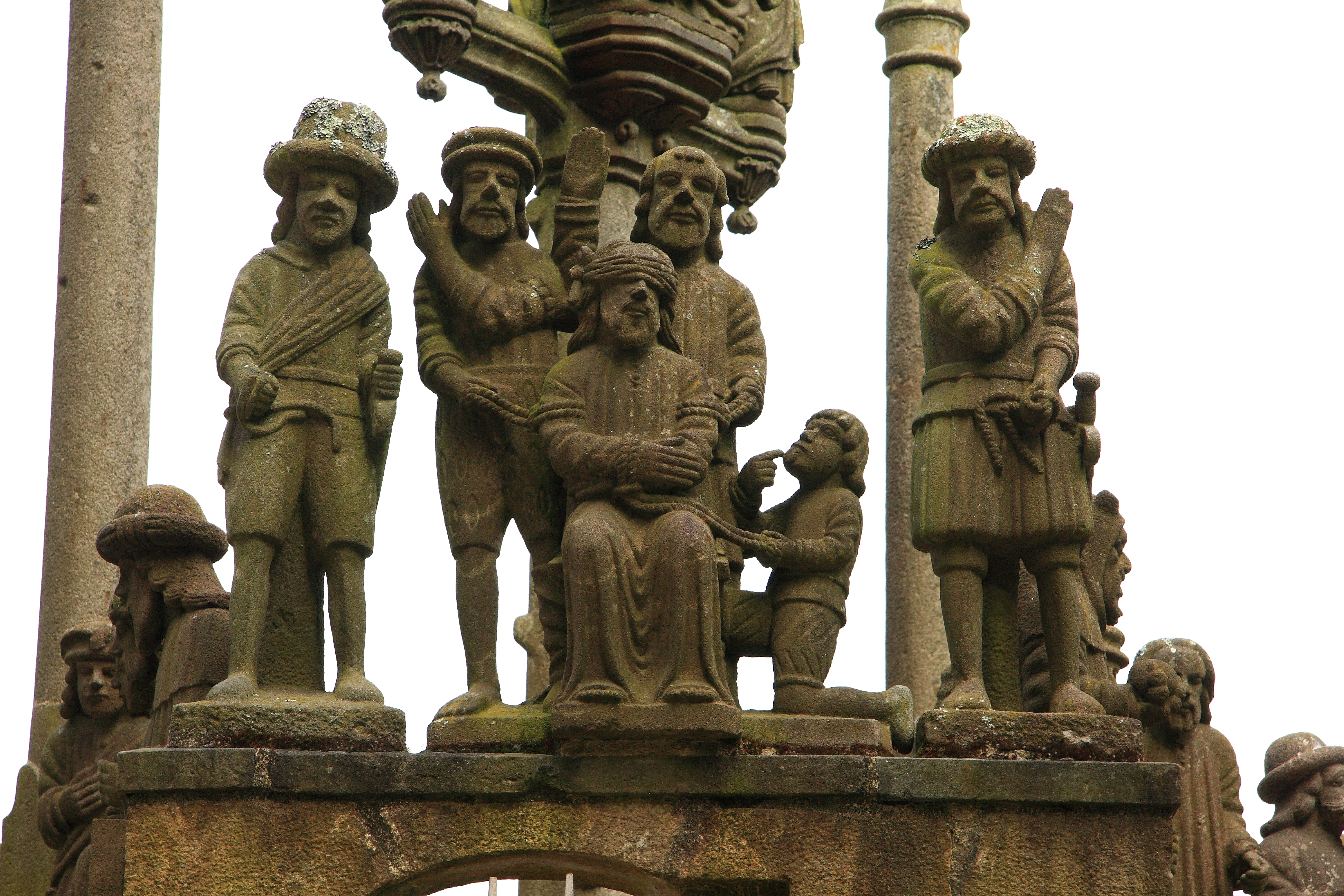
Détails du calvaire 4.

En 1944, lors de l'avancée américaine vers Brest, le calvaire est touché par des obus et plusieurs statues sont détruites ainsi que trois croix. John D. Skilton, officier américain, créa dans son pays la Plougastel Calvary Restoration Fund Inc afin de recueillir les fonds nécessaires à la restauration du calvaire. Une autre restauration a eu lieu en 2004.
- L'église paroissiale Saint-Pierre, autrefois prieuré dépendant de l'abbaye de Daoulas, datant du XVIIe siècle, mais devenue trop petite, fut détruite en 1870 (le cimetière fut alors déplacé) et remplacée par une église de style néogothique due à l'architecte Joseph Bigot. Celle-ci fut presque entièrement détruite pendant la Seconde Guerre mondiale par les bombardements américains des 23 et 24 août 1944, y compris son magnifique buffet d'orgues et ses fonts baptismaux ; reconstruite hâtivement (son clocher est en béton), elle possède toutefois quelques mobiliers intéressants : une descente de croix et deux retables : le retable de Saint-Pierre et le retable du Rosaire.

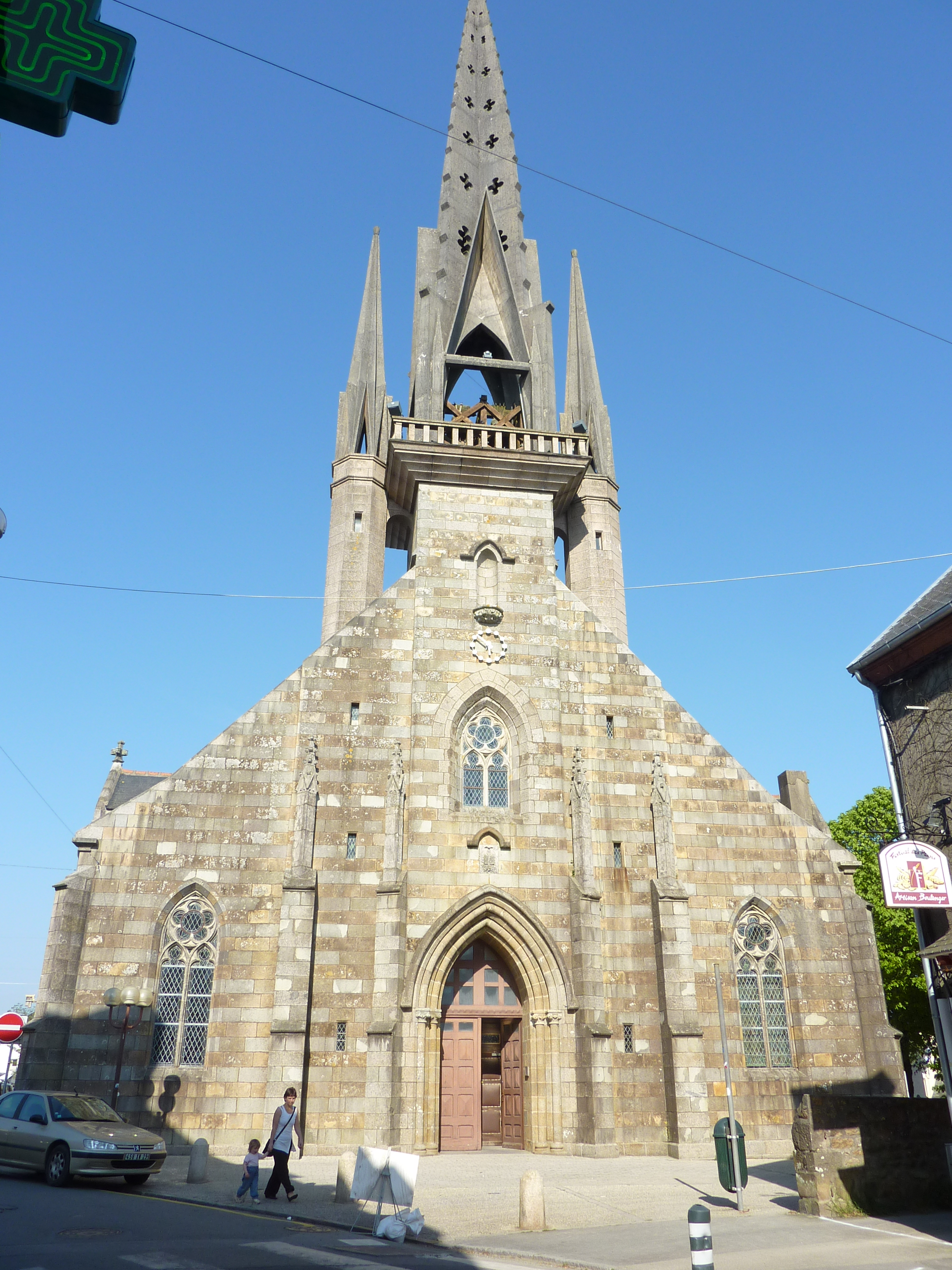
La façade de l'église paroissiale.
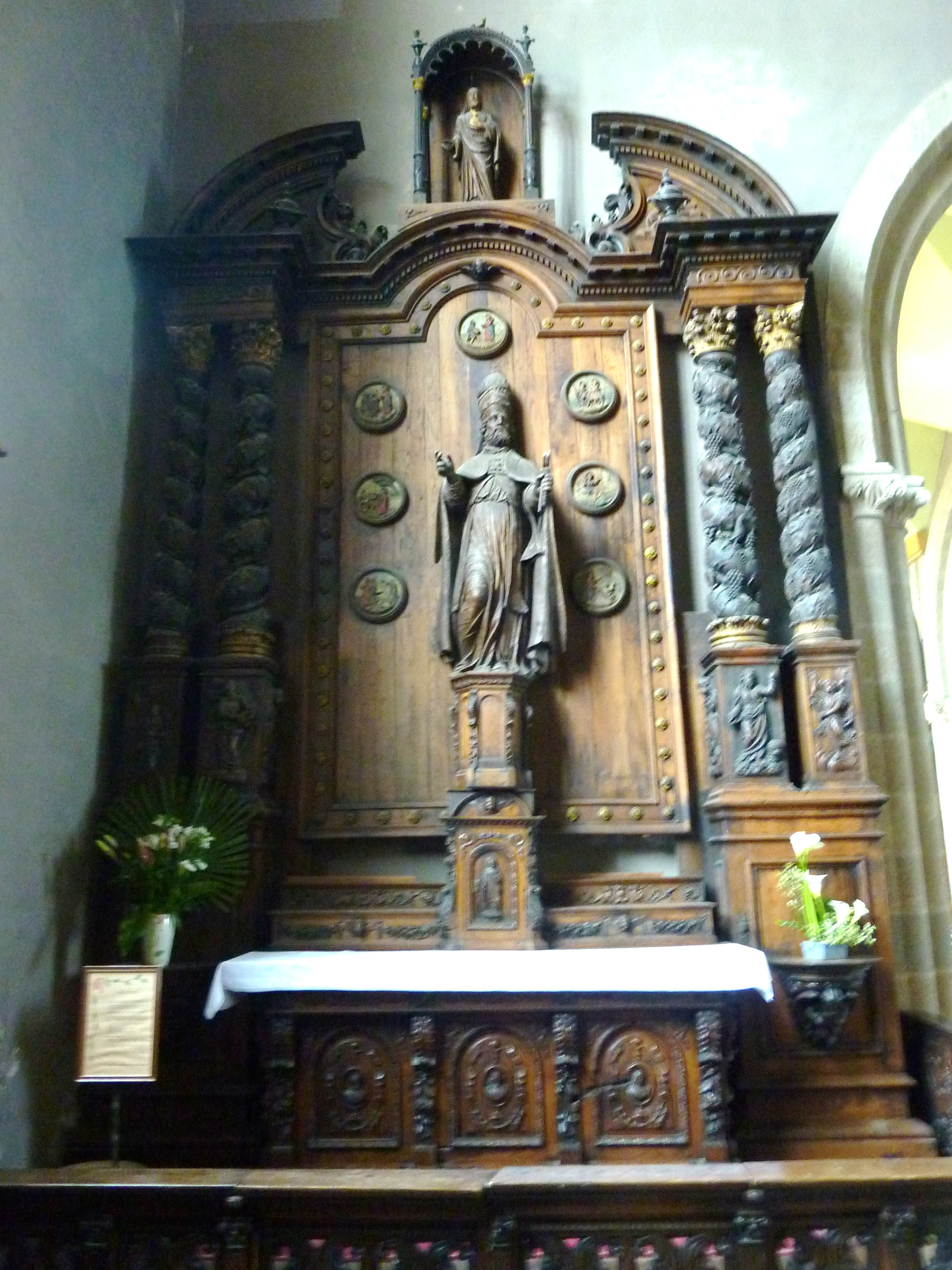
L'église paroissiale, le retable de Saint-Pierre (1660, en bois).
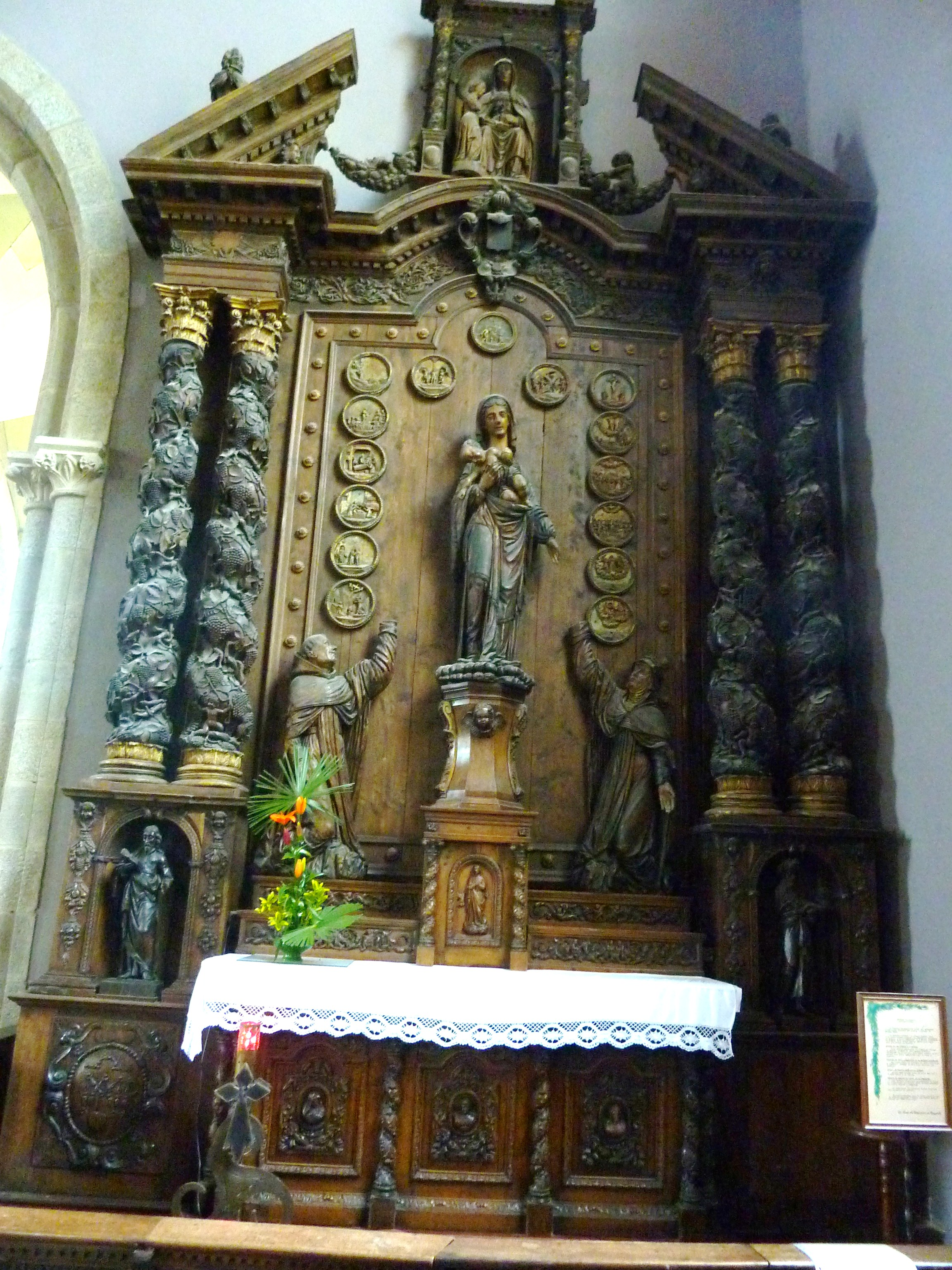
L'église paroissiale, le retable du Rosaire (1660, en bois).
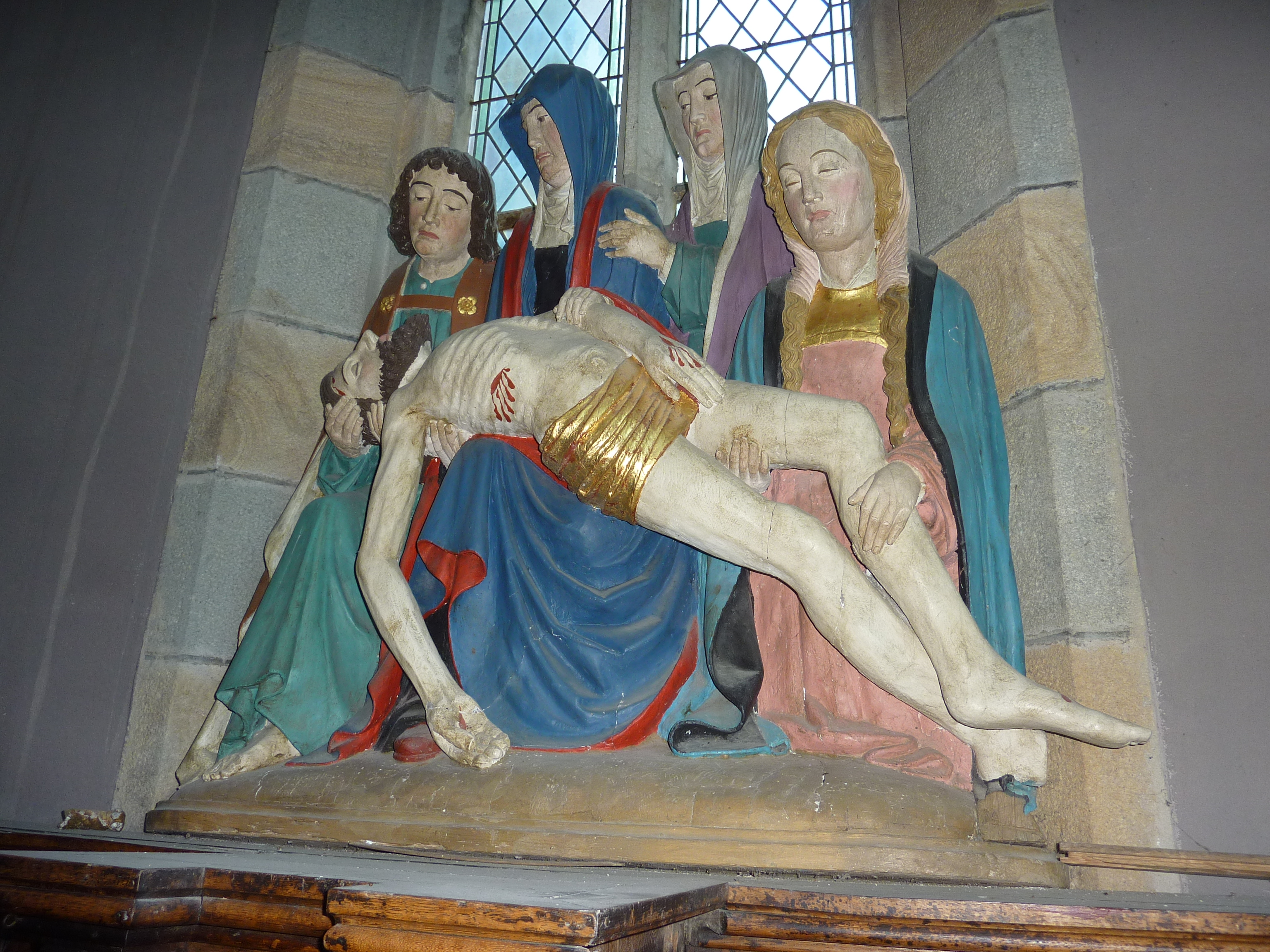
L'église paroissiale, descente de croix (fin XVe siècle ou début XVIe siècle).

La presqu'île abrite huit chapelles :
- La chapelle Saint-Jean était située à proximité du Passage Saint-Jean, elle fut agrandie en 1407, rénovée en 1780 et vendue comme bien national en 1796[174] ; son pardon avait lieu lors du solstice d'été le 24 juin (Les Plougastels y vendait des oiseaux dans des cages d'osier, d'où le surnom de « pardon des oiseaux »), on y implorait la guérison pour la vue, et le prêtre apposait sur la partie malade un œil d'argent, retenu par une chaîne à la statue même du Baptiste[172]. Le pardon de 1877 est décrit dans un article de la revue La Semaine des Familles[175]. La chapelle a été partiellement détruite pendant la Seconde Guerre mondiale et restaurée depuis.
- La chapelle Saint-Languy[176] (ou Languis ou Languiz), située au Passage. Saint Languy est célèbre aussi par sa source : « Les paysans d'alentour, gens de foi !, y viennent plonger les chemises des enfants en langueur, pour en rapporter la guérison » écrit Mme de Mauchamps en 1877[177]. Paul Sébillot en 1904 écrit : « On va la consulter lorsque l'ombre de la mort semble planer sur une personne chère ; si elle est pleine, l'heure du malade n'est pas encore sonnée ; si au contraire elle est tarie, c'est signe de mort inévitable ; s'il reste quelques gouttes sur la vase au fond de l'excavation, il faut les recueillir et, rentré au logis du malade, vers sur lui le contenu de la fiole. Saint Languiz le guérira ou le délivrera immédiatement de ses souffrances[178] ».
- La chapelle Sainte-Christine, construite en 1695, dédiée à sainte Christine dont la Légende dorée fait une nièce de saint Hervé (c'est très incertain). Il est plus probable que ce vocable de « Chapel Langristin » évoque un vieux saint celtique, Sant Kristin, aujourd'hui oublié et dont le culte fut remplacé par celui de sainte Christine, qui fut tuée à coups de flèches vers l'an 300 pour avoir refusé des sacrifier aux idoles. Cette chapelle abrite sous son toit des statues de saint Éloi, saint Côme et saint Damien. La chapelle possède de nombreuses statues des XVe siècle, XVIe siècle et XVIIe siècle, des statuettes de procession et un reliquaire rapporté de Rome en 1735. Son cimetière possède une statue géminée de la Vierge et de sainte Christine. Le clocher de la chapelle a été détruit par un obus lors des combats de 1944 et reconstruit en 1975. Son pardon se déroule le dernier dimanche de juillet.

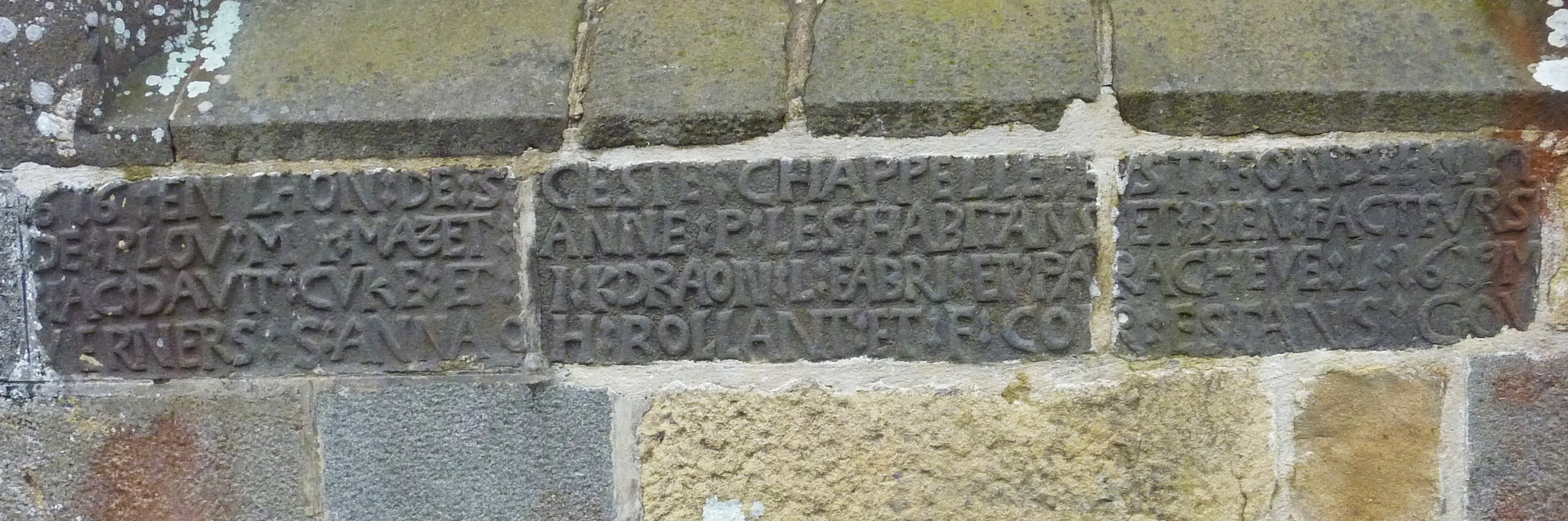
Inscription en lettres gothiques sur l'un des murs de la chapelle Saint-Adrien.

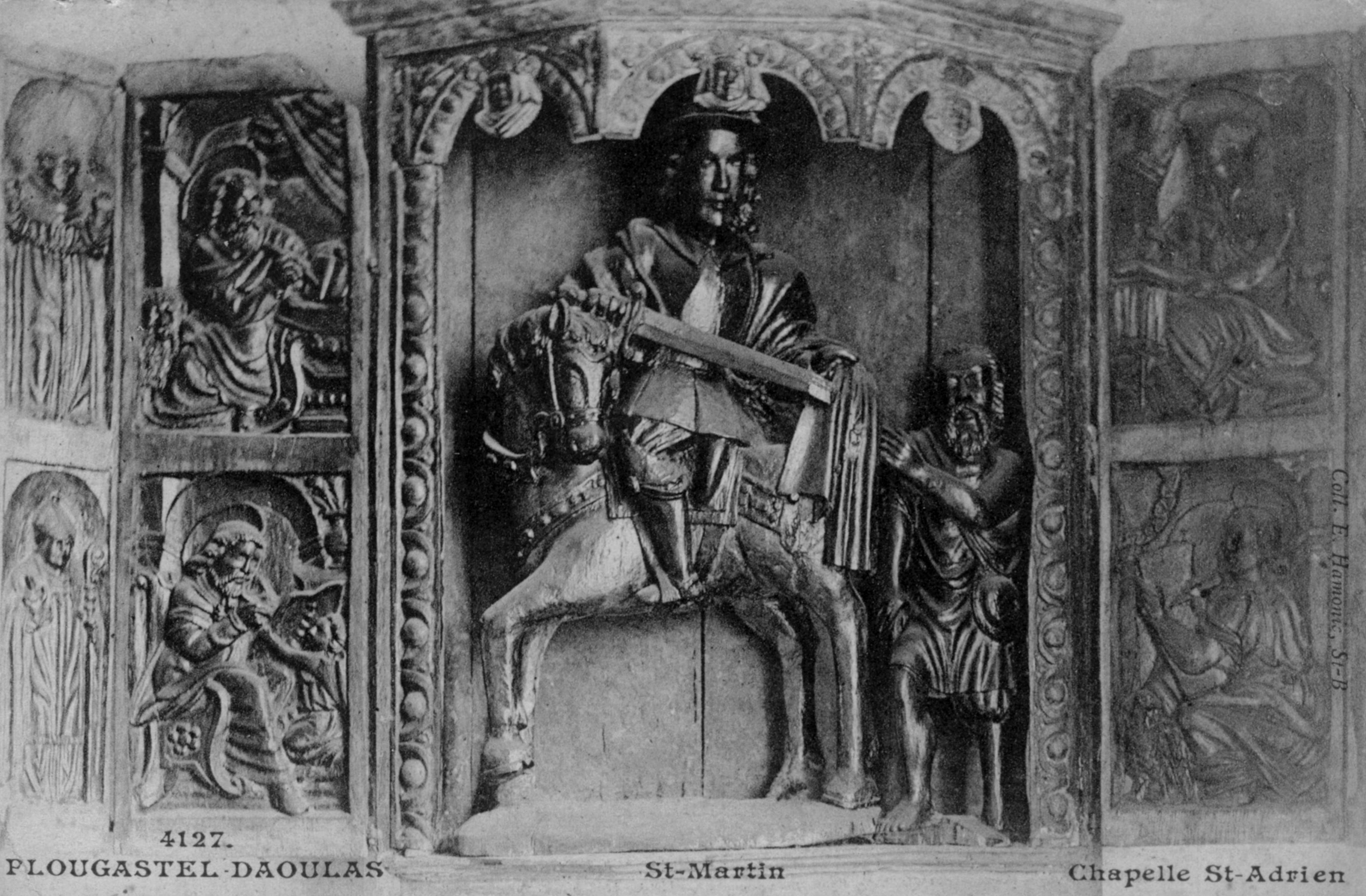
Plougastel-Daoulas. Chapelle Saint-Adrien. Saint-Martin. (Coll. E. Hamonic, St.-B.).

- La chapelle Saint-Adrien, située au fond de l'anse de Lauberlac'h. Saint Adrien est un ancien évêque de Canterbury (Angleterre). D'autres hypothèses affirment que c'est saint Drenan (un saint breton quasi inconnu) ou encore Adrien de Nicomédie qui y est vénéré. Son culte à cet endroit surprend, mais s'explique probablement par une confusion avec saint Derrien, lequel est lié à l'Élorn et à La Roche-Maurice. La chapelle daterait de 1549 selon une inscription en lettres gothiques située sur l'un des murs de la chapelle. La chapelle est décorée de nombreuses statues polychromes des XVIe siècle et XVIIe siècle. Le calvaire du placître date de 1594 et comprend des statues de la Vierge, de saint Jean, de sainte Madeleine et d'un moine. Son pardon se déroule le deuxième dimanche de mai.
- La chapelle Saint-Guénolé date de 1514 ; elle se trouve au village de Penn ar Ster ; elle vénère saint Guénolé, fondateur de l'abbaye de Landévennec et qui aurait aussi vécu un temps sur l'île de Tibidy, proche de Plougastel-Daoulas. Un vieux moulin et deux lavoirs se trouvent à proximité et, un peu plus loin, une modeste fontaine.
- La chapelle Saint-Trémeur[179], consacrée à saint Trémeur : c'est la plus petite et la plus remaniée des chapelles de la commune. Elle possède une pietà du XVIIe siècle et une statue du Père éternel qui date probablement du XVe siècle, ainsi que d'autres statues en pierre et bois polychrome des XVIe siècle et XVIIIe siècle. Son pardon se déroule le deuxième dimanche de juillet.
- La chapelle Saint-Claude honore saint Claude, évêque de Besançon au VIIe siècle. De son placître, on vit l'estuaire de l'Aulne et le sommet du Ménez-Hom. La chapelle possède des statues de saint Claude (sur le retable du maître-autel); de saint Éloi, saint Loup, saint Laurent et saint Charles. Son pignon ouest est du XVIIe siècle et orné d'une porte moulurée en anse de panier. La chapelle possède un beau retable du XVIIe siècle de belles sablière)s, des statuettes de procession et un reliquaire. Son pardon a lieu chaque deuxième dimanche de septembre[180].
- La chapelle Notre-Dame de la Fontaine-Blanche[181]. C'est un ancien prieuré construit au XVe siècle, qui dépendait de l'abbaye de Daoulas. La chapelle a trois autels dus à Jean Davesnes, abbé de Daoulas, et dédiés à Notre-Dame, saint Laurent et sainte Magdeleine. Le tympan de la chapelle, de style flamboyant, porte la devise bretonne des Buzic : Komzit mat ! (Parlez bien !). Une description du pardon de la Fontaine-Blanche en 1925 est disponible[182]. La chapelle possède un vitrail dénommé "Vitrail des prisonniers" qui fut commandé par les familles des prisonniers de guerre rentrés sains et saufs après la Seconde Guerre mondiale[183].

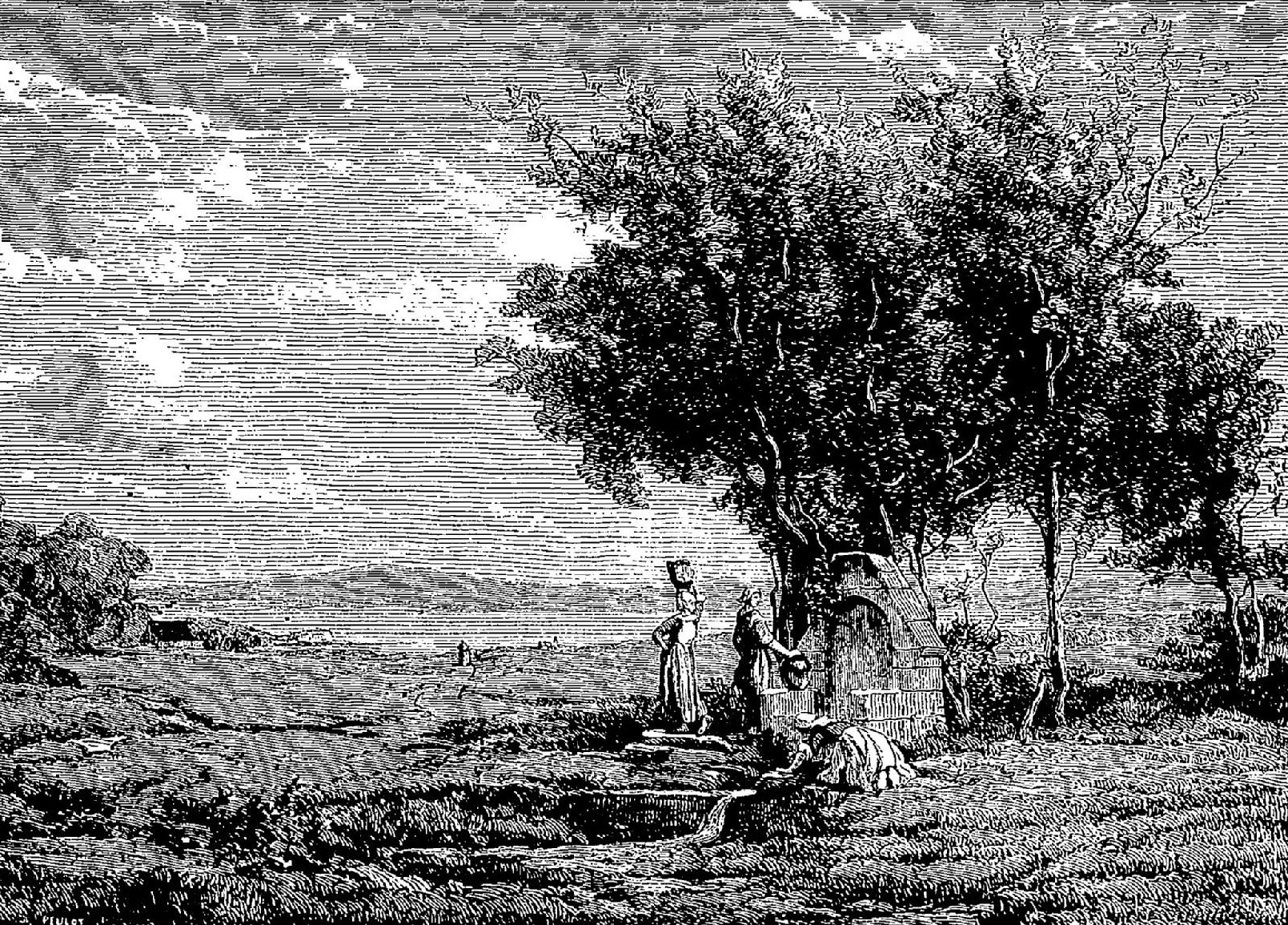
Femmes à la fontaine Saint-Jean (dessin d'après un tableau d'Emmanuel Lansyer de 1867).
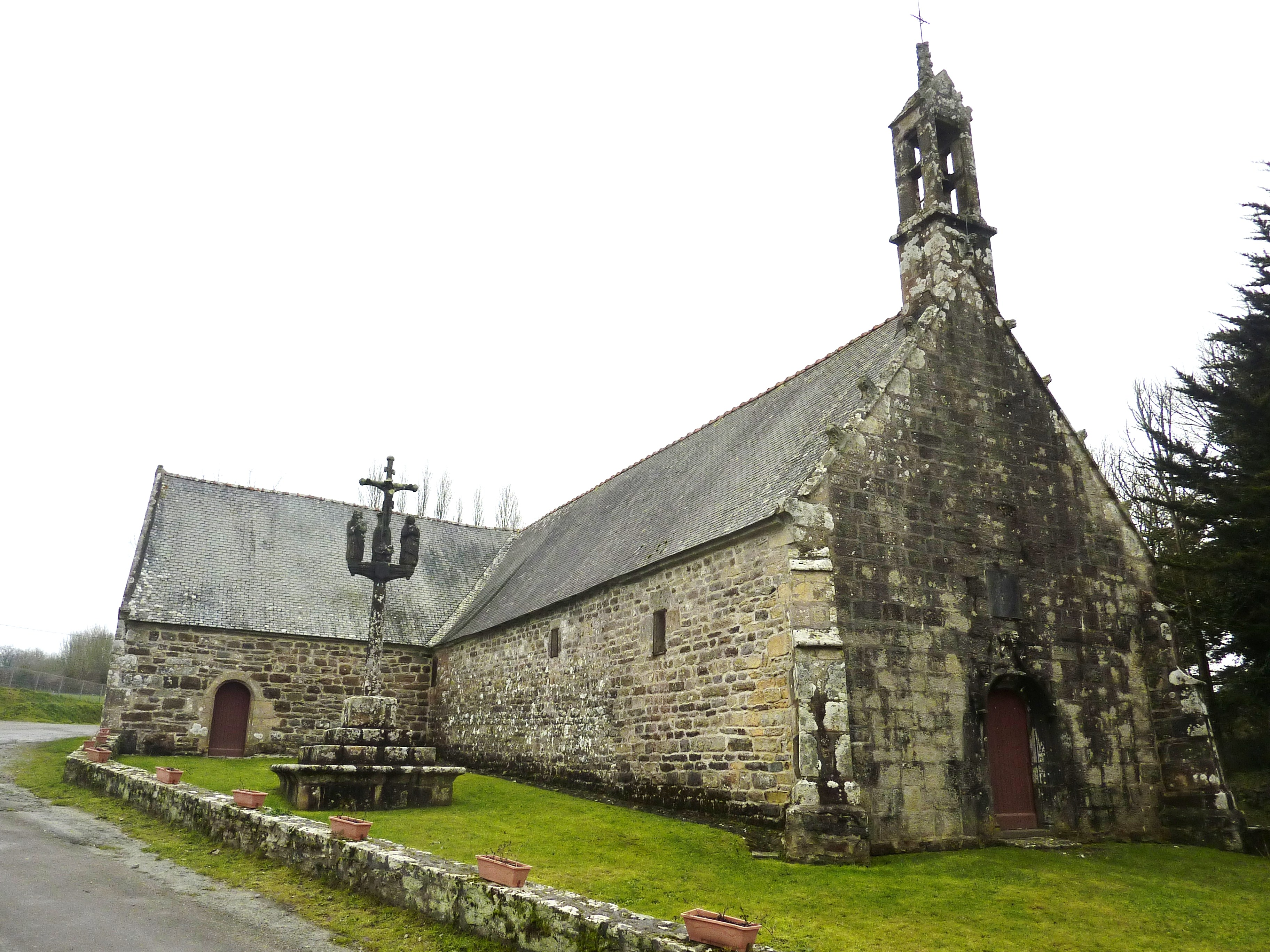
La chapelle Saint-Adrien.
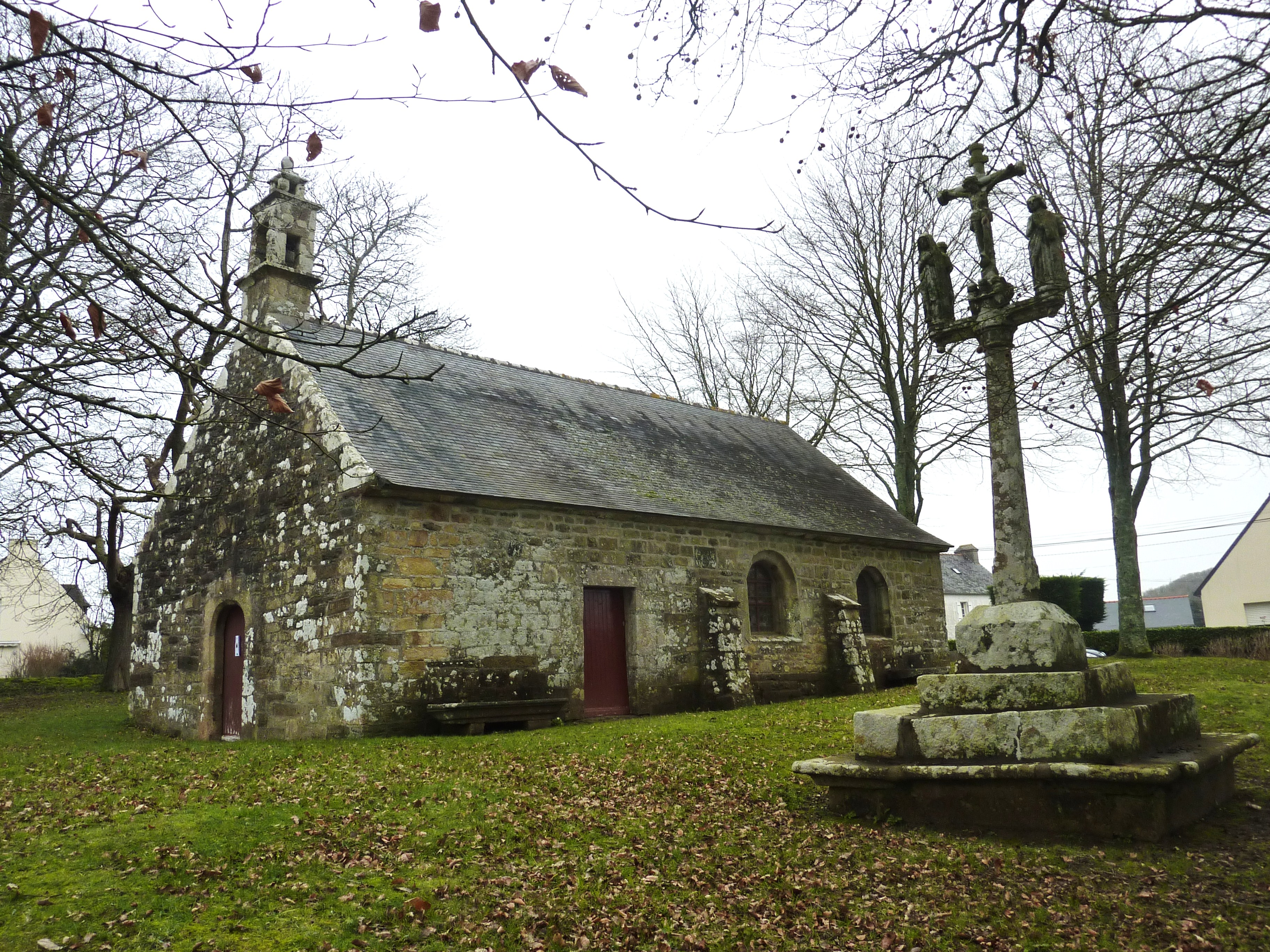
La chapelle et le calvaire Saint-Trémeur.
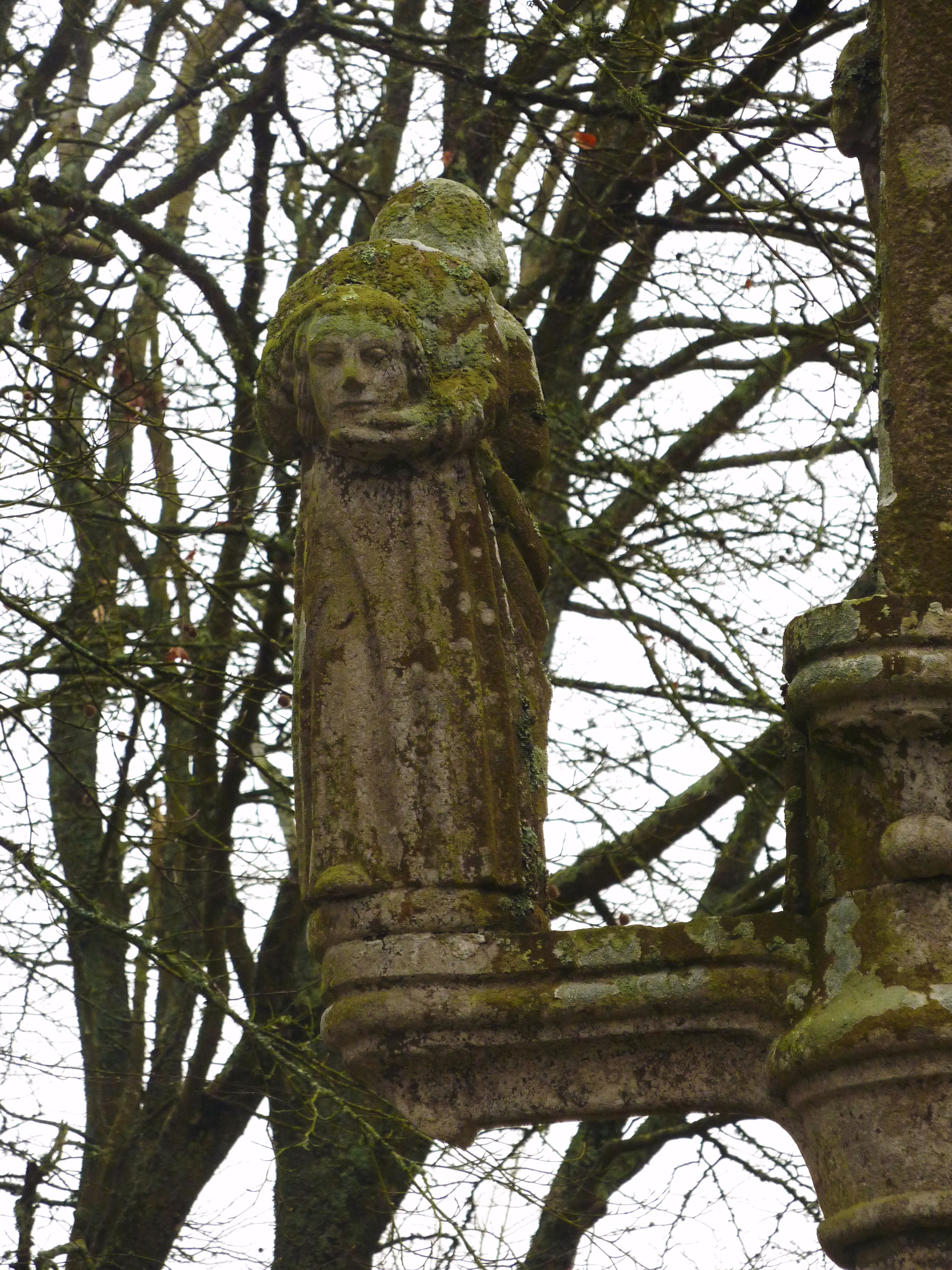
Calvaire de Saint-Trémeur : la statue de saint Trémeur.
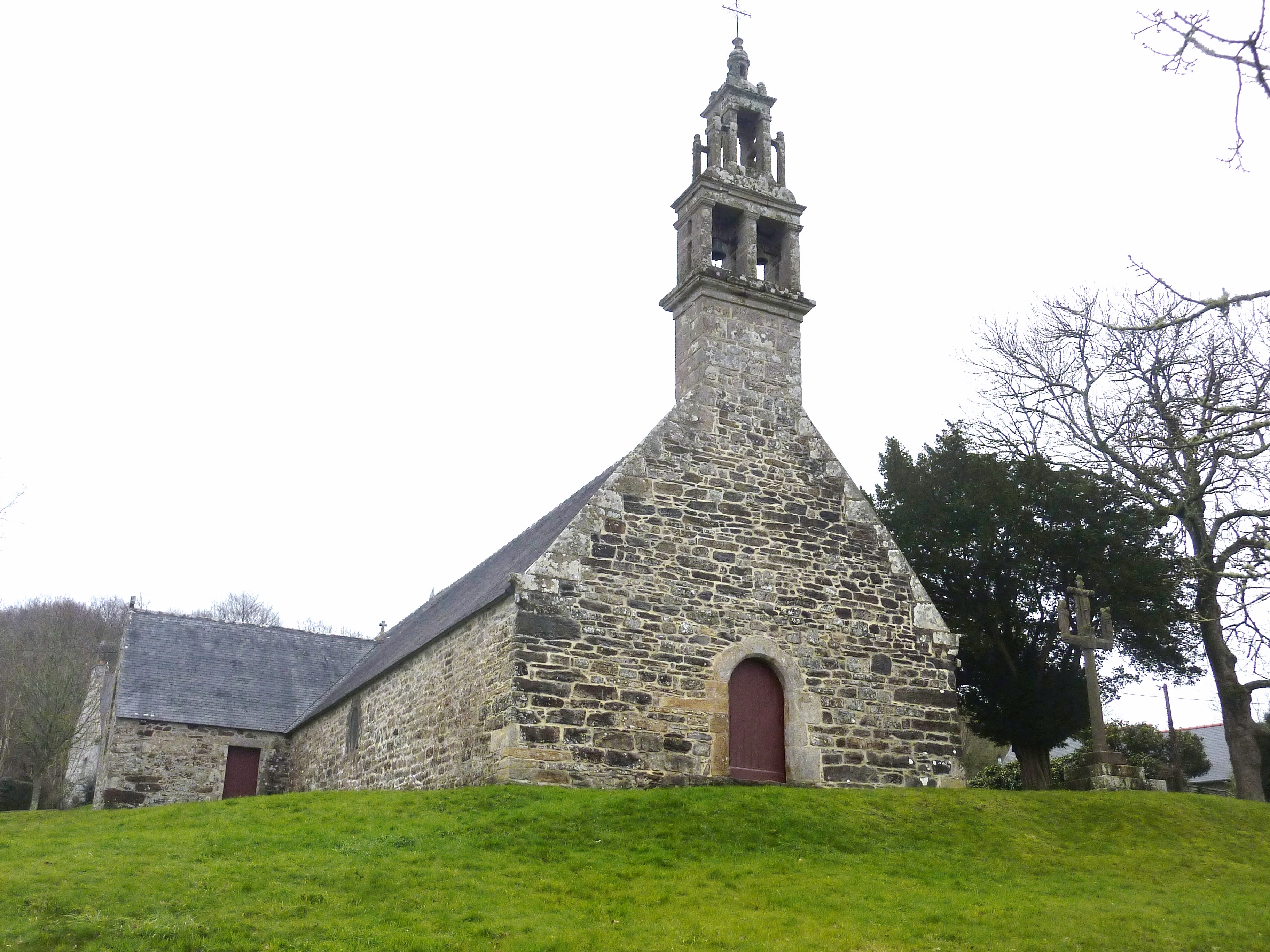
La chapelle et le calvaire de Saint-Guénolé.
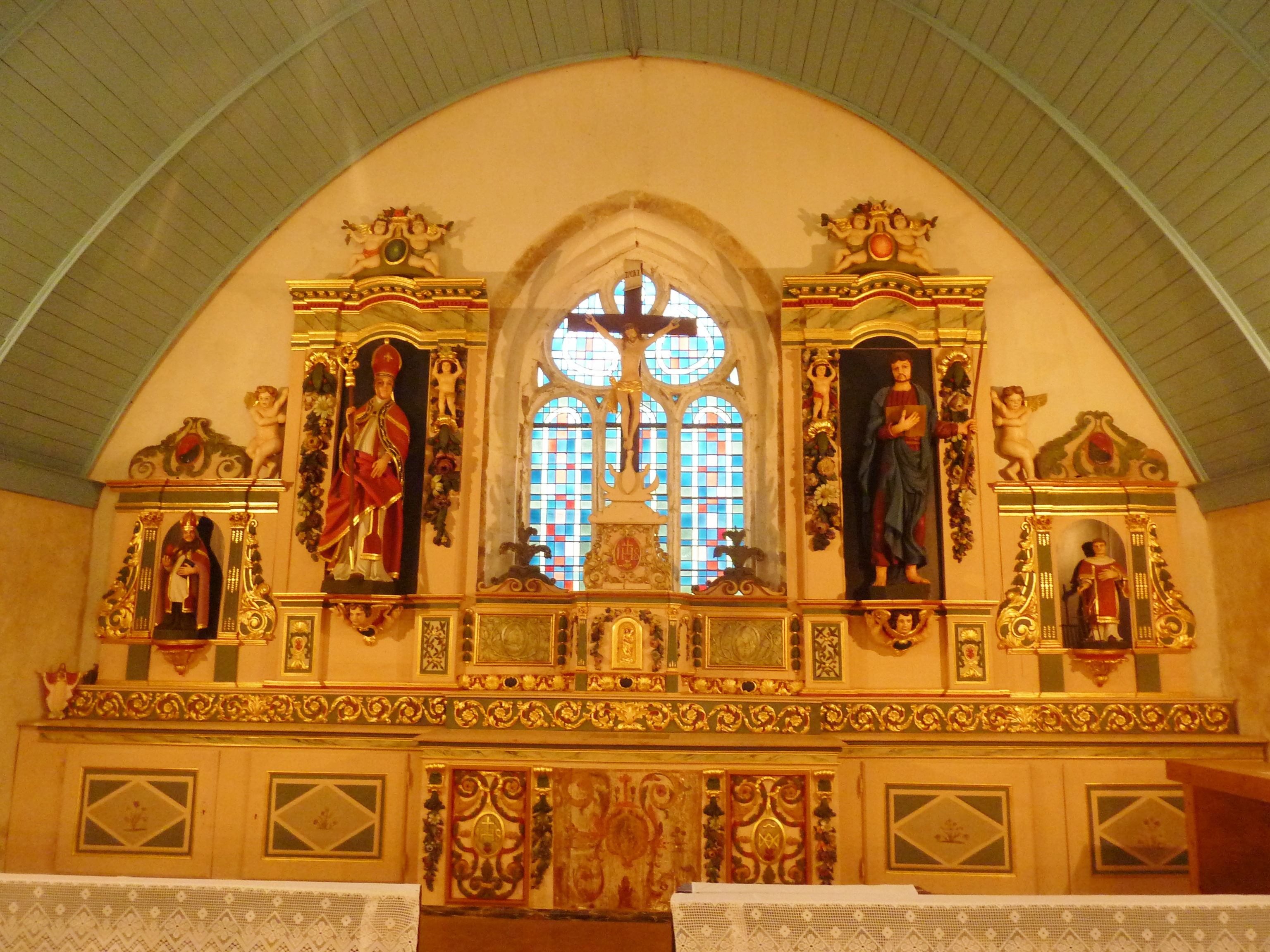
Plougastel-Daoulas : chapelle Saint-Guénolé, le maître-autel.
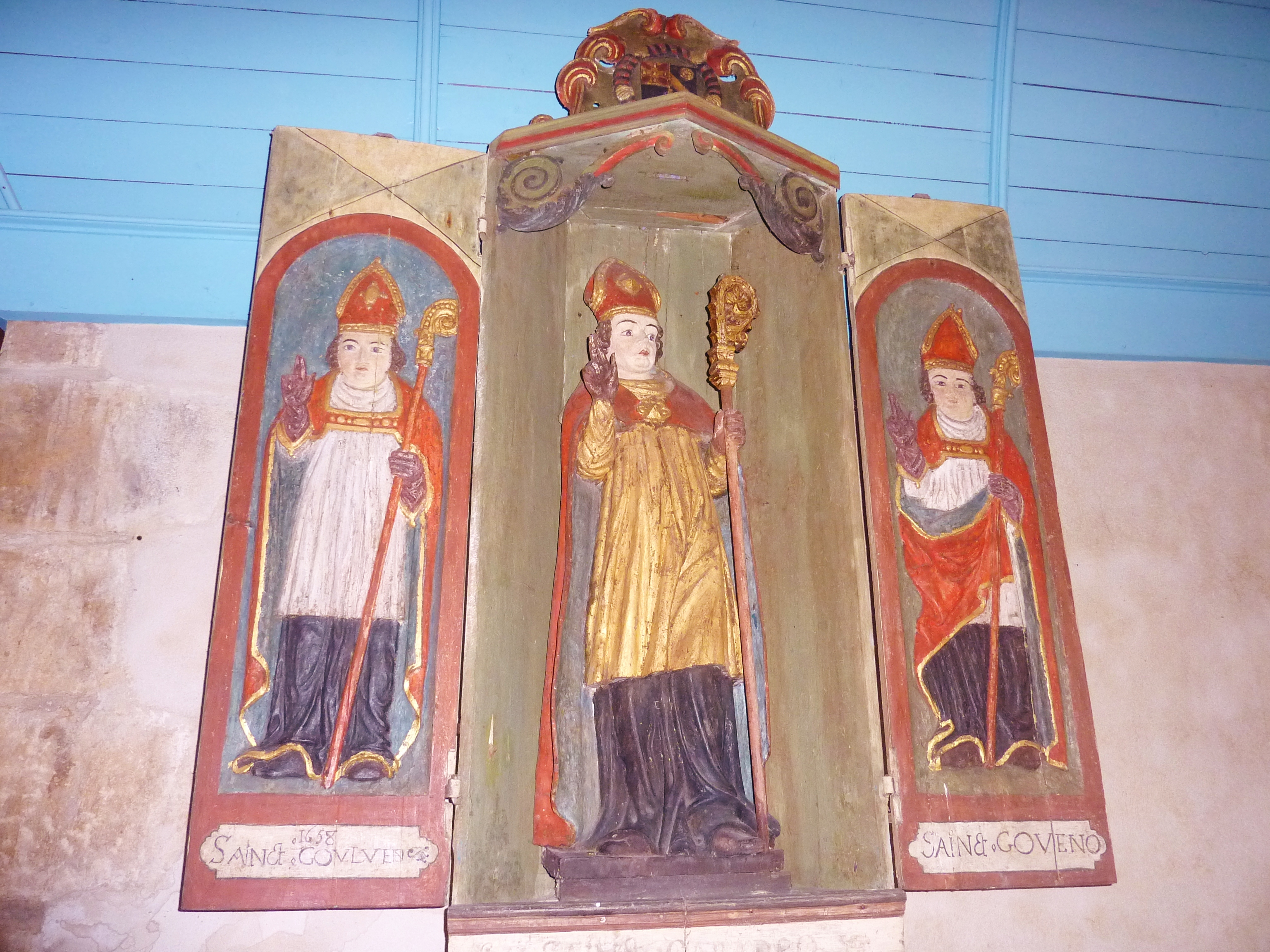
Plougastel-Daoulas : chapelle Saint-Guénolé, triptyque avec saint Caradec au centre, saint Gouesnou à droite et saint Goulven à gauche.
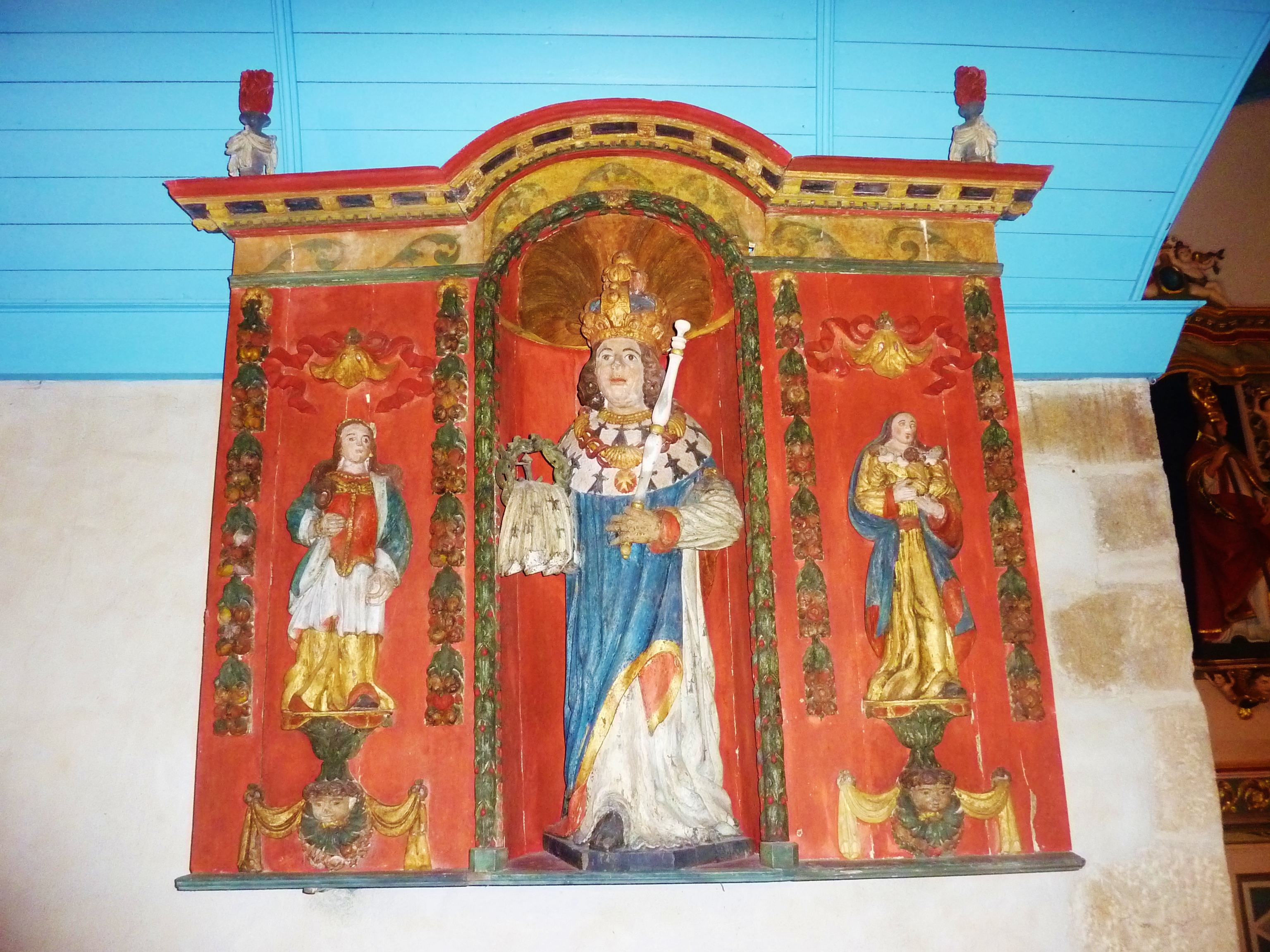
Plougastel-Daoulas : chapelle Saint-Guénolé, le retable de saint Louis, avec à sa droite sainte Gwenn.
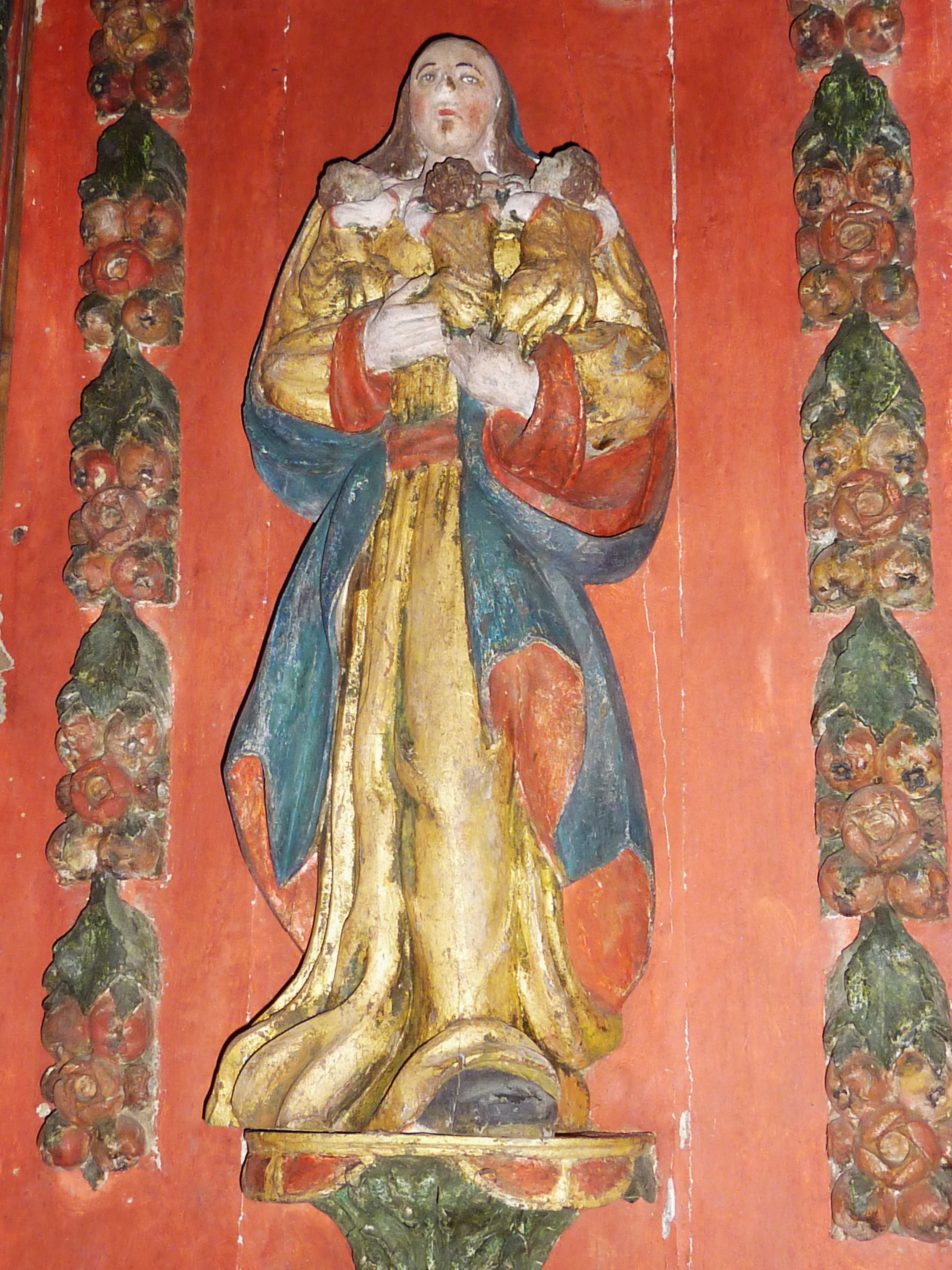
Plougastel-Daoulas : chapelle Saint-Guénolé, retable de saint Louis, statue de sainte Gwenn allaitant ses trois enfants.
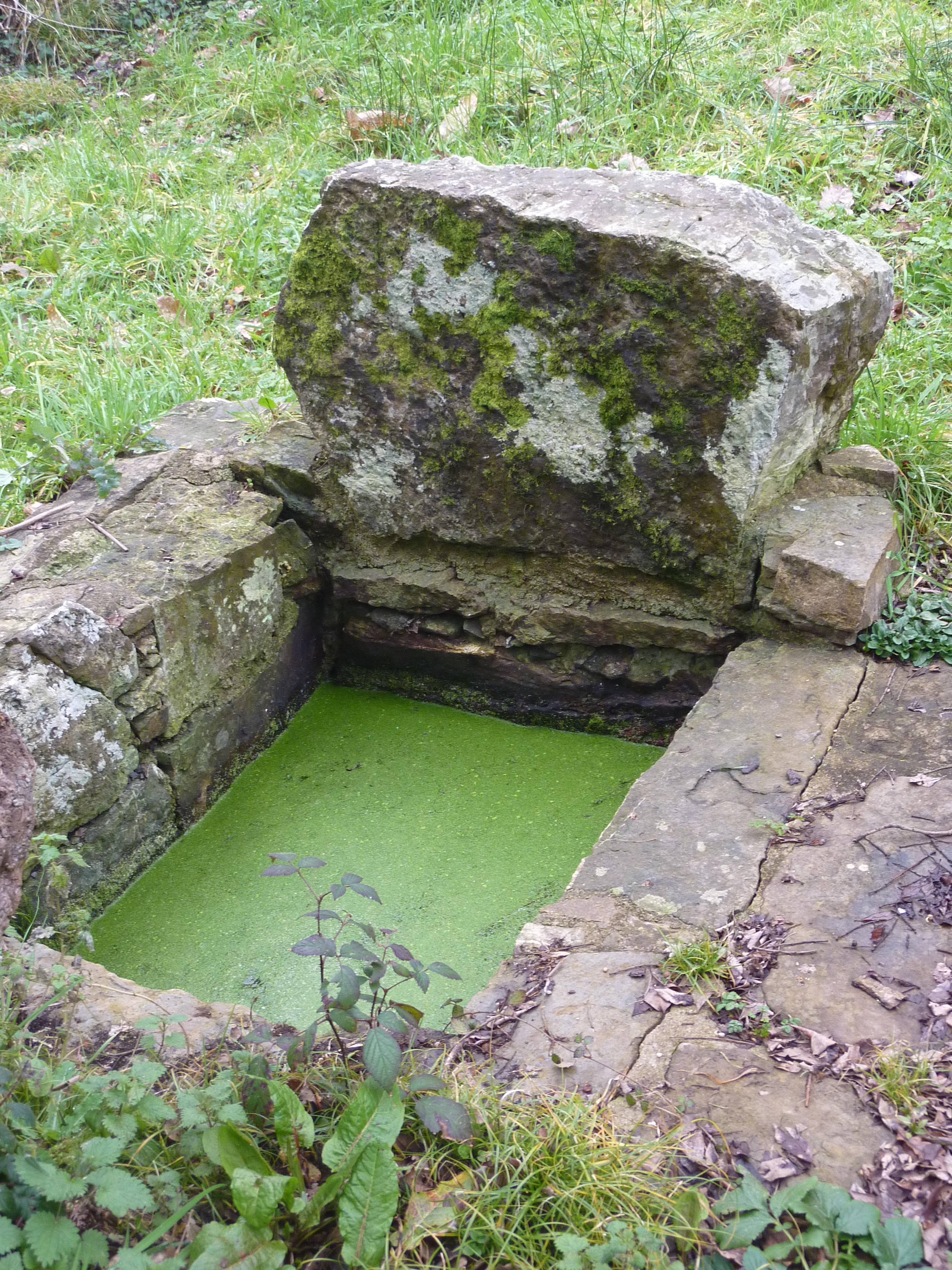
Fontaine près d'un ruisseau proche de la chapelle Saint-Guénolé.
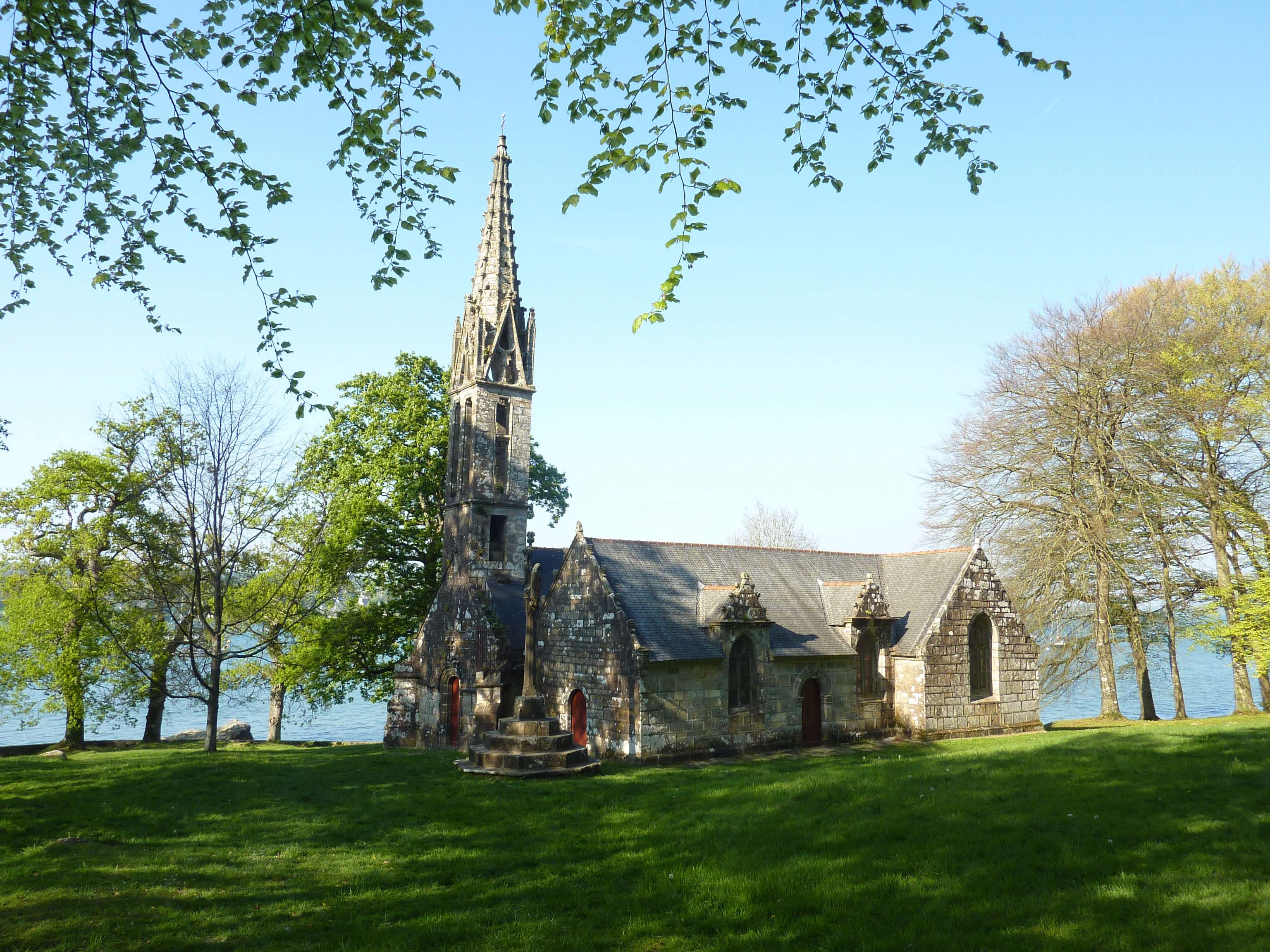
La chapelle Saint-Jean en bordure de l'Élorn.
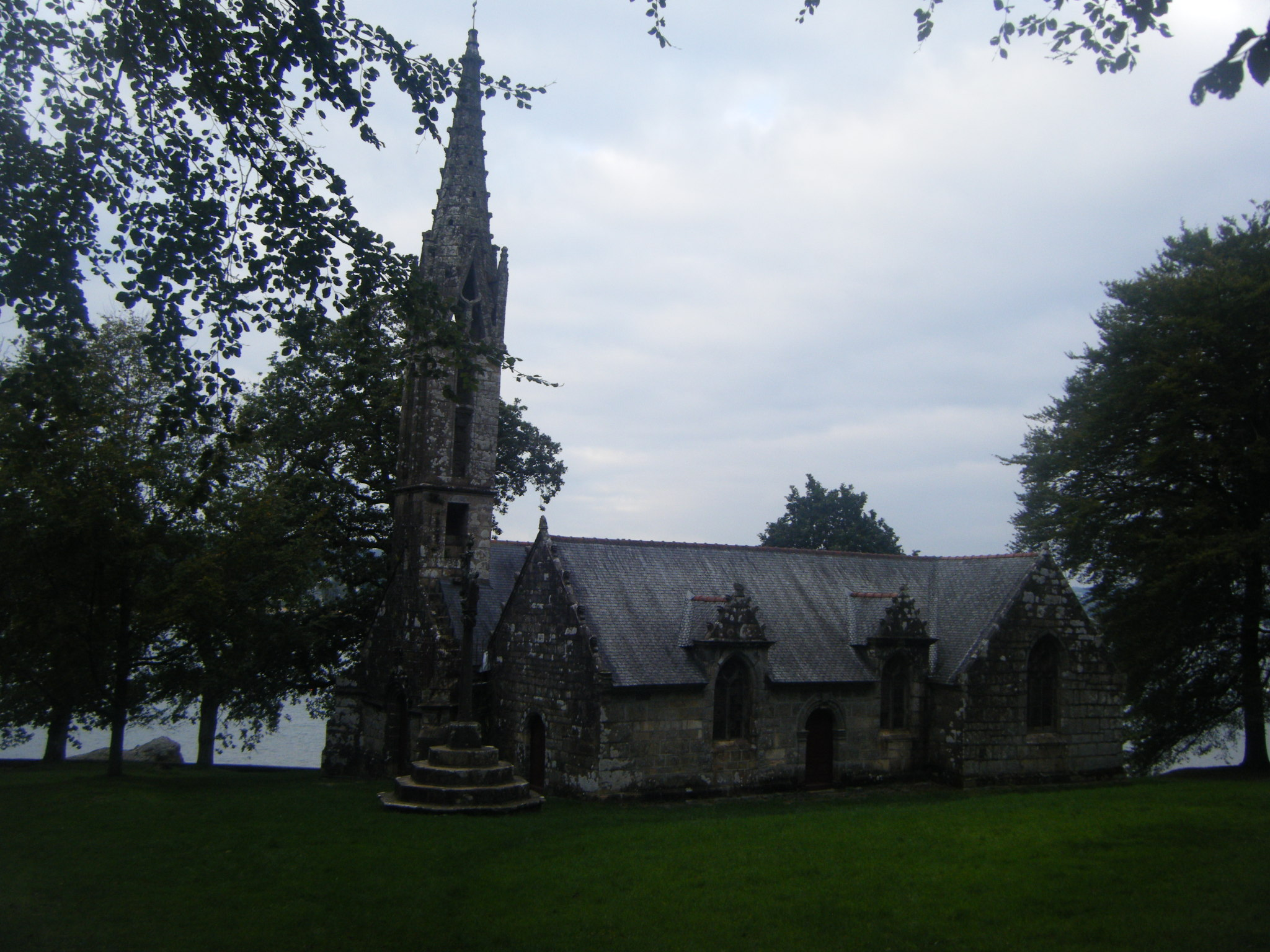
La chapelle Saint-Jean au bord de l'Élorn à la tombée de la nuit.
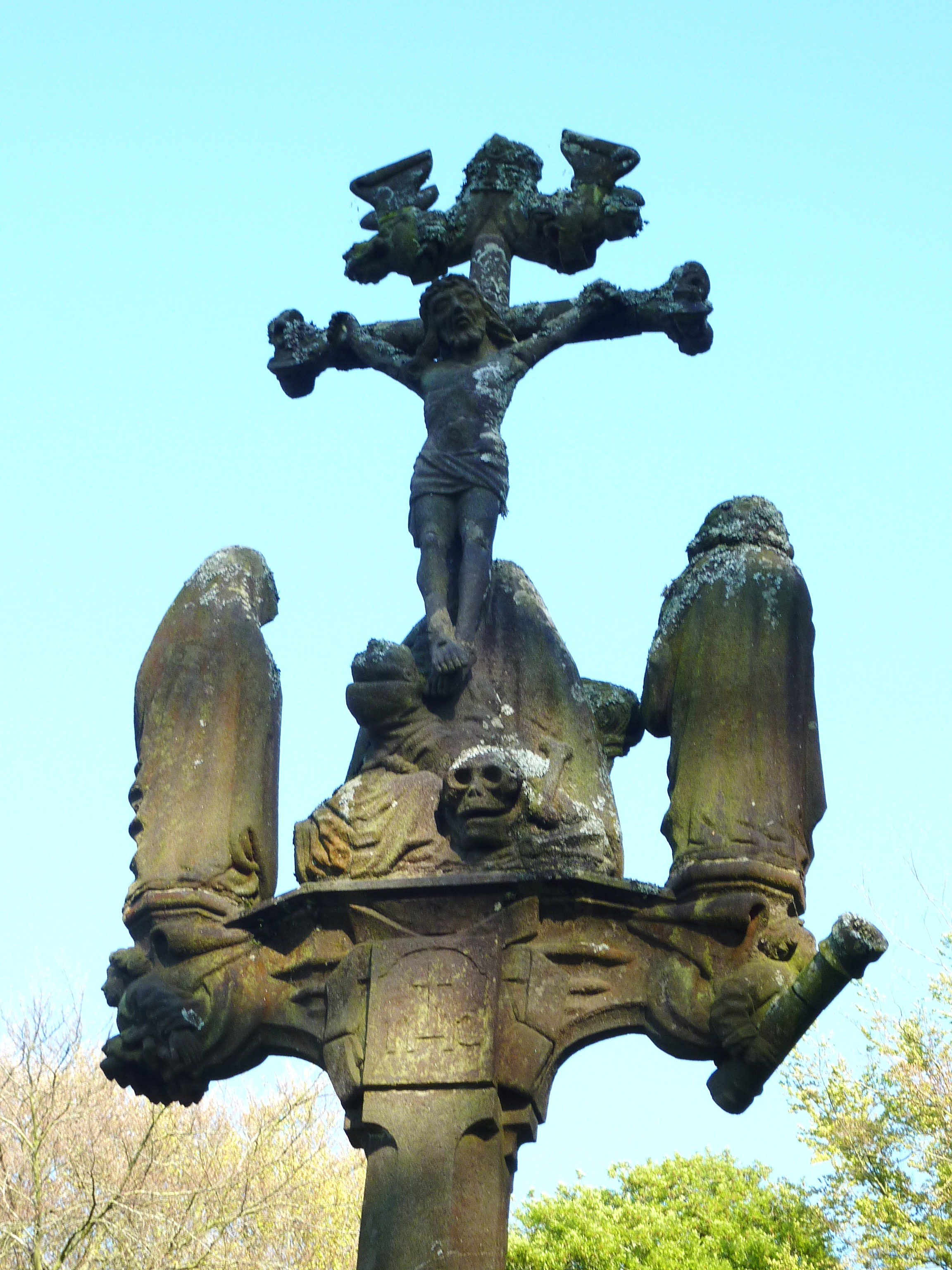
Le calvaire de la chapelle Saint-Jean.
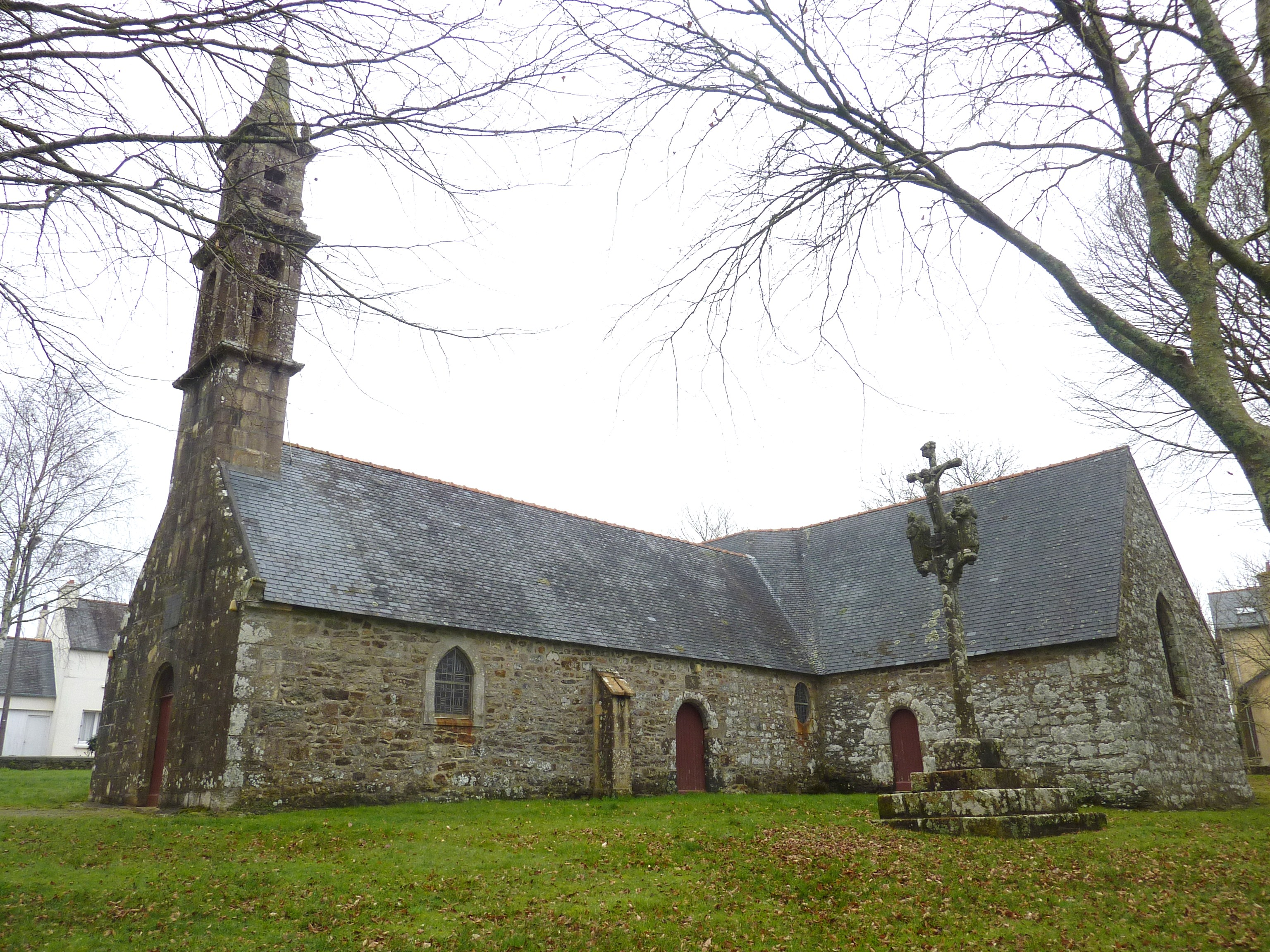
La chapelle Sainte-Christine.
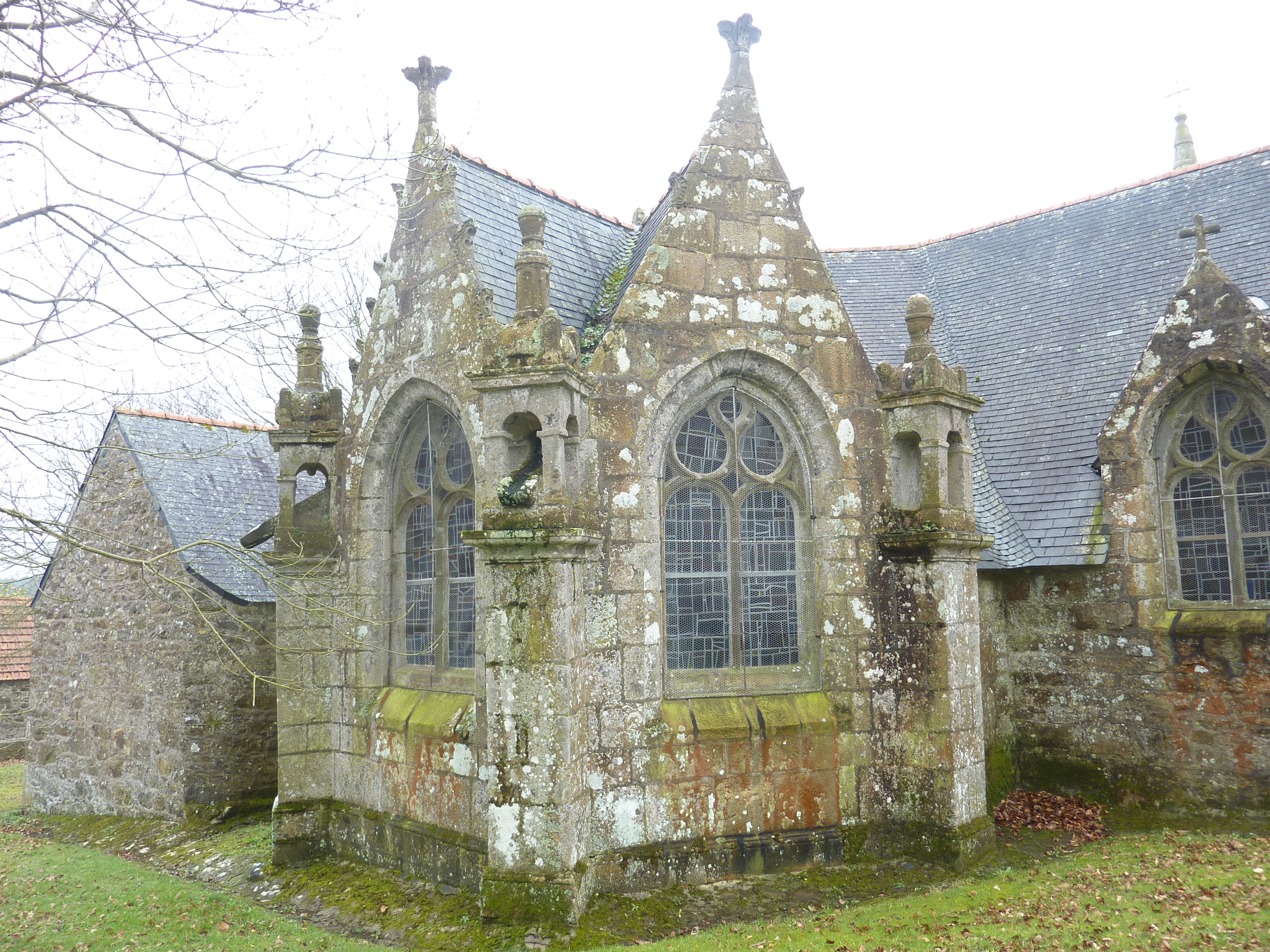
Le chevet de la chapelle Sainte-Christine.
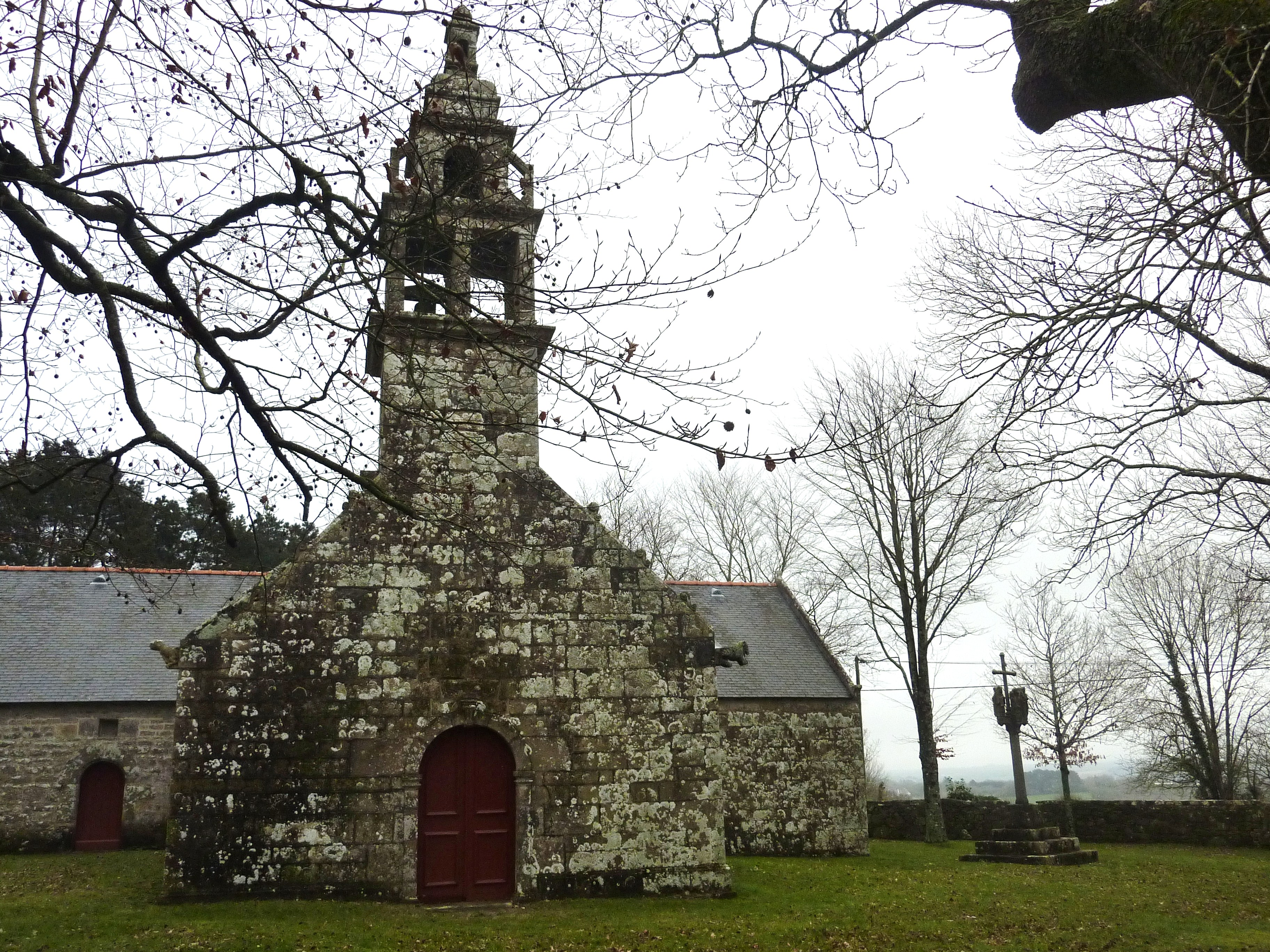
La chapelle Saint-Claude et son calvaire.
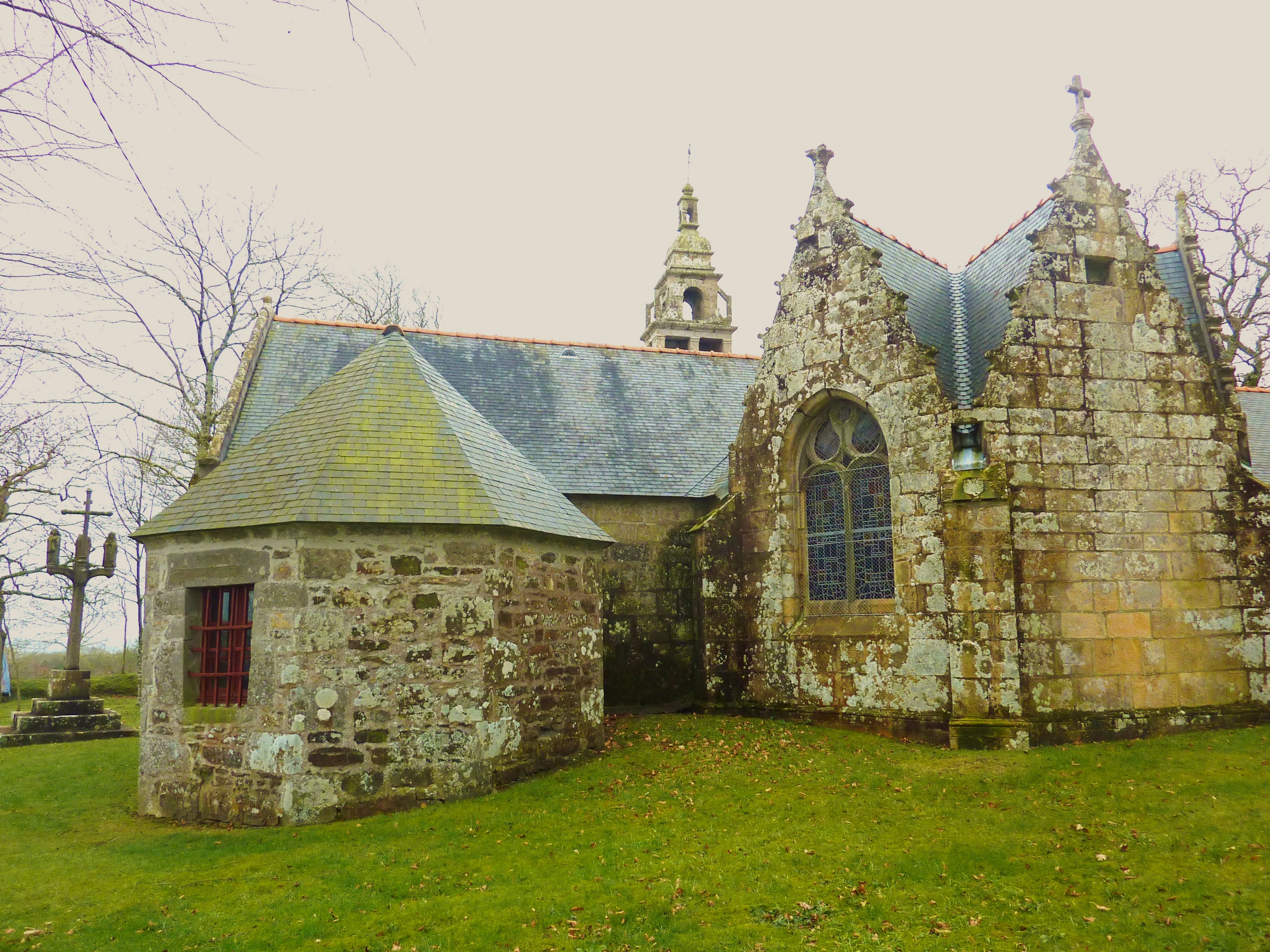
Le chevet de la chapelle Saint-Claude.
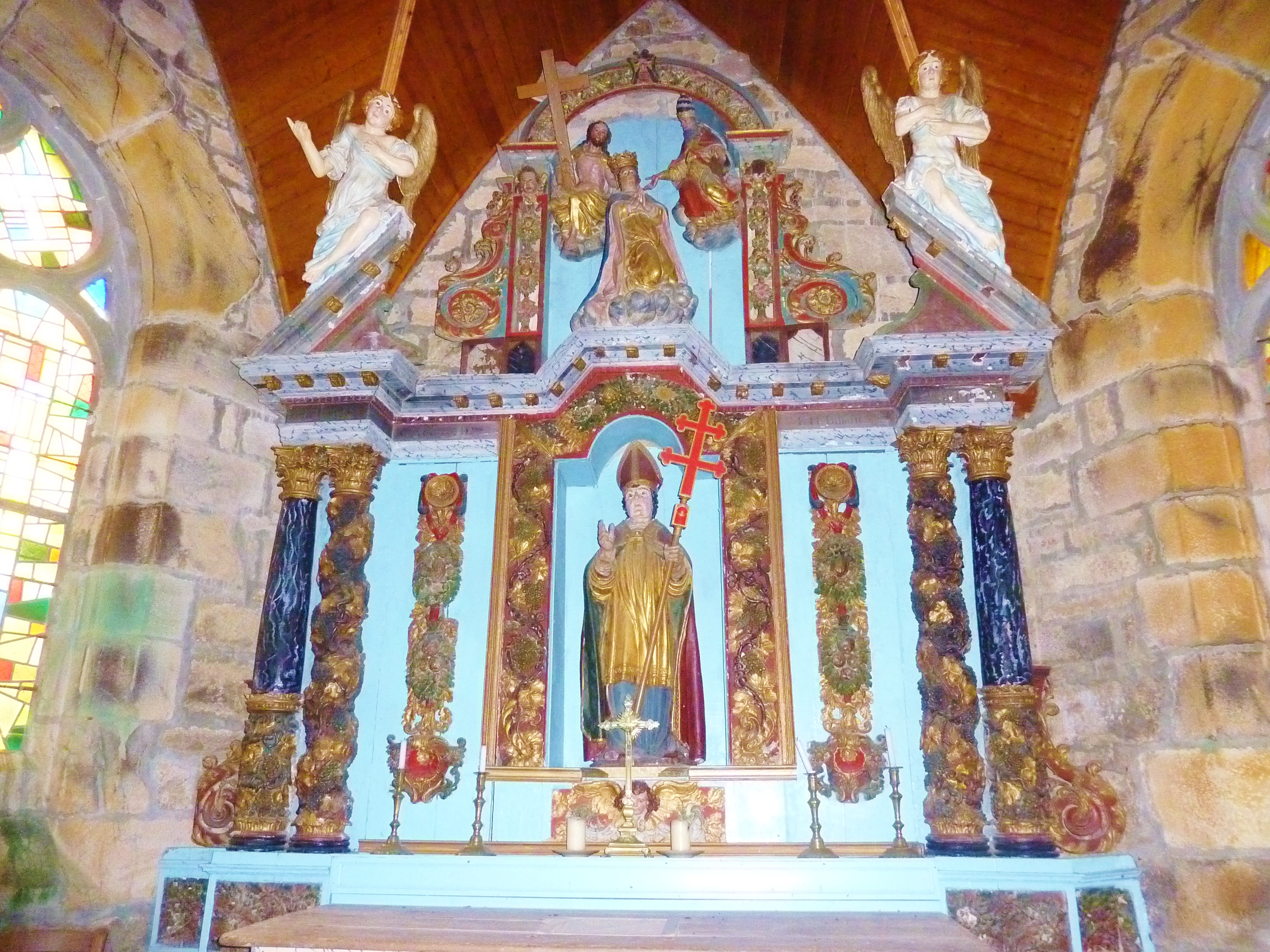
Plougastel-Daoulas : chapelle Saint-Claude, le retable du maître-autel avec saint Claude au centre.
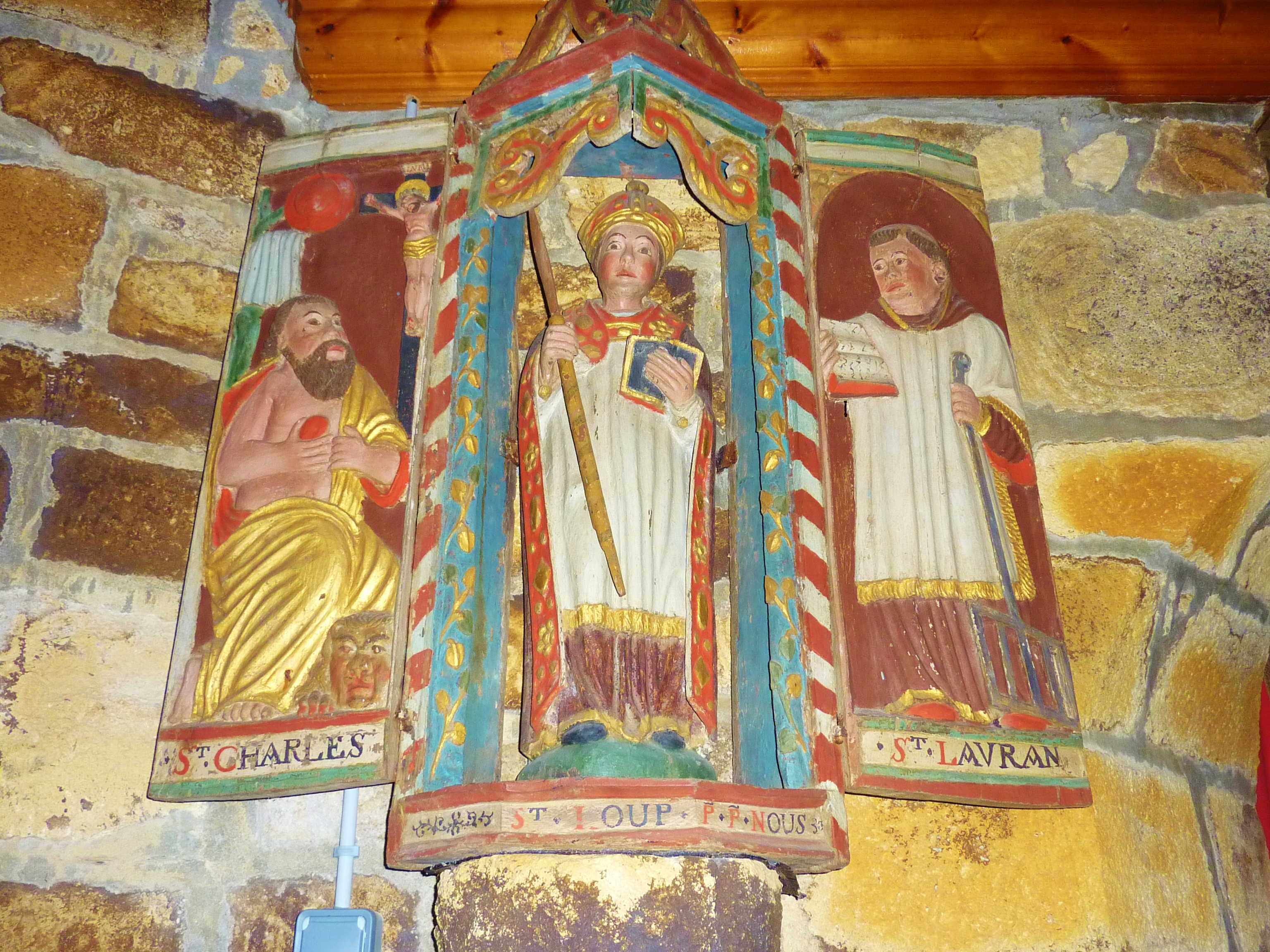
Plougastel-Daoulas : chapelle Saint-Claude, triptyque avec saint Loup au centre, saint Charles et saint Laurent.
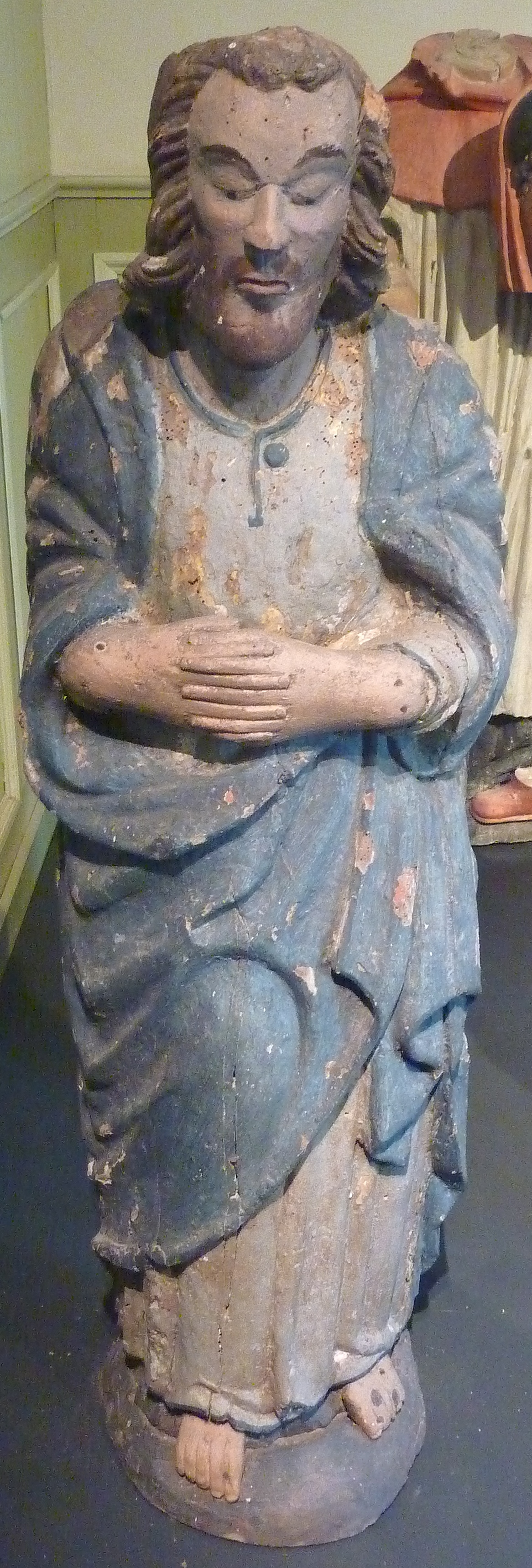
Chapelle Saint-Languis, statue de saint Languis (bois polychrome, XVIe siècle).

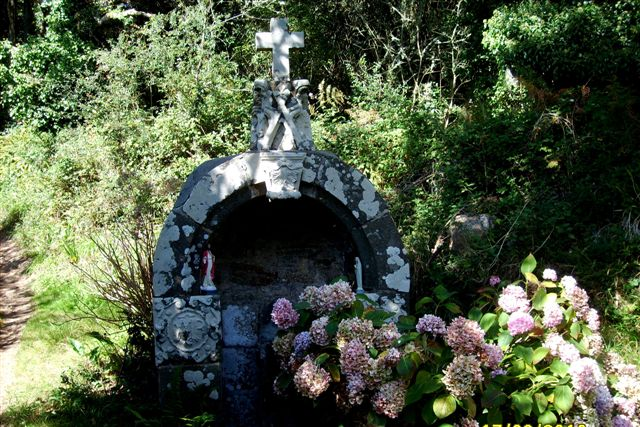
La fontaine de Saint-Rivoal.

Plusieurs fontaines se trouvent sur le territoire communal :
- La plus connue est la « Fontaine blanche » qui fit semble-t-il l'objet d'un culte druidique avant la christianisation ; dans son aspect actuel, elle date du XVIIe siècle ; une niche renferme une statue de la Vierge Marie portant l'Enfant-Jésus (cette fontaine était considérée comme miraculeuse, on y plongeait les enfants rachitiques pour les soigner, et aussi ceux atteints d'« enflure »)[184].
- La fontaine de Saint-Rivoal ou Saint-Rioual est située près du port de Lauberlac'h[185].

### Monuments et édifices civils
- Le pont Albert-Louppe (1930)
- Le pont de l'Iroise (1994)
- 28 moulins sont recensés à Plougastel.
- Quelques maisons de la commune datent du XVIIe siècle (la maison notariale) ou du XVIIIe siècle (l'hostellerie du Passage, une maison rue Jean Corre).
- L'ancien manoir de Rosily
- Le musée de la Fraise et du Patrimoine, situé dans le centre-ville, présente le patrimoine de la commune à travers ses costumes, son mobilier, son architecture et son histoire agricole - marquée par la culture de la fraise. Il a été inauguré en 1992 et propose aujourd'hui neuf salles d'exposition[186].
- En 1979, Bernard Tanguy a signalé à la Société archéologique du Finistère une inscription non déchiffrée, apparemment du XVIIIe siècle, trouvée sur un rocher de la grève, au nord de l'anse du Caro[187], non loin du fort du Corbeau (actif entre 1770 et 1945). Quelques décennies plus tard, en mai 2019, un appel à contribution est lancé par la ville de Plougastel[188]. Les études envoyés suggèrent qu'il s'agit de breton « dans une forme phonétique, de l'oral retranscrit, donc la forme d'écriture n'est pas celle que l'on utilise aujourd'hui[189] ». Deux dossiers proposant des traductions divergentes sont retenues le 24 février 2020[190], et sont rendus publics par la Mairie[191].
- Le 16 mars 2024 est inauguré le centre fédéral de skateboard, alors un des plus grands skateparks couverts d'Europe[192].

## Plougastel dans l'art

### Peinture
De nombreux peintres ont été inspirés par les paysages, les costumes ou les coutumes de Plougastel :
- Émile Rocher : peintre et sculpteur dont les œuvres figurent dans des collections dans 21 pays (voir illustration Jeune bretonne de Plougastel ci-dessous)
- Eugène Boudin :
  - Plougastel, le rivage au bord de la baie, 1870-1873, Collectiion privée, vente 2012[193]
  - Plougastel, pêcheuses de crevettes, 1871, Édimbourg, Galerie nationale d'Écosse[194]
  - Sortie d'église à Plougastel (collection particulière)
  - Plougastel, le Passage (collection particulière)
  - Plougastel, la traversée du bac, 1873, Williamstown, Clark Art Institute[195]
  - Environs de Plougastel, vers 1872, Le Havre, musée d'Art moderne André-Malraux[196]

Plougastel par Eugène Boudin
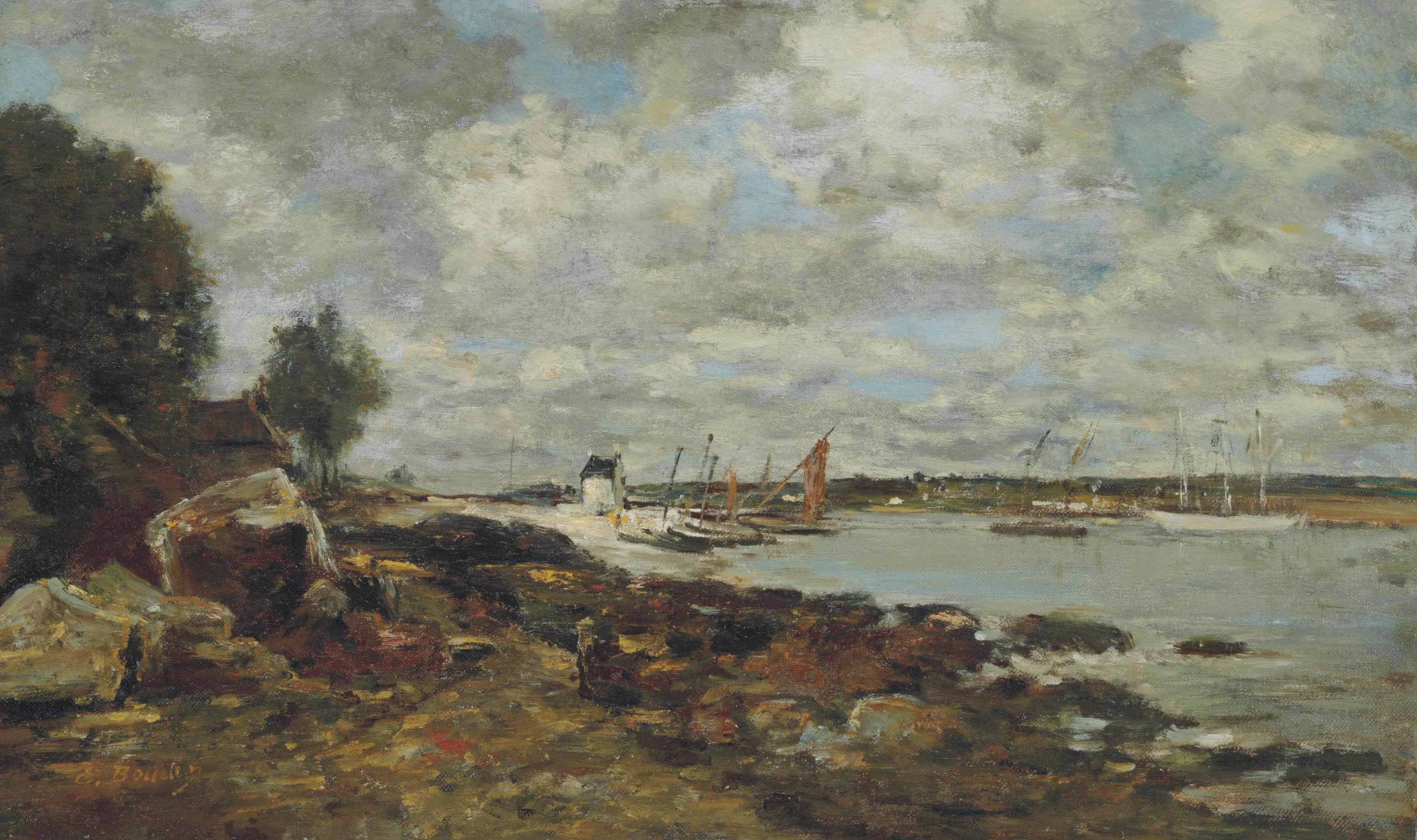
Plougastel, le rivage au bord de la baie , 1870-1873 Collection privée, Vente 2012
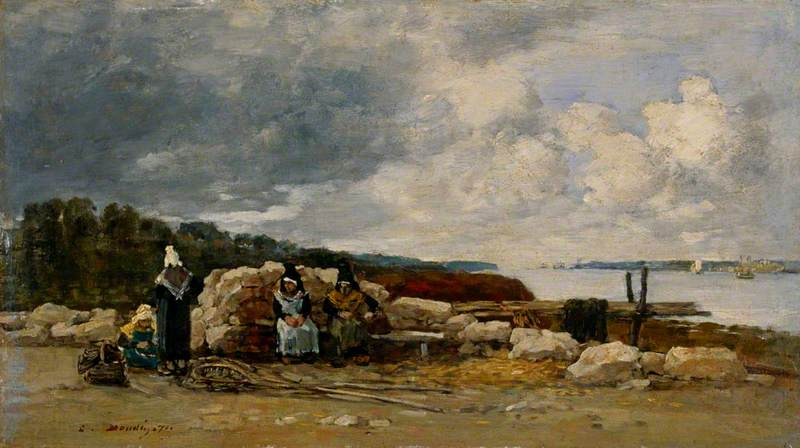
Plougastel, pêcheuses de crevettes, 1871 Édimbourg, Galerie nationale d'Écosse
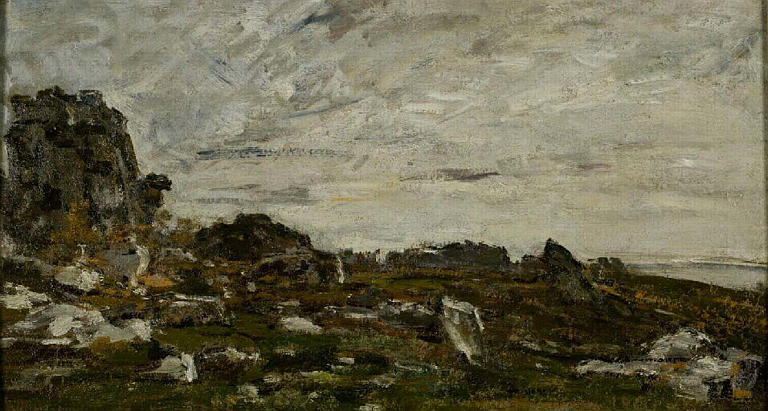
Environs de Plougastel, vers 1872 Le Havre, musée d'Art moderne André-Malraux
Plougastel, la traversée du bac, 1873 Williamstown, Clark Art Institute

- Jean-Julien Lemordant : Jeune femme de Plougastel-Daoulas[197]
- Charles Cottet
- Mary Piriou
- Henri Schick, peintre et illustrateur Belge (1870-1946)
- Charles Filiger En 1928, il est trouvé exsangue dans une rue, les poignets tailladés...
- Ernest Guérin : Fillette de Plougastel-Daoulas, 1915 (mine de plomb et aquarelle sur papier, collection particulière) ; Jeune fille de Plougastel-Daoulas (mine de plomb et aquarelle sur papier, 1915).

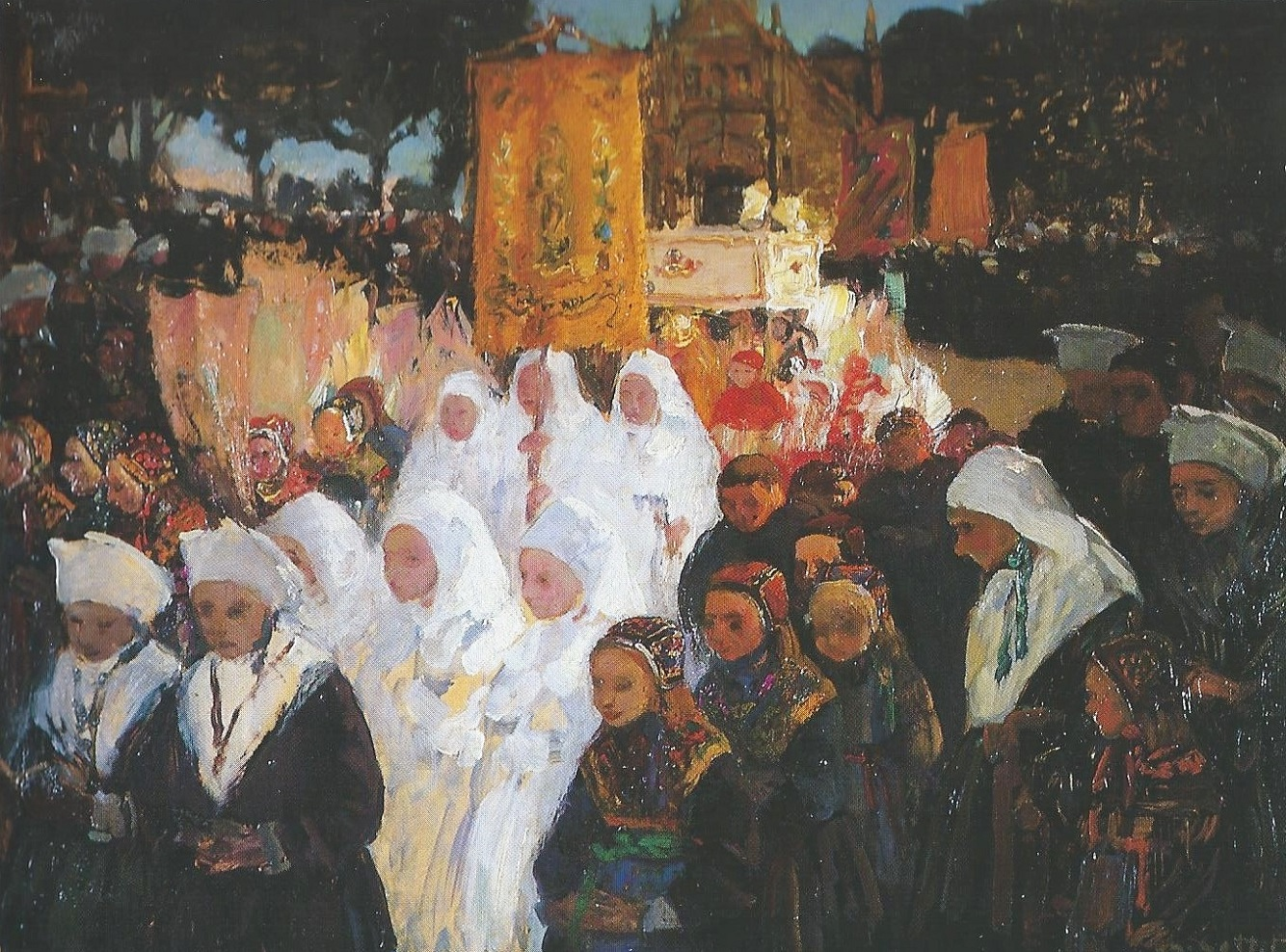
Jour de Fête-Dieu à Plougastel (Charles Cottet, vers 1900, musée Crozatier, Le Puy-en-Velay).
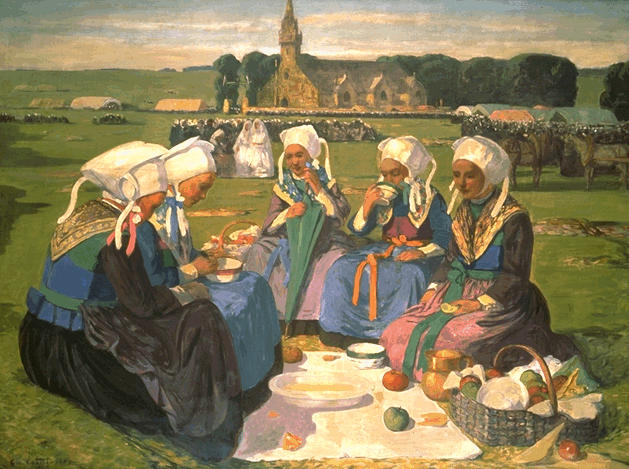
Femmes de Plougastel au pardon de Sainte-Anne-la-Palud (Charles Cottet, 1903).
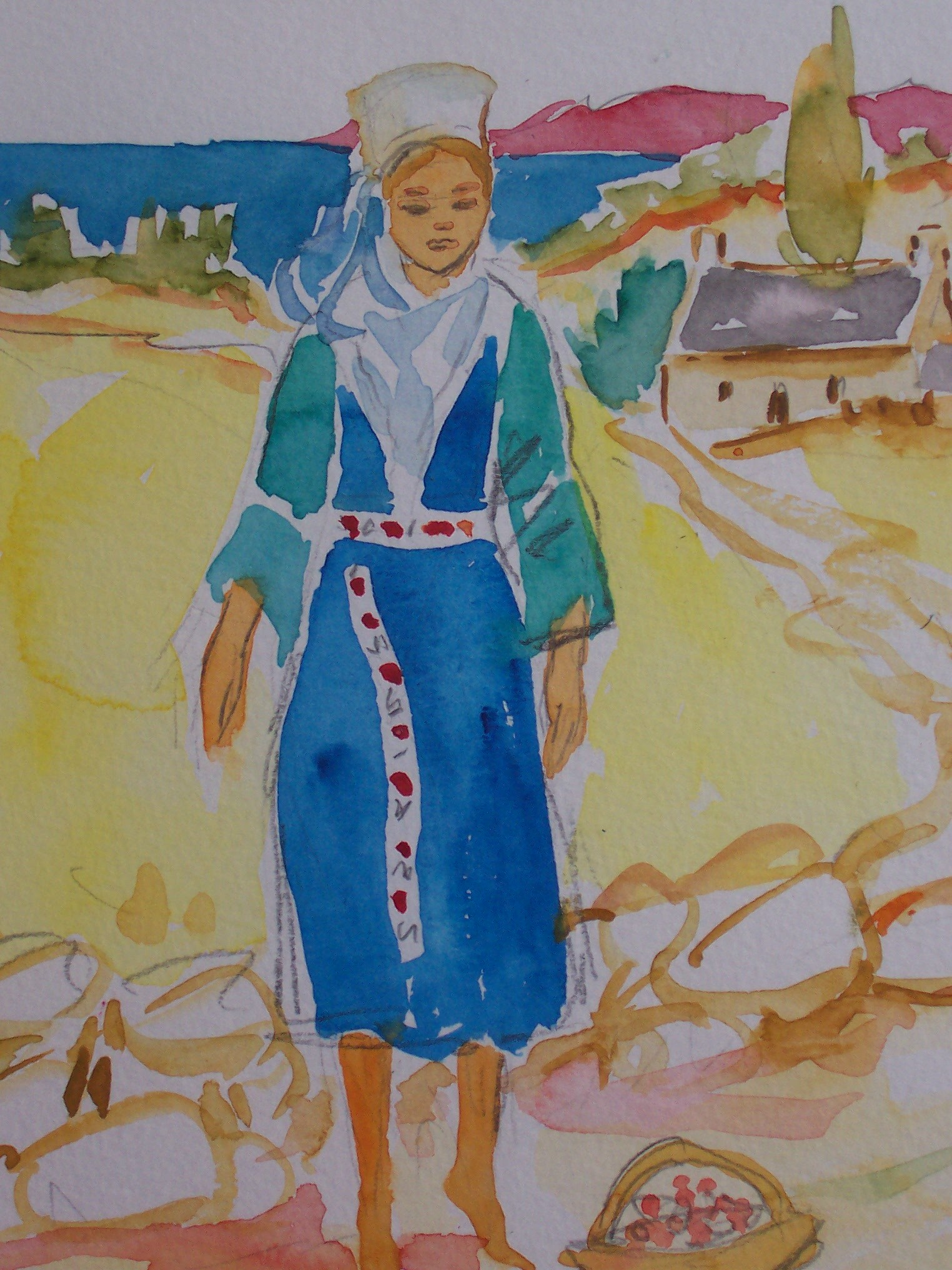
Jeune bretonne de Plougastel (Émile Rocher).
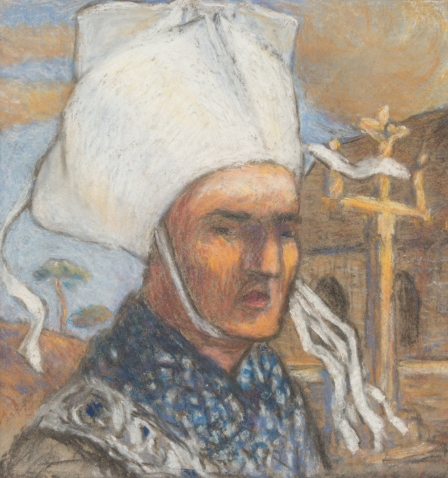
Plougastellenn devant le calvaire de la chapelle Saint-Jean à Plougastel. Pastel, signé et daté 1912. (Henri Schick).
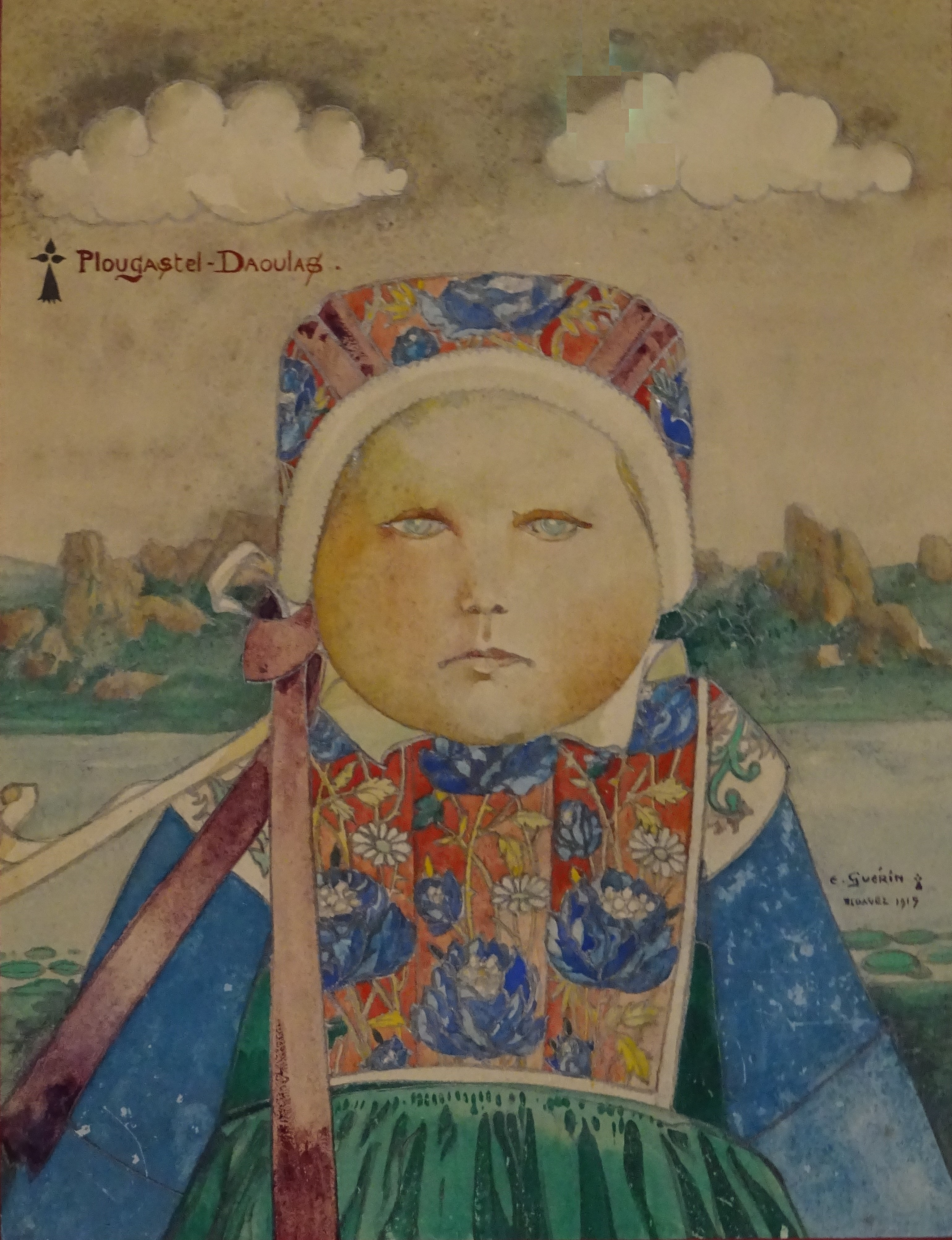
Ernest Guérin : Fillette de Plougastel-Daoulas, 1915 (mine de plomb et aquarelle sur papier, collection particulière).
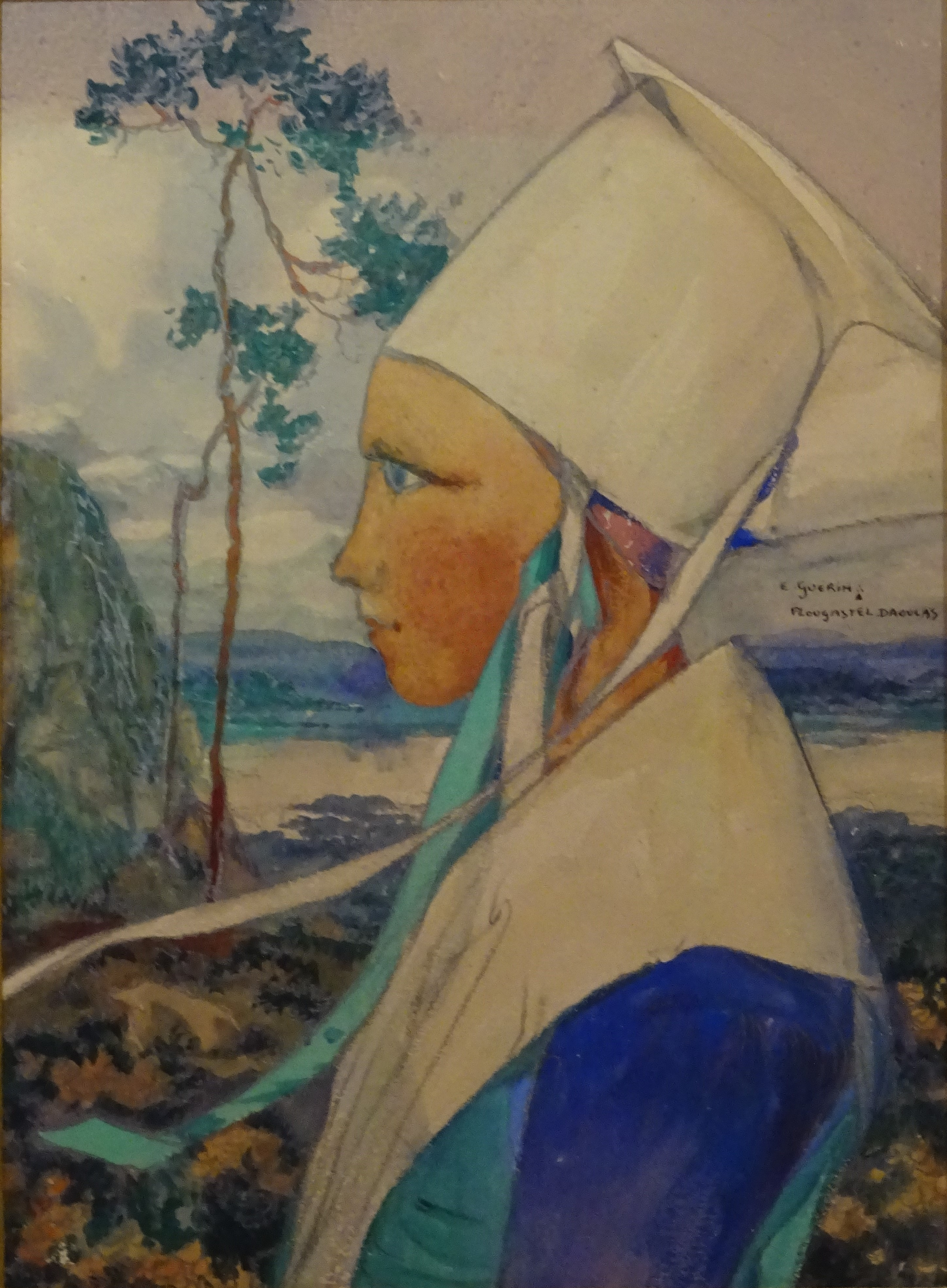
Ernest Guérin ː Jeune fille de Plougastel-Daoulas (mine de plomb et aquarelle sur papier, 1915).

### Photographie
- Deux photographies autochromes de Georges Chevalier (1882-1967) représentant l'une un paysage non identifié (en fait l'estuaire de l'Élorn vu depuis les rochers de Plougastel), l'autre intitulée L'Élorn, le viaduc et la ville du Relecq-Kerhuon et datant de 1920 se trouvent au musée Albert-Kahn de Boulogne-Billancourt.
- Stéphane Passet a réalisé des photographies autochromes de couples de mariés de Plougastel en 1912. Elles se trouvent aussi dans le même musée[198].

### Légendes
- Le diable et les rochers[199] (explication légendaire de la formation des rochers de Plougastel ; le diable les aurait lancés depuis Kerhuon).
- Gargantua à Plougastel (autre explication légendaire des Rochers de Plougastel)[200].
- Selon une autre légende, Gargantua, indigné par le manque de courtoisie des kernévotes (= habitants du Kerné, c'est-à-dire de la Cornouaille), alors qu'il jouait aux palets, leur jeta toutes les pierres qui couvrait le sud du Léon, et les éparpilla depuis Plougastel jusqu'au Huelgoat. Une autre légende encore prétend que si la côte nord de Plougastel est érigée de rochers étranges, brisés, amoncelés les uns sur les autres, c'est que Gargantua, après un repas indigeste, les vomit[201].
- La légende du meunier de Toul-ar-Groas : En 1598, le jeune meunier de Toul-ar-Groas, qui revenait de Brest, fit l' aumône à une pauvre femme couverte de haillons pour qu'elle puisse payer le bac permettant de traverser l'Élorn. Une fois débarquée, la vieille dit au meunier : « Je suis la peste, et la peste ne doit pas se mouiller ; je devais passer à pied sec. Je te remercie. Quand je dévasterai Plougastel, je m'arrêterai devant ta porte, mais je n'entrera pas chez toi ». Ainsi en fut-il et le moulin de Toul-ar-Groas fut épargné. La croix de Kroas-ar-Vossen ("La croix de la peste") commémore l'événement[202].

### Littérature
- Hippolyte Violeau : La Maison du Cap[203] (cette nouvelle évoque le rocher de Roc'h-Nivelen (le « Rocher des Prêtres »)).
- Eugène Parès commence ainsi sa nouvelle La Nuit de la Saint-Jean publiée en 1886 : « Il n'est peut-être pas dans tout le Finistère de sites plus charmants, plus pittoresques que ceux qu'offre le pays de Plougastel-Daoulas »[204].

## Événements
- Festival des feux de l'humour : festival humoristique, courant du mois de mai, salle Avel-Vor ;
- Fête des fraises : défilé folklorique, deuxième dimanche de juin, centre-ville ;
- Foire Saint-Modeste : vide-grenier dans le centre-ville, février ;
- Course du pont sur l'Élorn : course sur le pont Albert-Louppe, parcours de 15 km, 8,5 km, marche nature de 13 km et parcours enfants ; courant du mois de mai ;
- Transplougastell : régate de yoles, évènement estival ;
- Fête du maërl : fête traditionnelle : la septième édition s'est déroulée, le 20 août 2017, à Pont-Callec, en Plougastel ;
- Le chant des chapelles : chants dans les 8 chapelles de la ville, les mois de juillet et août.
- Le Grand Roseau : Course et marche contre la sclérose en plaques en collaboration avec le Brest Bretagne Handball[205]. La première édition s'est déroulée le 12 février 2023 au port du Tinduff[206].

## Personnalités liées à la commune
- Amédée François Frézier, né le 4 juillet 1682 à Chambéry, mort à Brest en 1773, est un ingénieur militaire, un explorateur, un botaniste, un navigateur et cartographe français. Vers 1714, il planta un pied de fraisier dans le jardin de sa propriété de Plougastel qui se multiplia par croisement spontané. Une place porte son nom.
- Paul-Étienne Testard du Cosquer[207], né le 4 novembre 1712 au château de Keranhoat en Loperhet, décédé le 14 septembre 1794 au Passage en Plougastel, sieur de la Roche, capitaine garde-côtes, négociant au Passage Saint-Jean fut député de la paroisse de Plougastel à l'assemblée de la sénéchaussée de Quimper en avril 1789 et député du canton de Plougastel aux assemblées électorales du département et du district de Landerneau en 1791 et 1792[208]. Il avait une réputation de celtisant, traduisant par exemple plusieurs odes d'Horace en bas-breton, et fut chargé de traduire en breton des textes officiels ; il composa aussi des chansons populaires en langue bretonne[209].
- Mathurin Cauzian (alias Cozian), né à Plougastel le 30 avril 1753 au hameau de Kernizy, matelot à bord de l'Astrolabe, lors de l'expédition de La Pérouse au cours de laquelle il disparut en 1788[210].
- Jean-Marie Corre, né à Plougastel le 28 juin 1850 au hameau de Kerougar, fait ses études aux séminaires de Pont-Croix, de Quimper puis aux Missions Étrangères à Paris. Il enseigne la philosophie et la théologie au grand séminaire de Nagasaki de 1876 à 1889. Il entreprend ensuite l'évangélisation du Higo, province japonaise hostile au catholicisme. En 1898, il fonde la léproserie de Biwasaki, à Kumamoto. À la suite de ses nombreuses requêtes, Rome envoie d'abord cinq sœurs franciscaines missionnaires de Marie puis permet la création de plusieurs œuvres charitables. En 1906, il reçoit le Ruban Bleu du gouvernement impérial. Il meurt le 9 février 1911 à Kumamoto, où il est enterré dans le cimetière catholique[211]. L'établissement hospitalier existe encore à Kumamoto sous le nom de Tairoin Hospital (en).
- François-René Hénaff, né à Plougastel le 13 mai 1855, fut élève de l'École de santé de Brest en 1876, médecin de la Marine, puis des colonies : Guyane en 1872, Saïgon en 1882, Madagascar en 1885, Cochinchine en 1886 où il se fixa définitivement, devenant en 1905 médecin-chef du service de santé de Cochinchine. En retraite en 1909, il devint médecin civil à Saïgon à l'hôpital indigène de Choquan où il était réputé. Il a publié en 1908 « La peste en Indochine » dans la Revue indochinoise. Il mourut en mer entre Colombo et Guardafui en janvier 1912[212].
- Charles Filiger (1863-1928), artiste peintre, vit la fin de sa vie à Plougastel où il est trouvé exsangue dans une rue, les poignets tailladés (crime ? suicide ?)[213].
- Félix Le Dantec, né à Plougastel-Daoulas le 16 janvier 1869, décédé le 6 juin 1917, biologiste et philosophe des sciences français.
- René Le Bot, né le 29 août 1895 à Plougastel-Daoulas, fit partie du réseau de résistance Libération-Nord en compagnie de Gwenaël Corre, d'Anne Corre[214] et de Joseph Autret. René Le Bot a été déporté par le convoi du 8 avril 1943, au départ de la gare de l'Est à Paris, à destination d'Hinzert (camp de concentration satellite de Buchenwald situé à 35 km à l'est de Trèves); il serait décédé, apparemment fusillé pendant son transfert vers le camp de Dora le 1er janvier 1945.
- Joseph Vergos (Lodoen en Plougastel-Daoulas 1911 - en Méditerranée 1940), matelot à bord du sous-marin Narval, Compagnon de la Libération[215], disparu le 15 décembre 1940 au large des îles Kerkennah lorsque le Narval a été coulé par une mine.
- Mathieu Kervella, né le 3 décembre 1918 à Plougastel-Daoulas, contrôleur des douanes, infirmier de la Croix-Rouge, F.F.I., exécuté sommairement le 20 août 1944 au 45 Rue de Lyon[Note 12] dans le XIIe arrondissement de Paris[216],[217].
- Émile Rocher (1928-2014), artiste peintre et sculpteur, dont les œuvres figurent dans de nombreuses collections privées dans 21 pays ainsi qu'au musée des Beaux-Arts de Brest, au musée du Faouët, à l'Institut Culturel de Bretagne, au Conseil régional de Bretagne, a peint de nombreuses aquarelles et huiles ayant pour thèmes les costumes et les danses de Plougastel
- Samuel Le Bihan, né le 2 novembre 1965 à Avranches, comédien, a ses attaches familiales dans la commune où il a passé une partie de son adolescence. Il est parrain de l'espace culturel Avel Vor à sa création.
- Michel Nédélec, (1940-2009), né à Plougastel-Daoulas, coureur cycliste, vainqueur de Bordeaux-Paris en 1964 et fut président à compter de 1965 de l'Union nationale des coureurs professionnels.
- Hervé Morvan, (1917-1980), illustrateur et affichiste.
- Olivier Kervella (1908-1997[218]) : marin et poète (À la Poursuite du Rayon vert, préfacé par Michel de Saint-Pierre). Il était l'organiste de l'église.